# Temples bouddhistes au Japon

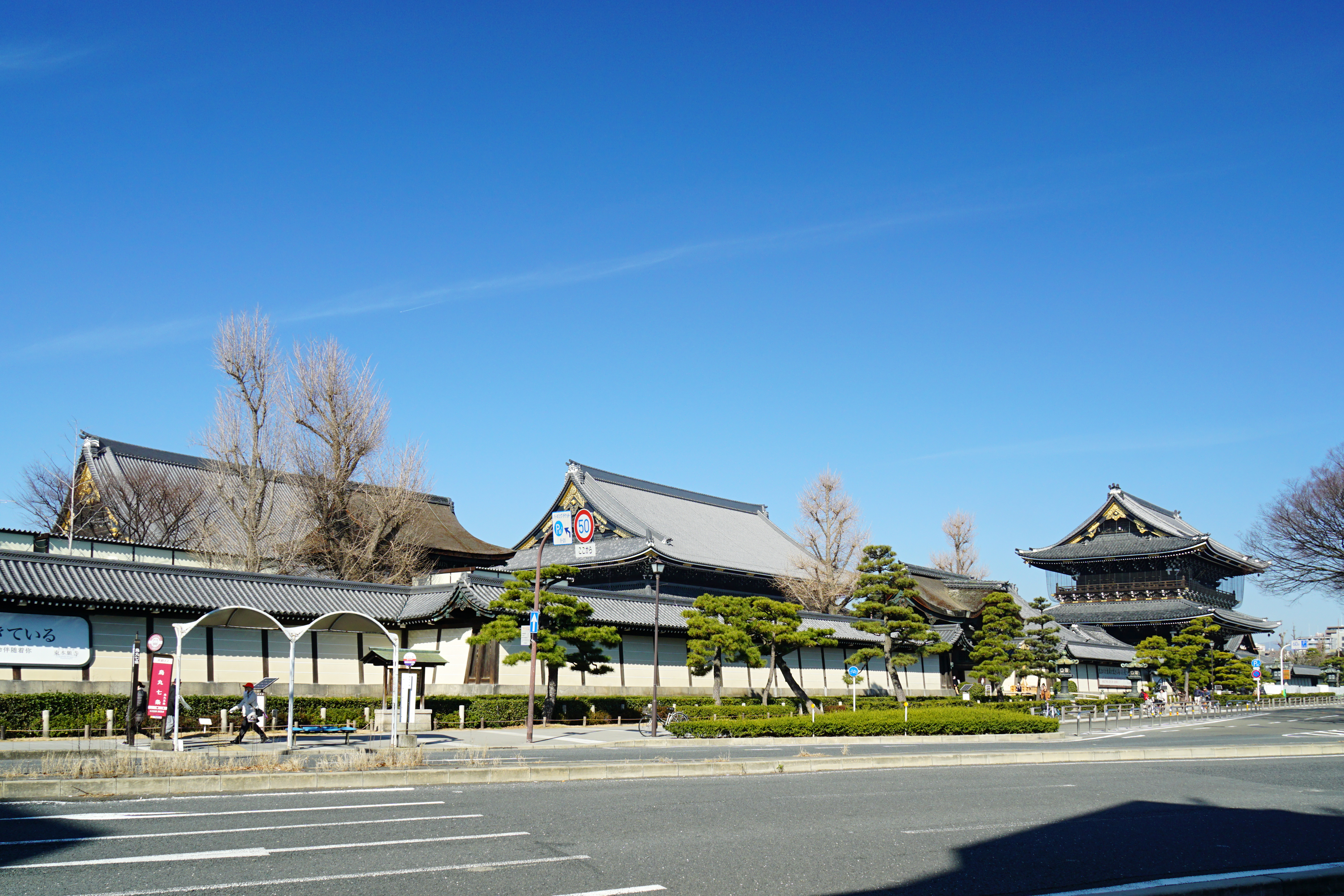
Higashi Hongan-ji à Kyoto.

Avec les sanctuaires shinto, les temples bouddhiques sont les bâtiments les plus nombreux,  les plus renommés et les plus importants du Japon. Le kanji pour « temple bouddhique » est 寺 (tera, JI), lu tera en lecture kun et ji en lecture on, si bien que les noms de temples se terminent souvent en -ji ou -dera (lénition du -t- en -d- due au rendaku). Il existe un autre kanji, 院 (IN, généralement utilisé pour les temples de moindre importance). Des temples connus tels que Enryaku-ji, Kiyomizu-dera et Kōtoku-in illustrent ces modèles de dénomination.

## Bâtiments bouddhiques et shinto

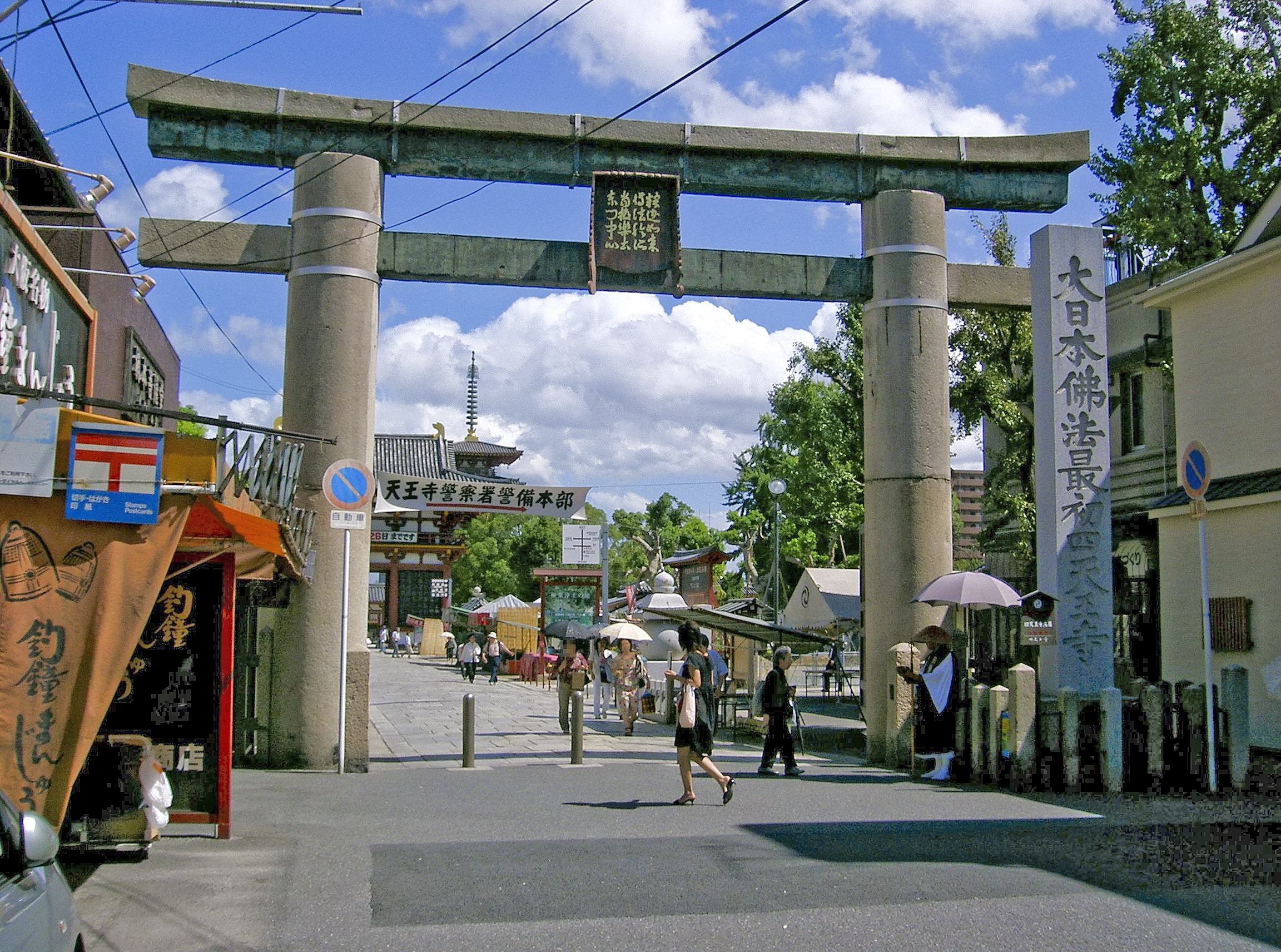
Un torii à l'entrée du Shitennō-ji, temple bouddhiste à Osaka.

Au Japon, les temples bouddhiques existent côte à côte avec les sanctuaires shinto, et tous deux partagent les mêmes caractéristiques essentielles de l'architecture japonaise traditionnelle. Non seulement les toriis, portes habituellement associées au seul shinto, peuvent-ils se trouver dans les deux types de bâtiments, mais l'entrée d'un sanctuaire peut être marquée par un rōmon, porte d'origine bouddhique qui peut donc aussi souvent se trouver auprès d'un temple. Quelques sanctuaires, par exemple le Iwashimizu Hachiman-gū, possèdent une porte principale de style bouddhiste appelée sōmon. De nombreux temples disposent d'un temizuya et d'un komainu, comme un sanctuaire. Vice-versa, quelques sanctuaires emploient de l'encens et possèdent un shōrō (beffroi) comme un temple. Quelques sanctuaires, par exemple le Tanzan-jinja à Nara, ont même un tō (pagode).
Les similitudes entre les temples et les sanctuaires sont également fonctionnelles. Comme dans le cas d'un sanctuaire shintoïste, un temple bouddhique n'est pas principalement un lieu de culte : ses bâtiments les plus importants sont utilisés pour la garde des objets sacrés et ne sont pas accessibles aux fidèles. Il y a des bâtiments spécialisés pour certains rites, mais ceux-ci ne sont généralement ouverts qu'à un nombre limité de participants. En effet, contrairement à une église chrétienne, un temple est aussi un monastère. Les rassemblements religieux dans le style des églises chrétiennes n'ont pas lieu régulièrement et ne se tiennent pas à l'intérieur du temple. Si beaucoup de personnes participent à une cérémonie, celle-ci prend un caractère festif et se tient à l'extérieur.
La raison des grandes ressemblances structurelles entre les deux types de bâtiments réside dans leur histoire commune. Il est en effet normal pour un temple d'avoir été aussi un sanctuaire. Du point de vue architectural, les différences évidentes entre les deux sont donc peu nombreuses et souvent seul un spécialiste peut les identifier.
Des sanctuaires vénèrent des kamis indigènes bien avant l'arrivée du bouddhisme au Japon, mais ce sont des terres délimitées sans aucun bâtiment ou des sanctuaires temporaires érigés lorsque cela est nécessaire. Avec l'arrivée du bouddhisme au VIIIe siècle, les sanctuaires sont soumis à son influence et adoptent à la fois le concept de structures permanentes et l'architecture des temples.

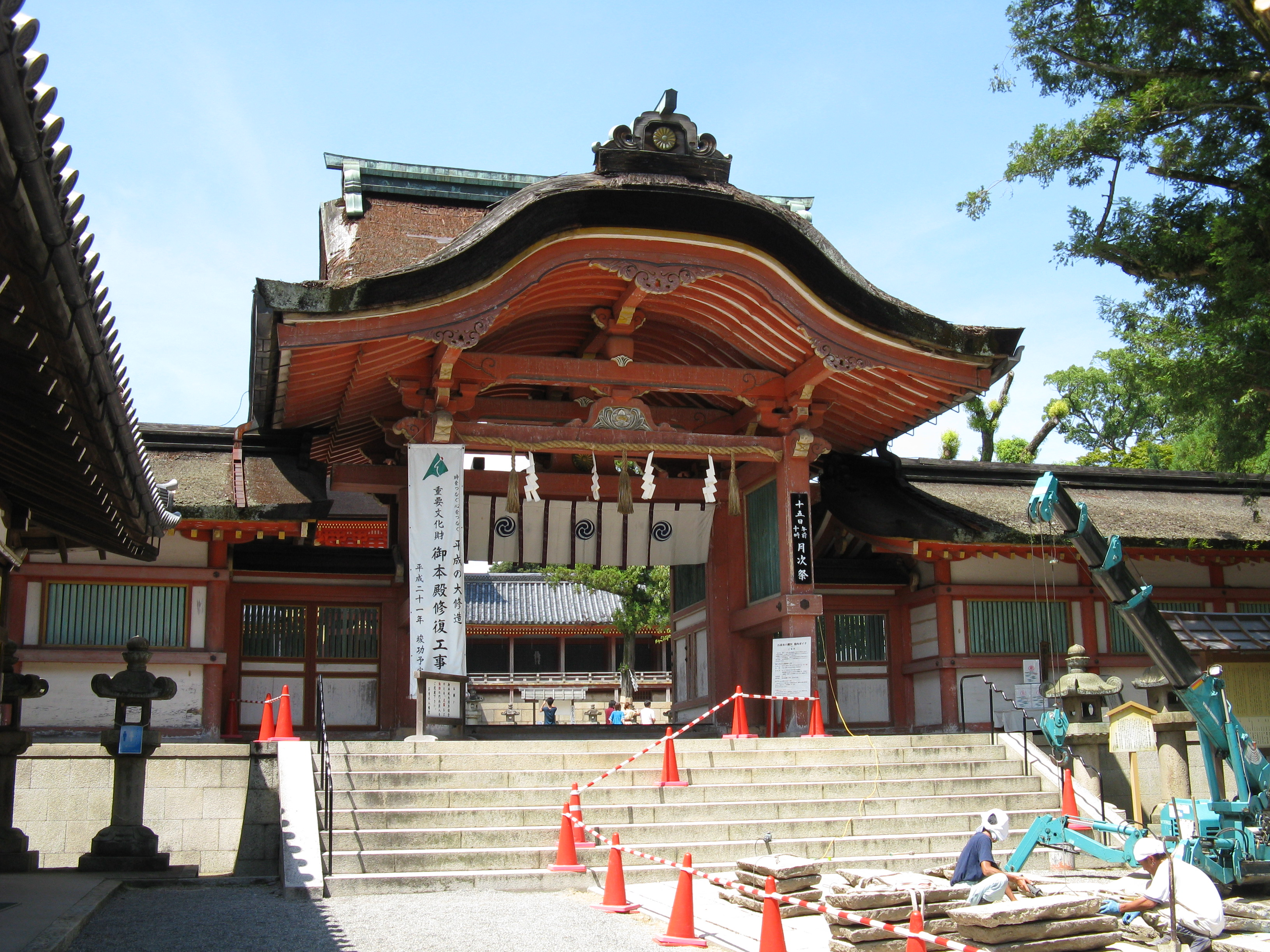
Une porte de style bouddhiste (karamon) au Iwashimizu Hachiman-gū.

Le développement ultérieur du shinbutsu shūgō (syncrétisme du bouddhisme et du culte des kamis) et de la théorie honji suijaku entraîne une fusion quasi complète du culte des kamis et du bouddhisme. Il devient habituel pour les sanctuaires d'être accompagnés de temples dans des complexes mixtes appelés jingū-ji (神宮寺, lit. « sanctuaire-temple ») ou miyadera (宮寺, lit. « sanctuaire-temple »). L'inverse est également courant : la plupart des temples ont au moins un petit sanctuaire dédié à leur kami tutélaire et sont donc appelés jisha (寺社, « temple-sanctuaire »). L'ère Meiji élimine la plupart des jingū -ji mais conserve intacts les jisha, à tel point que même aujourd'hui la plupart des temples possèdent sur leur site au moins un sanctuaire, parfois très grand, et que la déesse bouddhiste Benzaiten est souvent vénérée dans les sanctuaires shinto,. 
En conséquence, pendant des siècles, les sanctuaires et les temples ont entretenu une relation symbiotique dans laquelle chacun a influencé l'autre. Les sanctuaires empruntent au bouddhisme ses portes (mon), l'utilisation d'un hall pour les fidèles laïcs (heiden), l'usage du bois coloré en vermillon et d'autres éléments encore, tandis que l'architecture bouddhique chinoise est adaptée aux goûts des Japonais avec des configurations plus asymétriques, l'utilisation accrue de matériaux naturels et une adaptation du monastère à l'environnement naturel préexistant.
La séparation nette entre les temples bouddhiques et les sanctuaires shinto qui est aujourd'hui la norme, apparaît seulement comme conséquence de la loi de shinbutsu bunri (« séparation des kamis et des bouddhas ») en 1868. Cette séparation est légalement obligatoire et de nombreux sanctuaires-temples sont contraints à n'être plus que des sanctuaires, parmi lesquels certains sont fameux comme le Usa Hachiman-gū et le Tsurugaoka Hachiman-gū.
Parce que le mélange des deux religions est désormais interdit, les jingū -ji doivent céder certaines de leurs propriétés ou démanteler certains de leurs bâtiments, portant ainsi atteinte à l'intégrité de leur patrimoine culturel et diminuant la valeur historique et économique de leurs propriétés. Les deux niō (les deux gardiens en bois généralement situés sur les côtés de l'entrée d'un temple) géants du Tsurugaoka Hachiman-gū par exemple, étant des objets du culte bouddhique et donc illégaux où ils sont situés, sont vendus au Jufuku-ji où ils se trouvent encore. Les « sanctuaires-temples » sont également contraints de détruire les bâtiments liés au bouddhisme, par exemple leurs tahōtō, leurs midō et leurs shichidō garan.

## Architecture

### Caractéristiques générales

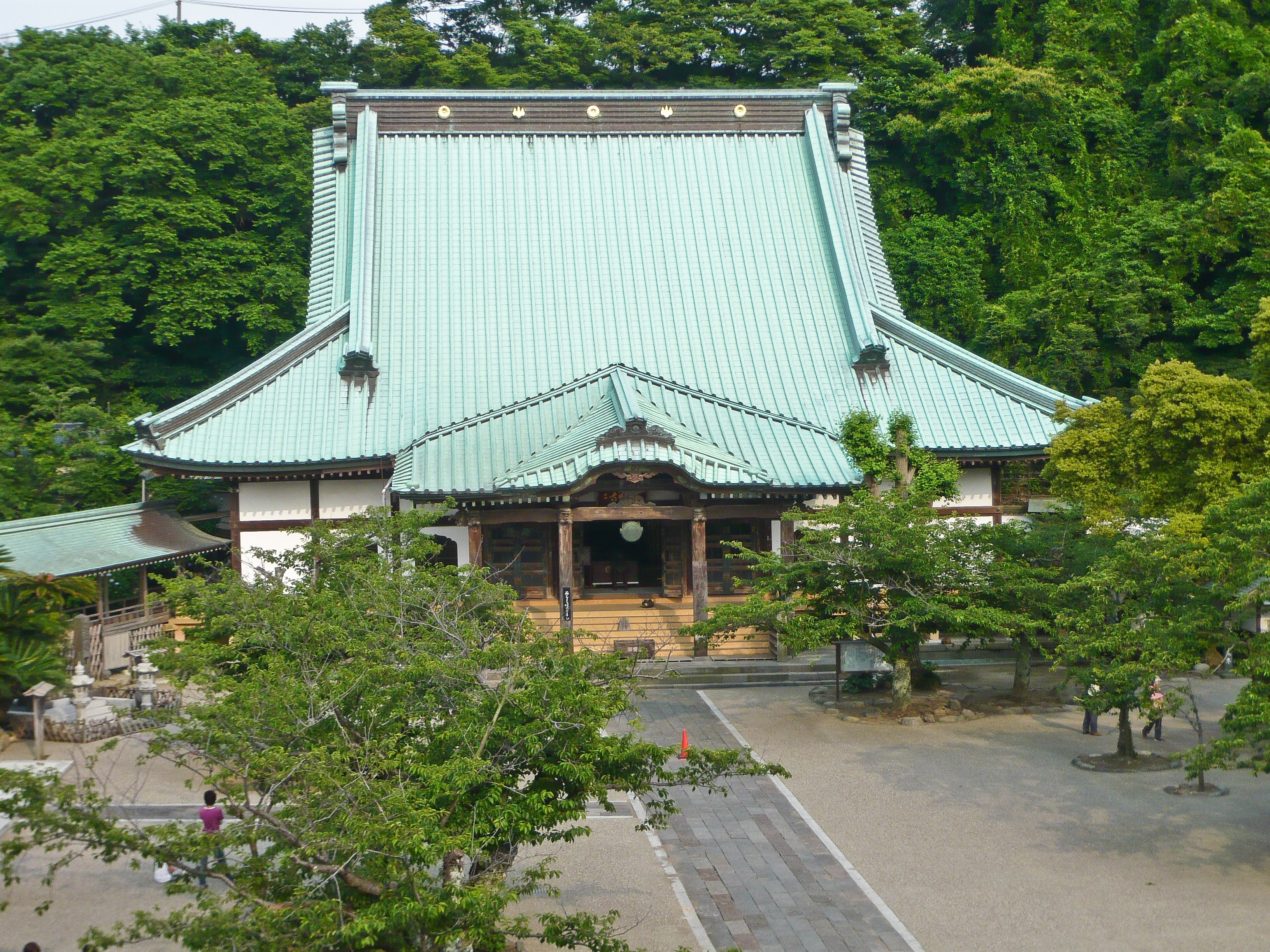
Le toit est la caractéristique dominante d'un temple bouddhiste.

L'architecture bouddhique n'est pas originaire du Japon mais a été importée de Chine et d'autres cultures asiatiques au cours des siècles avec une telle constance que les styles de construction de l'ensemble des Six Dynasties y sont représentés. Son histoire est en conséquence dominée d'un côté par les techniques et les styles de Chine et d'Asie (présents même au Ise-jingū, tenu pour la quintessence de l'architecture japonaise), et de l'autre par des variations originales japonaises sur ces thèmes.
En partie aussi à cause de la variété des climats au Japon et du millénaire écoulé entre la première importation culturelle et la dernière, le résultat est extrêmement hétérogène mais plusieurs caractéristiques pratiquement universelles peuvent néanmoins s'y retrouver. Tout d'abord le choix des matériaux, toujours le bois sous diverses formes (planches, paille, écorce d'arbre, etc.) pour presque toutes les structures. Contrairement à la sculpture à la fois occidentale et chinoise dans certains cas, l'utilisation de la pierre est évitée sauf pour certains usages spécifiques, les podia des temples et les fondations des tō (pagode) par exemple.
La structure générale est presque toujours la même : des poteaux et un linteau supportent un toit grand et légèrement incurvé, tandis que les parois sont minces comme du papier, souvent mobiles et jamais porteuses. Les arches et les toits en berceau sont totalement absents. Les arrondis des pignons et des avant-toits sont plus doux qu'en Chine et l'emploi des colonnes renflées (convexité au centre) limité.
Le toit est l'élément visuel le plus impressionnant, constituant souvent la moitié de la taille de l'édifice. Les avant-toits légèrement incurvés s'étendent au-delà des murs, couvrant des vérandas, et leur poids doit donc être pris en charge par un complexe système de supports appelé tokyō (en). Ces avant-toits surdimensionnés confèrent à l'intérieur une pénombre caractéristique qui contribue à l'atmosphère du temple. L'intérieur du bâtiment est normalement constitué d'une seule pièce centrale appelée moya, à partir de laquelle partent parfois d'autres espaces moins importants, par exemple les couloirs appelés hisashi.
Les divisions de l'espace intérieur sont fluides et la taille des pièces peut être modifiée par l'utilisation d'écrans ou de murs mobiles en papier. Le grand espace unique offert par le bâtiment principal peut donc être modifié en fonction des besoins. Dans une certaine mesure, la séparation entre l'intérieur et l'extérieur n'est en elle-même pas absolue puisque des murs entiers peuvent être enlevés, ouvrant ainsi le temple aux visiteurs. Vues de l'extérieur, les vérandas semblent faire partie de l'édifice mais aux yeux de ceux qui sont à l'intérieur du temple, elles paraissent appartenir au monde extérieur. Jusqu'à un certain point, les structures du temple sont ainsi constitutives de leur propre environnement. L'utilisation de modules de construction conserve constantes les proportions entre les différentes parties de l'édifice, préservant ainsi son harmonie d'ensemble (au sujet des proportions des temples, voir aussi l'article Ken).
Même dans les cas comme celui du Nikkō Tōshō-gū, où chaque espace disponible est abondamment décoré, les ornements suivent l'esprit du bâtiment et tendent donc à mettre l'accent sur les structures de base plutôt qu'à les dissimuler.
Étant partagées par l'architecture sacrée et profane, ces caractéristiques architectoniques rendent facile la transformation d'un bâtiment profane en temple. Cela est arrivé au Hōryū-ji par exemple, où la demeure d'une femme de la noblesse a été transformée en un édifice religieux.

### Histoire

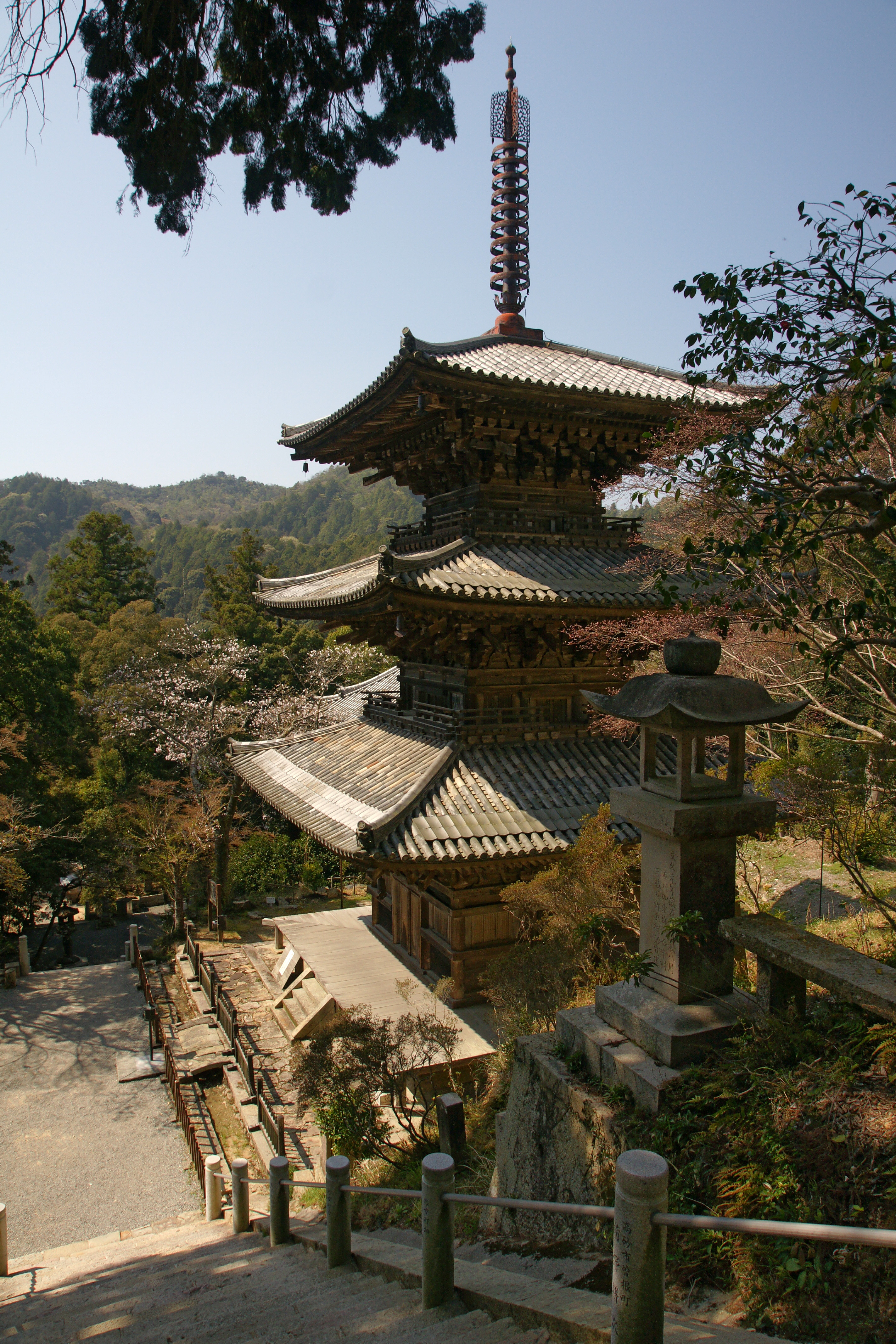
La pagode d'Ichijō-ji est un exemple du style wayō.

L'architecture des temples bouddhiques, comme celle de n'importe quelle structure, change et évolue au fil des siècles. Cependant, bien que les détails particuliers peuvent varier, les styles et les thèmes généraux ont de fortes similitudes et des origines communes.
Le Hōryū-ji déjà mentionné est un des premiers temples bouddhiques construits au Japon. Ses structures essentielles représentent le style commun de la dynastie Sui chinoise au VIe siècle. Le kon-dō (bâtiment d'or) est une structure à toit double, supporté par de forts et épais piliers lui conférant une impression d'audace et de poids.
La plupart, sinon tous les bâtiments des temples bouddhiques, présentent les mêmes éléments de conception de base que les autres bâtiments traditionnels japonais. De hautes et épaisses colonnes de bois servent de support de charge et d'élément de stabilisation de la structure. Chaque colonne est posée sur une seule grande pierre qui sert d'ancrage au bâtiment. Les murs, les sols et la complexe structure du toit sont alors construits autour de ces colonnes. Il existe une grande diversité dans le style et l'apparence des toits, mais la plupart suivent le concept de base d'un toit de tuiles en pente. Les toits de nombreux temples anciens, conçus plus directement sur les formes utilisées sur le continent, ont des angles retournés. Parallèlement, les nouveaux temples qui sont davantage basés sur les styles japonais indigènes ont des angles de toit plus lisses et plus plats.

La plupart des temples bouddhiques au Japon appartiennent à l'un de ces quatre principaux styles :
- wayō : style développé au Japon en art et en architecture au cours de l'époque de Heian par les sectes bouddhistes ésotériques Tendai et Shingon sur le modèle de l'architecture chinoise contemporaine. Ainsi appelé pour le distinguer de styles chinois importés, en architecture il se caractérise par la simplicité, le refus de l'ornementation, l'utilisation de bois naturels et en général de matériaux lisses ;
- daibutsuyō : style architectural religieux japonais apparu à la fin du XIIe siècle ou au début du XIIIe siècle, également sur le modèle de l'architecture chinoise contemporaine. Introduit par le prêtre Chōgen, ce style grandiose et monumental basé sur l'architecture de la dynastie Song se présente comme l'antithèse du style wayō simple et traditionnel. Le nandaimon du Tōdai-ji et le bâtiment d'Amida du Jōdo-ji à Ono sont les seuls exemples encore existants de ce style[10],[11] ;
- zenshūyō : style qui tient son nom de son créateur, la secte bouddhiste zen, et qui apparaît à la fin du XIIe siècle ou au début du XIIIe siècle, toujours sur le modèle de l'architecture chinoise contemporaine. À l'origine, le zenshūyō s'appelle karayō (唐様?, « style chinois ») mais, comme le style Daibutsu, est rebaptisé par Ōta Hirotarō, un spécialiste du XXe siècle. Ses caractéristiques sont des sols de terre battue, des toits décoratifs aux pentes courbes (mokoshi) et des toits principaux aux pentes fortement recourbées, des fenêtres katōmado et des portes à panneaux[10],[12]. Le butsuden est également typique de ce style, qui ne dispose que d'un seul niveau mais semble en posséder deux à cause de la présence d'un toit couvert recourbé appelé mokoshi ;
- setchūyō : style architectural né au Japon durant l'époque de Muromachi, de la fusion d'éléments provenant des trois styles précédents, le wayō, le daibutsuyō et le zen'yō. Il se trouve représenté par le bâtiment principal du Kakurin-ji de Kakogawa[13],[12]. La combinaison du wayo et du daibutsuyô en particulier est devenue si fréquente que parfois elle est classée séparément par des spécialistes sous le nom de shin-wayō (新和様, new wayō?)[12].

### Agencement et positionnement géomantique

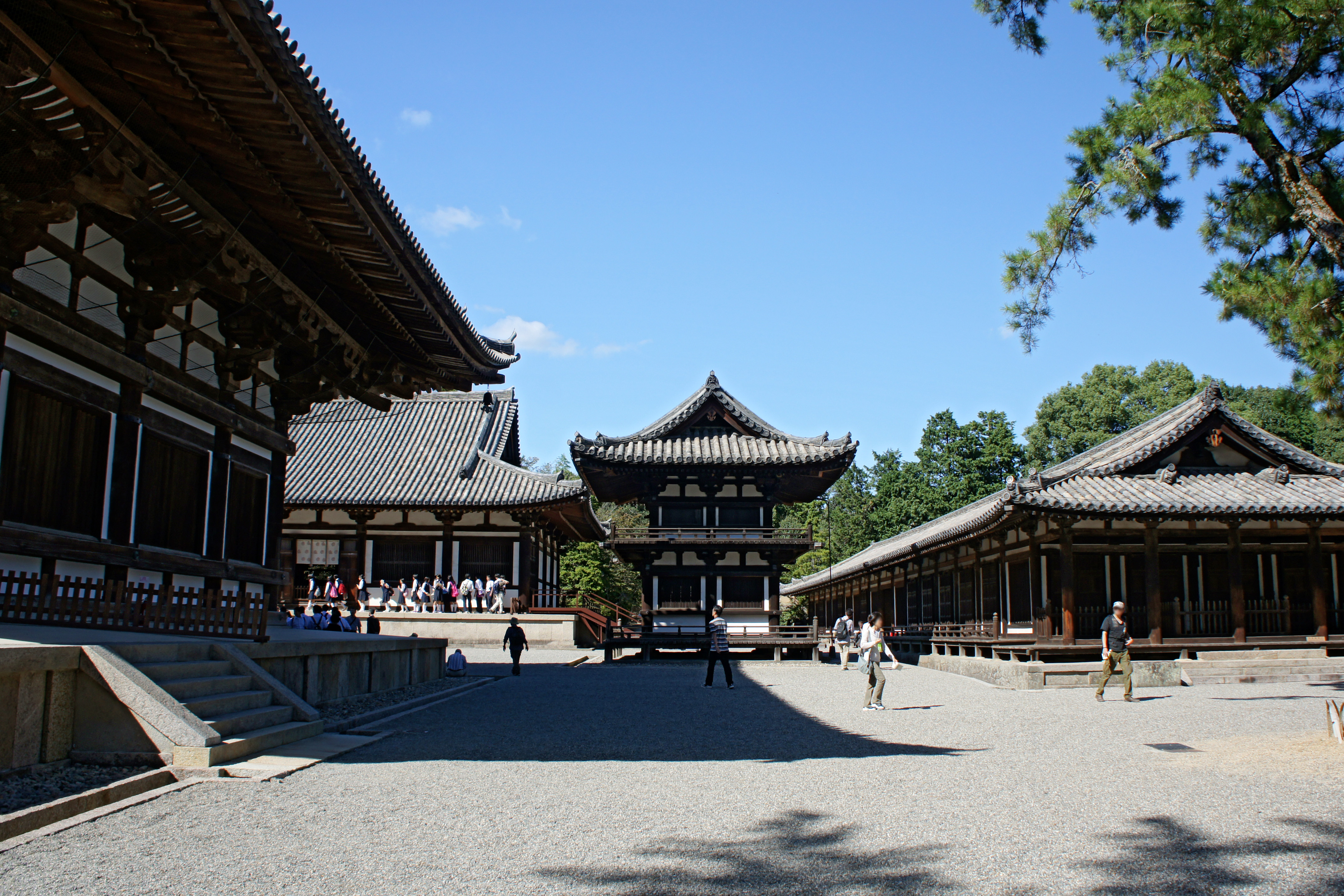
Une partie du garan de Tōshōdai-ji (de gauche à droite, le kon-dō, le kō-dō, le ko-rō et le raiō).

Les complexes de temples bouddhiques se composent d'un certain nombre de bâtiments disposés selon certains concepts ou lignes directrices. L'arrangement des bâtiments principaux 伽藍配置 (garan haichi) change au fil du temps. Un premier modèle comprend une porte, une tour, un kon-dō et un ko-dō en ligne droite, du sud au nord. Les couloirs partent vers l'est et vers l'ouest sur les flancs de la porte, puis vers le nord et se rejoignent finalement au nord du kō-do, formant un cloître autour de la pagode et des bâtiments principaux. Ce modèle, caractéristique du Shitennō-ji à Osaka, arrive de Chine par le royaume de Baekje. Le style chinois de temples bouddhiques, bien que quelque peu modifié par la Chine via la péninsule coréenne, est finalement basé sur celui des palais chinois, et cela est évident dans la plupart des caractéristiques de conception de base qui demeurent encore aujourd'hui dans les temples des trois pays.
Un complexe de temple bouddhique au Japon suit généralement le modèle d'une succession d'espaces sacrés qui entourent une cour intérieure dans laquelle on pénètre par l'intermédiaire d'un ensemble de portes. Ces portes sont en général encadrées d'une paire de statues de gardiens de grande taille, appelés niō.
En outre, la plupart des temples les plus importants ou les plus puissants sont construits dans des endroits qui sont jugés favorables en fonction des préceptes de la géomancie chinoise. Enryaku-ji par exemple, qui est situé au sommet du mont Hiei au nord-est de Kyoto, a la réputation de défendre la ville contre les esprits mauvais en étant placé dans cette direction. Les alignements des montagnes et autres caractéristiques géographiques dans des directions particulières autour du temple jouent également un rôle important. Cette coutume s'est longtemps perpétuée. Huit siècles après la fondation d'Enryaku-ji, les Tokugawa établissent Kan'ei-ji dans la même direction pour la protection de leur château d'Edo. Son nom de montagne, « mont Tōei » (東叡山, Tōei-zan), emprunte un caractère du mont Hiei (比叡山, Hiei-zan), et peut s’interpréter comme signifiant « le mont Hiei de l'est ».
Le Tsurugaoka Hachiman-gū de Kamakura n'est pas seulement un sanctuaire shinto mais, avant la loi de séparation du shinto et du bouddhisme 神仏判然令 () de 1868, son nom est Tsurugaoka Hachiman-gū-ji (鶴岡八幡宮寺, « sanctuaire-temple Tsurugaoka Hachiman ») car c'est aussi un temple bouddhique, l'un des plus anciens de la ville. Le temple et la ville sont construits en ayant le feng shui à l'esprit. L'emplacement actuel est soigneusement choisi comme le plus propice après avoir consulté un devin parce qu'il y a une montagne au nord (le Hokuzan (北山)), une rivière à l'est (la rivière Namerikawa [Kanagawa]) et une grande route à l'ouest (le Kotō kaidō (古東街道)), ouvert au sud sur la baie de Sagami. Chaque direction est protégée par un dieu : Genbu garde le nord, Seiryū l'est, Byakko l'ouest et Suzaku le sud. Les saules près des étangs et les catalpas près du musée d'art moderne représentent respectivement Seiryū et Byakko.
La géomancie perd de l'importance au cours de l'époque de Heian tandis que la disposition des temples s'adapte à l'environnement naturel, sans tenir compte du feng shui.
En plus des considérations de géomancie, les temples bouddhiques, comme toutes les autres structures religieuses, doivent être organisés afin de mieux servir leurs diverses destinations. L'espace le plus important dans n'importe quel complexe temple bouddhiste est l'espace sacré où sont conservées les images des bouddhas et des Bodhisattvas, et où les rituels importants sont exécutés.

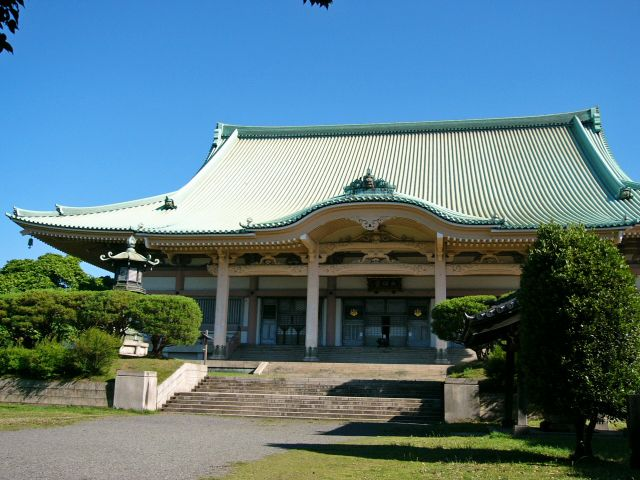
Hattō conçu par Itō Chūta au Sōji-ji.

Ces zones sont toujours séparées de celles accessibles aux fidèles laïcs, mais la distance entre les deux et les modalités de leur séparation sont assez variées. Dans de nombreux temples, il n'y a guère plus qu'une balustrade de bois divisant l'espace sacré de celui des laïcs, mais dans beaucoup d'autres, une distance importante est marquée entre les deux, par une cour gravillonnée par exemple.
Un autre bâtiment ou un espace d'une grande importance accueille les besoins matériels au jour le jour du clergé. Les espaces pour manger, dormir et étudier sont essentiels, en particulier dans les temples qui servent aussi de monastères.
Selon un texte du XIIIe siècle « un garan est un temple avec un kon-dō (bâtiment principal), un tō (pagode), un kō-dō (salle de lecture), un shōrō (beffroi), un jiki-dō (réfectoire), un sōbō (quartier d'habitation des moines) et un kyōzō (dépôt des écritures, bibliothèque) ». Tels sont les sept critères énumérés en tant qu'éléments shichidō des temples Nanto rokushū (南都六宗, six sectes de Nara),.
Un texte du XVe siècle explique que les temples des écoles zen Sōtō (曹洞) et Rinzai (臨済) comprennent un butsuden ou butsu-dō (bâtiment principal), un hattō (salle pour les conférences et les enseignements), un kuin (cuisine/office), un sō-dō (bâtiment de vie des moines, où l'on pratique aussi le zazen), un sanmon (porte principale), un tōsu (toilettes) et un yokushitsu (bain). Il s'agit là des sept salles monastiques qui forment le cœur de tous les temples zen, un ensemble appelé Schichidō Garan. À noter cependant que cette expression peut également s'appliquer de manière générique à tout temple bouddhiste, quelle que soit l'école. Toutefois cette liste, telle qu'elle est donnée ici, est spécifique des temples zen. Elle peut varier quelque peu selon les écoles.

## Galerie d'images

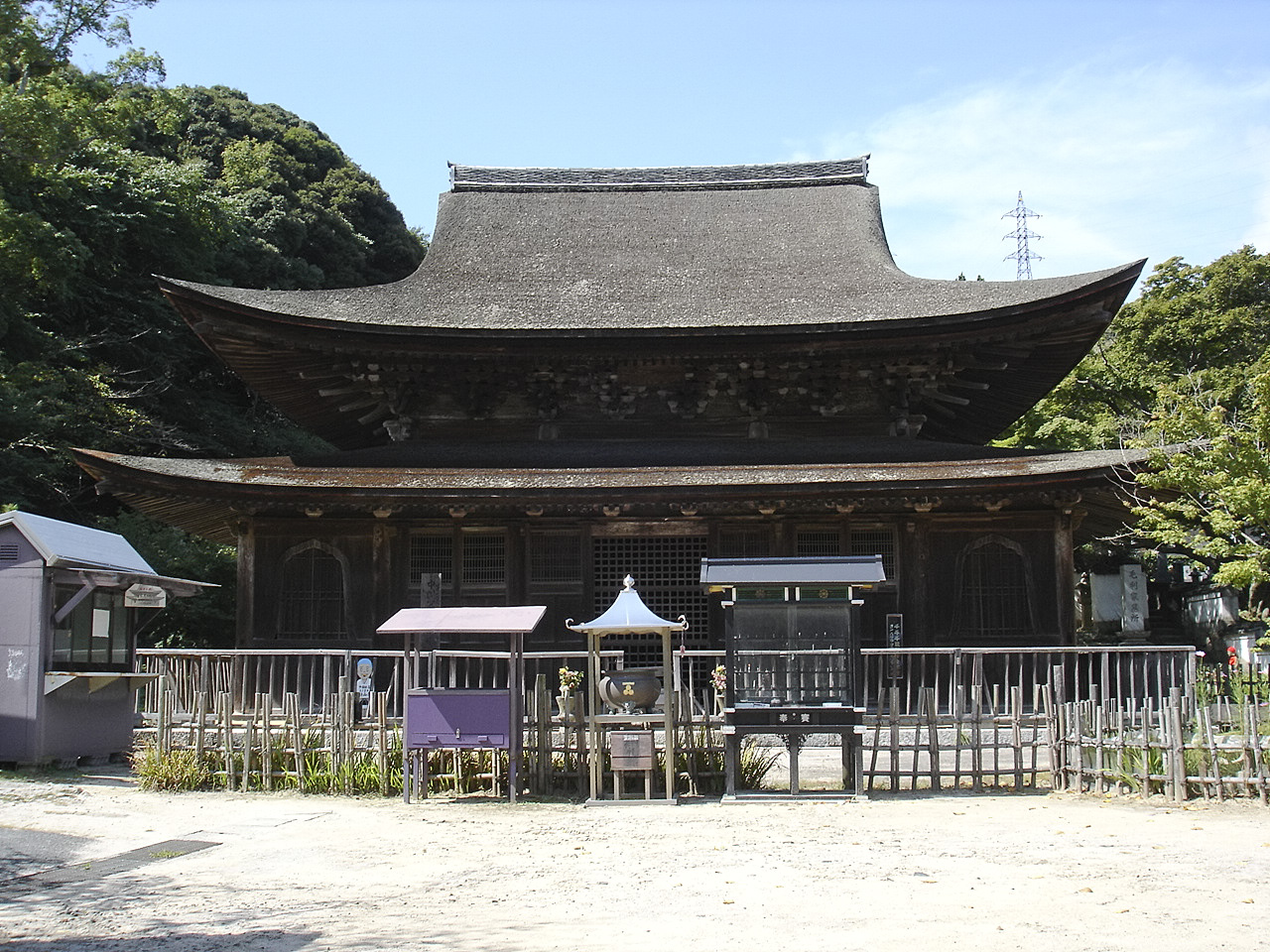
Butsuden du Kōzan-ji à Shimonoseki.
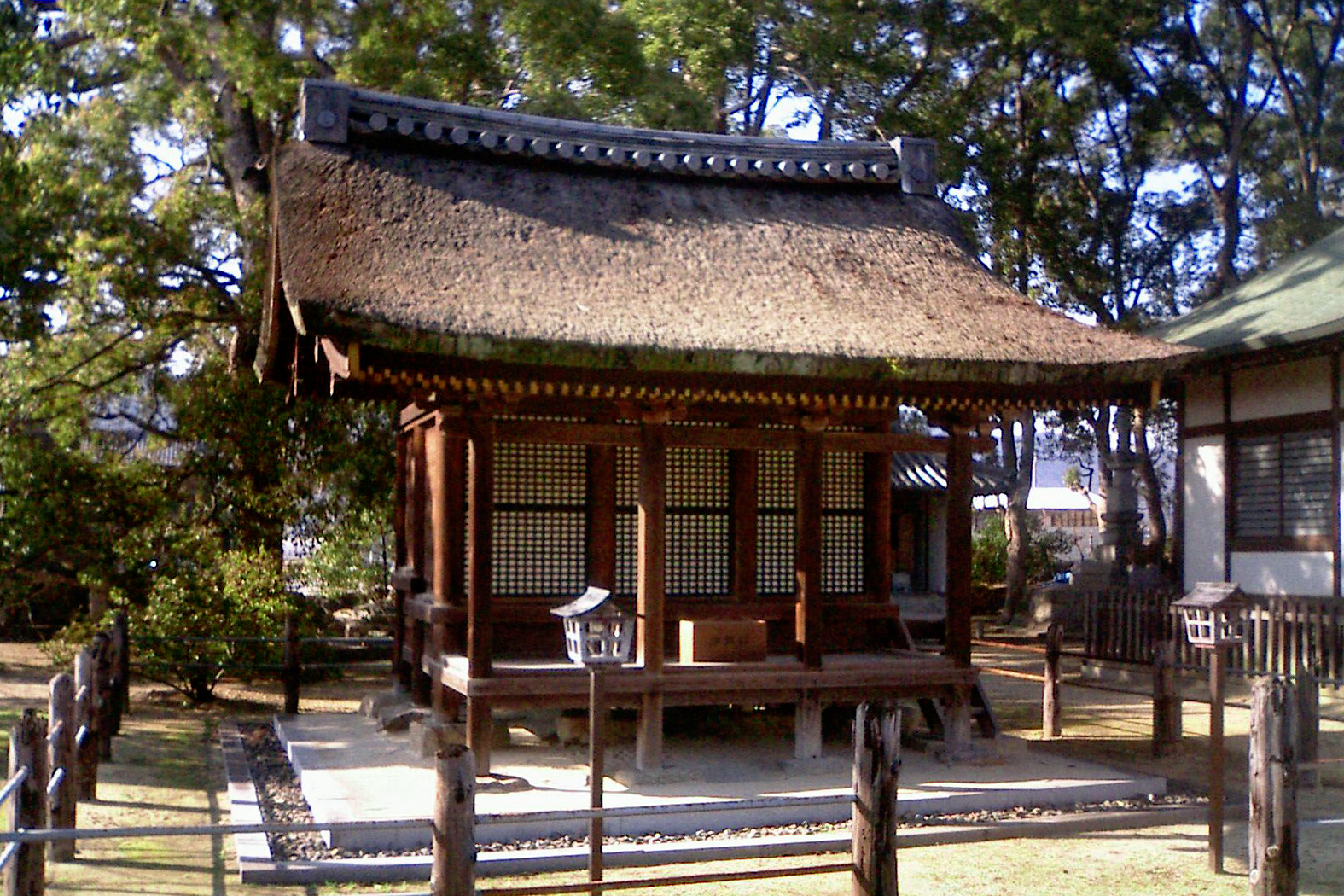
Chinjū-dō du Motoyama-ji.
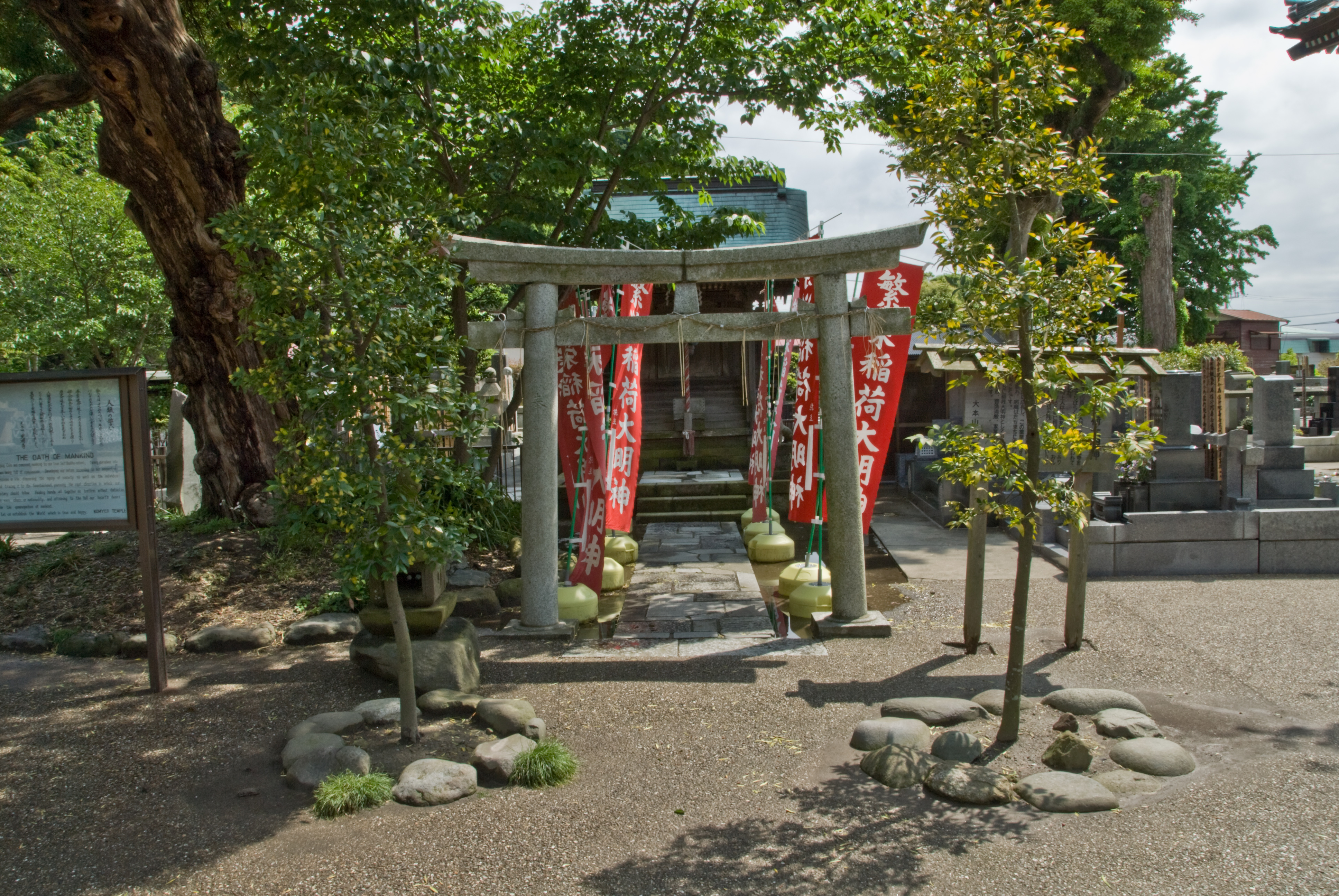
Chinjūsha du Kōmyō-ji à Kamakura.
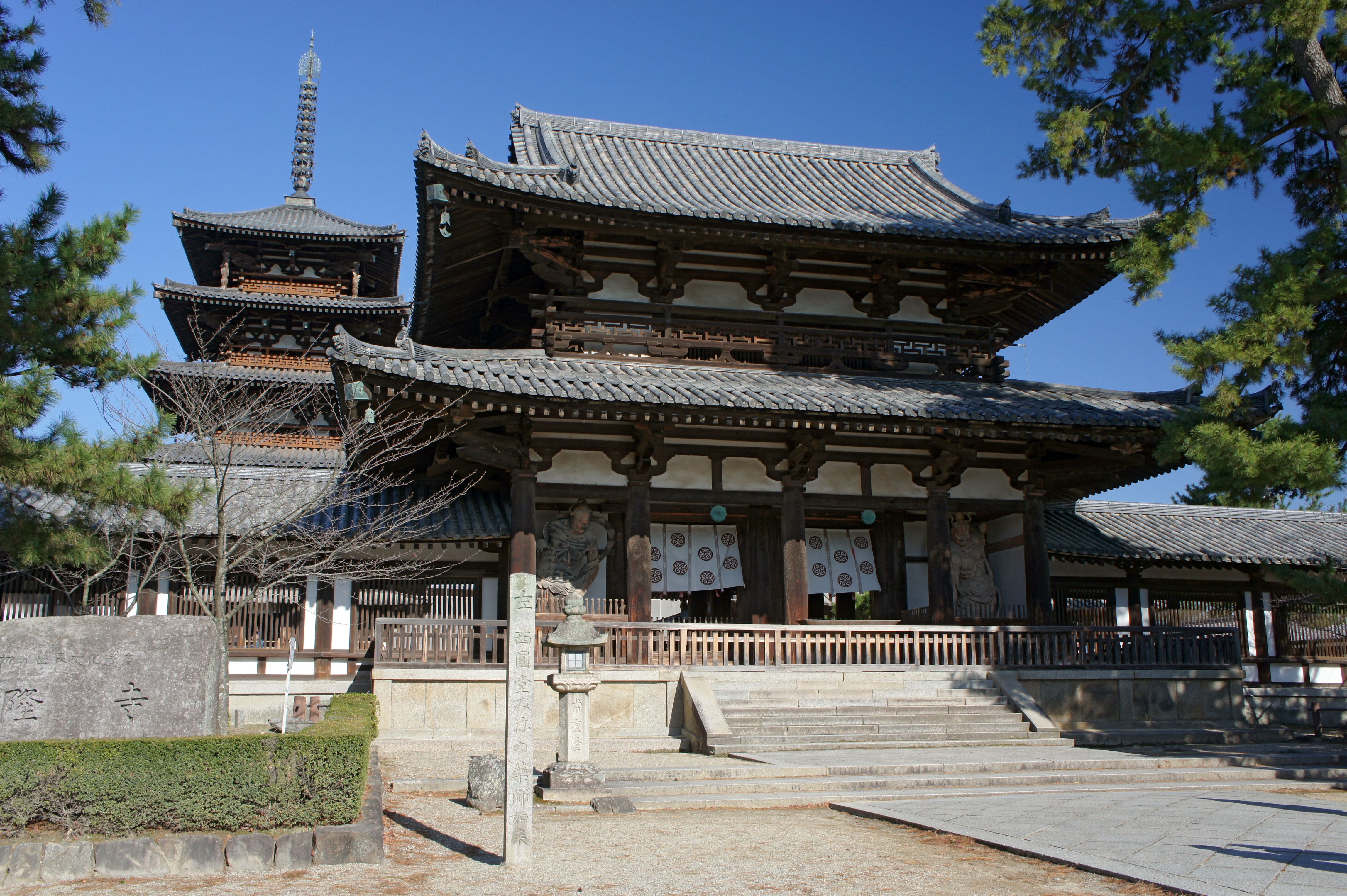
Chūmon du Hōryū-ji.
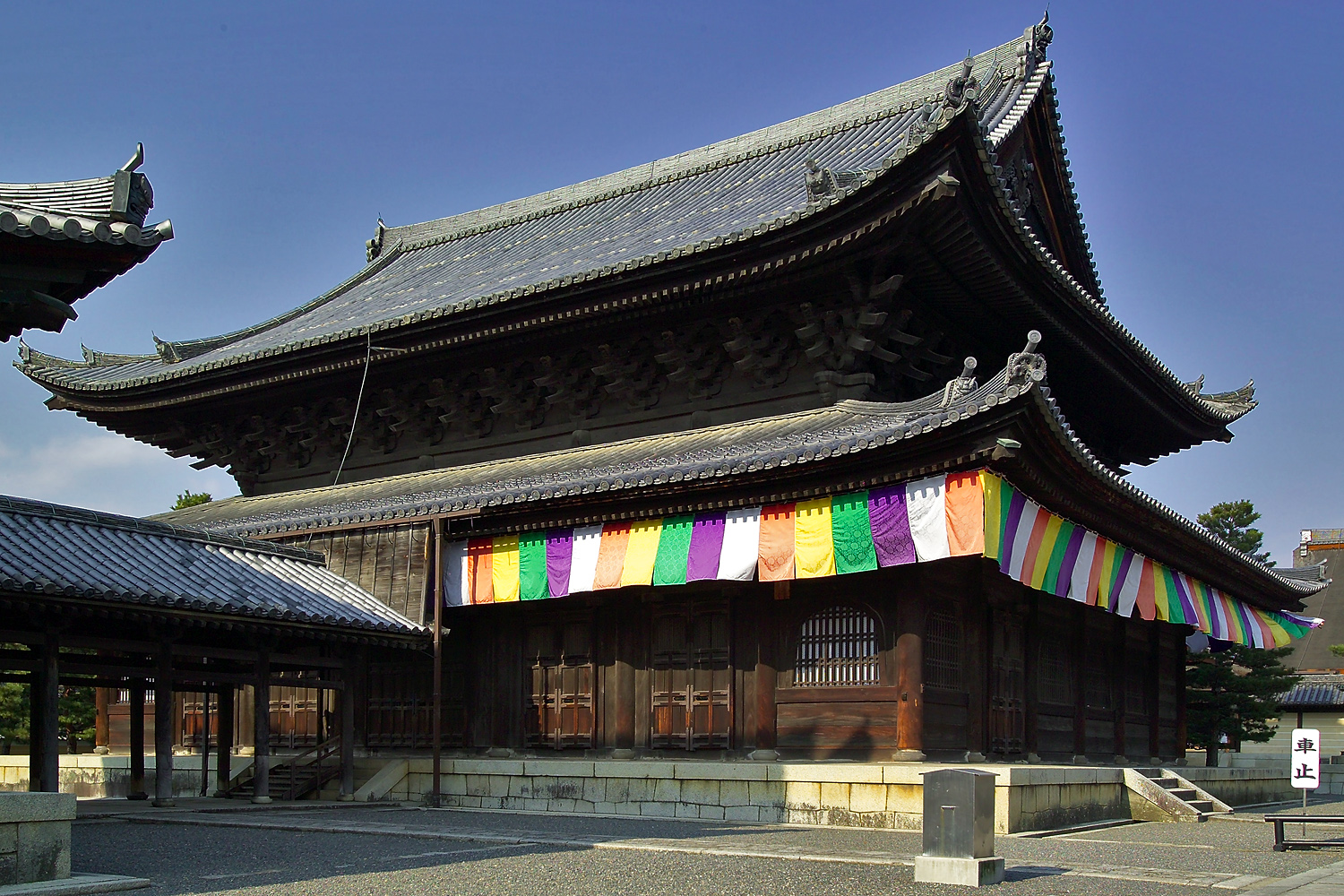
Hattō du Myōshin-ji.
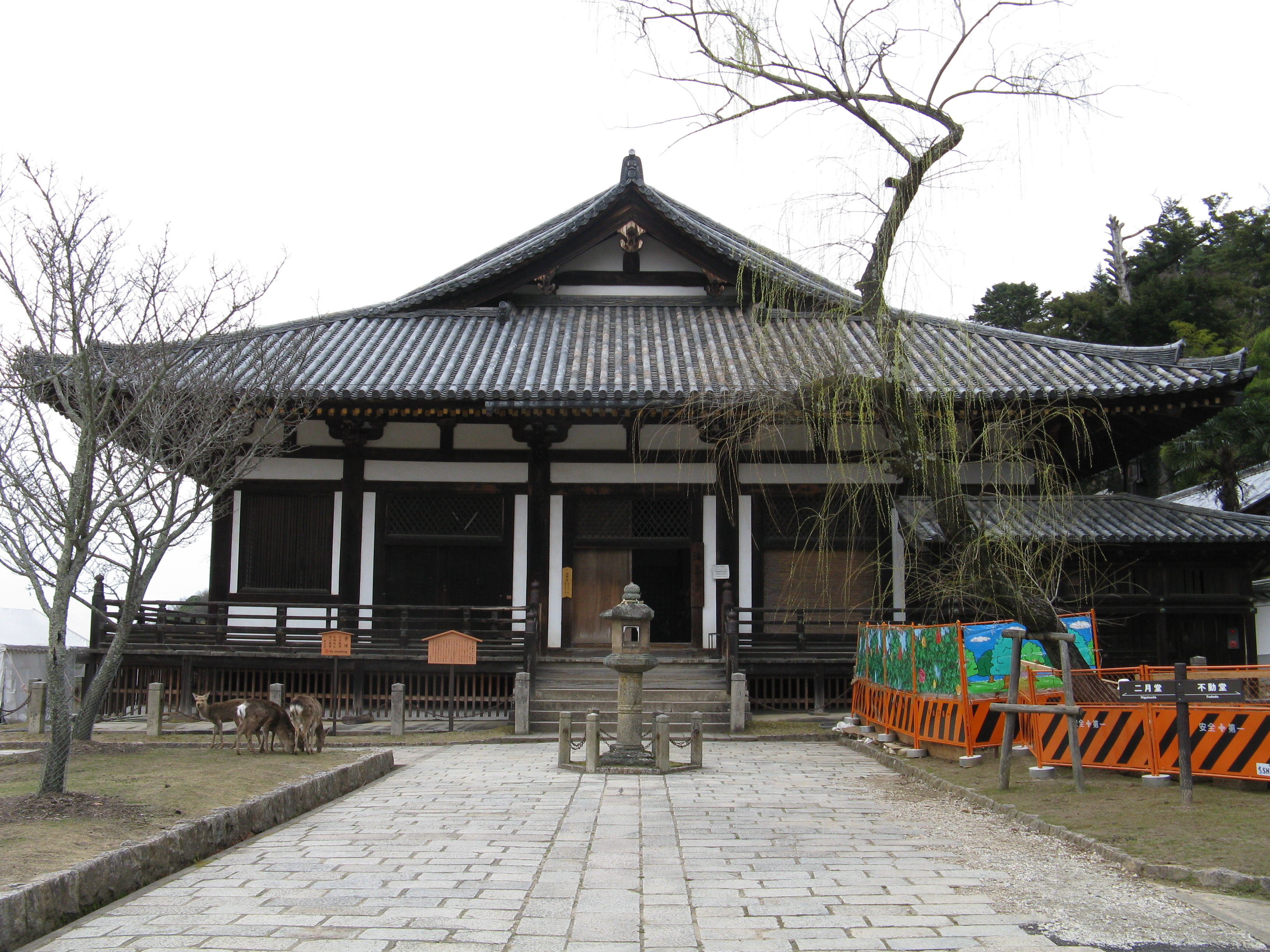
Hokke-dō du Tōdai-ji.
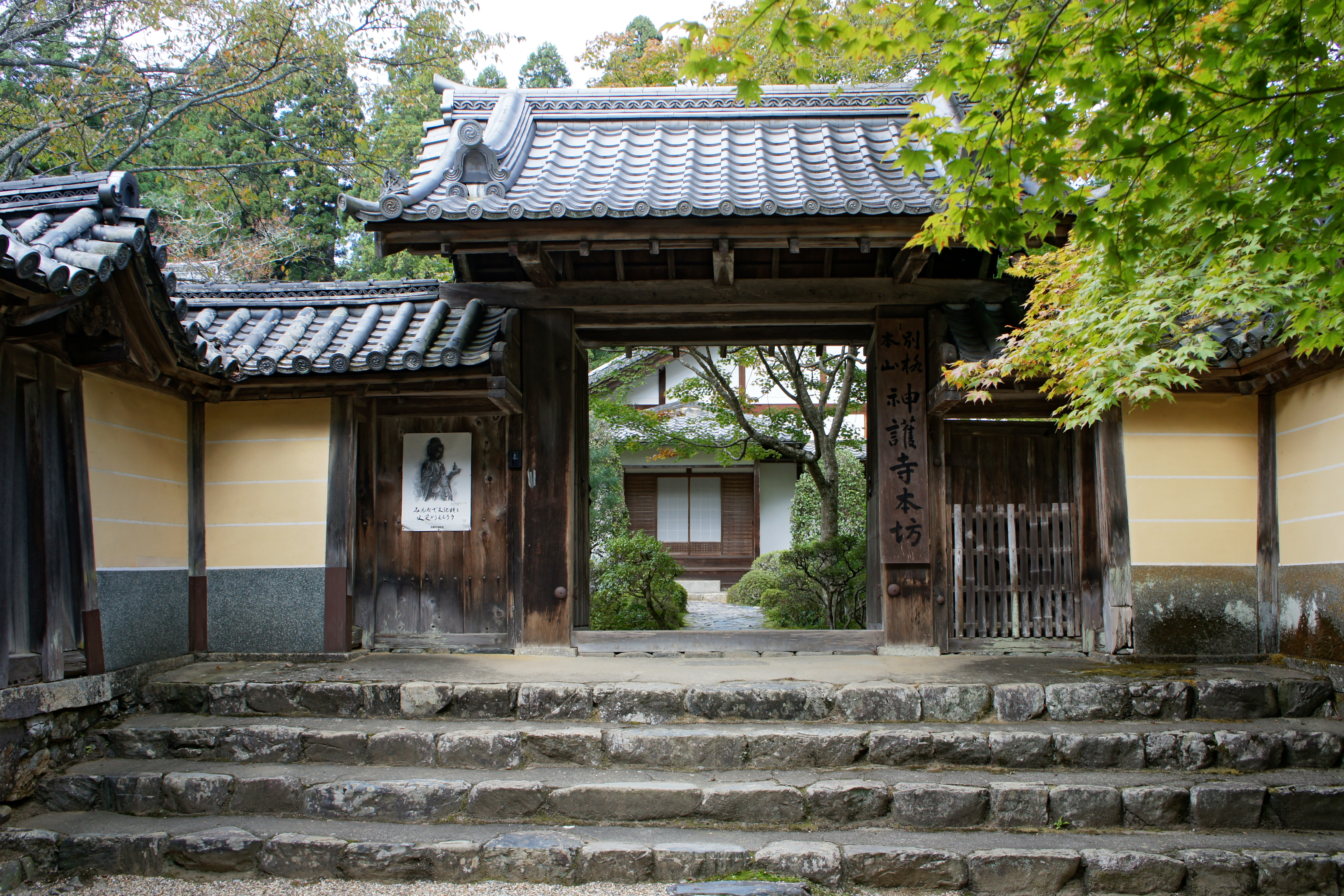
Honbō du Jingo-ji.
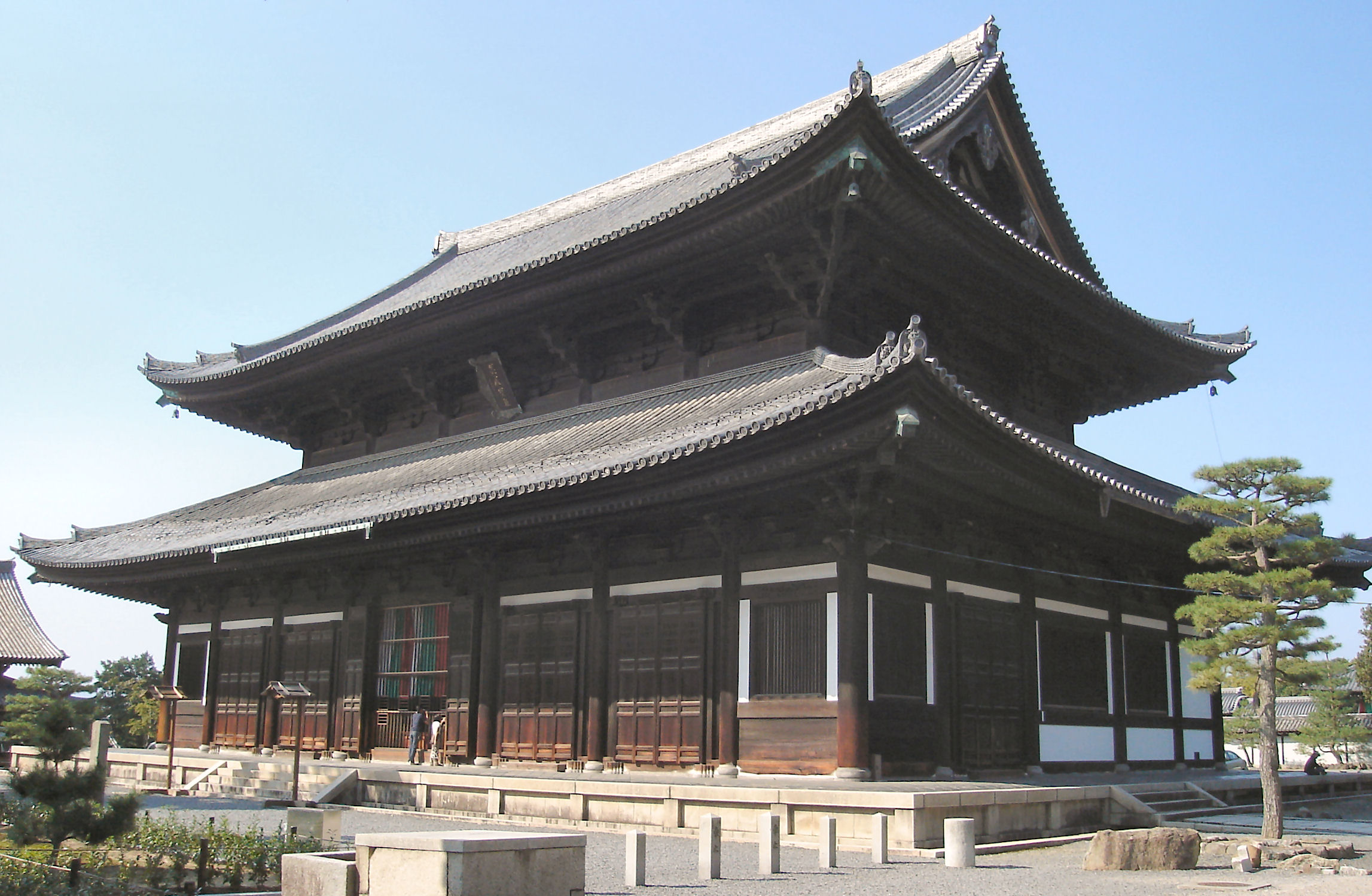
Hon-dō du Tōfuku-ji.
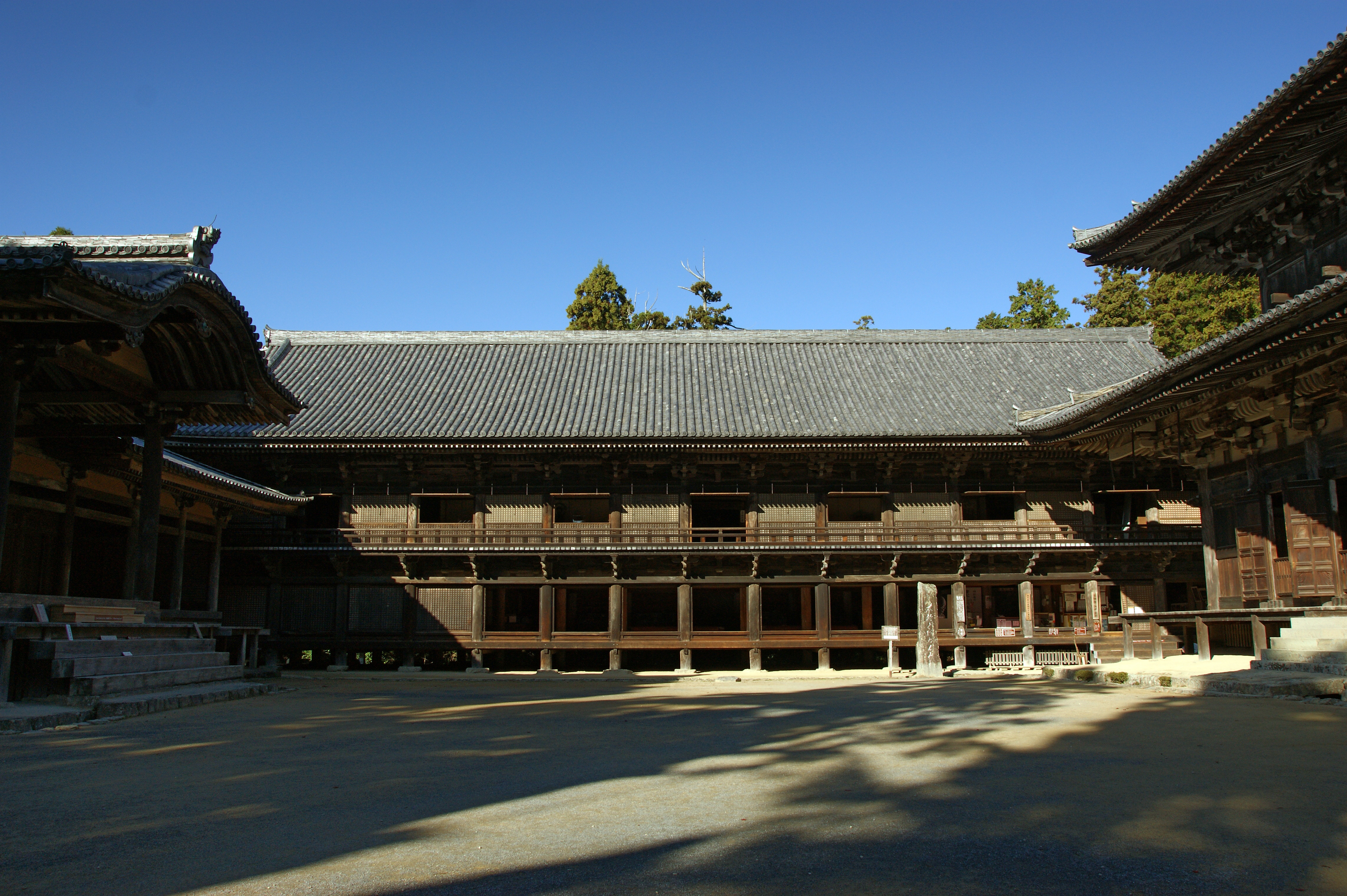
Jiki-dō du Engyō-ji.
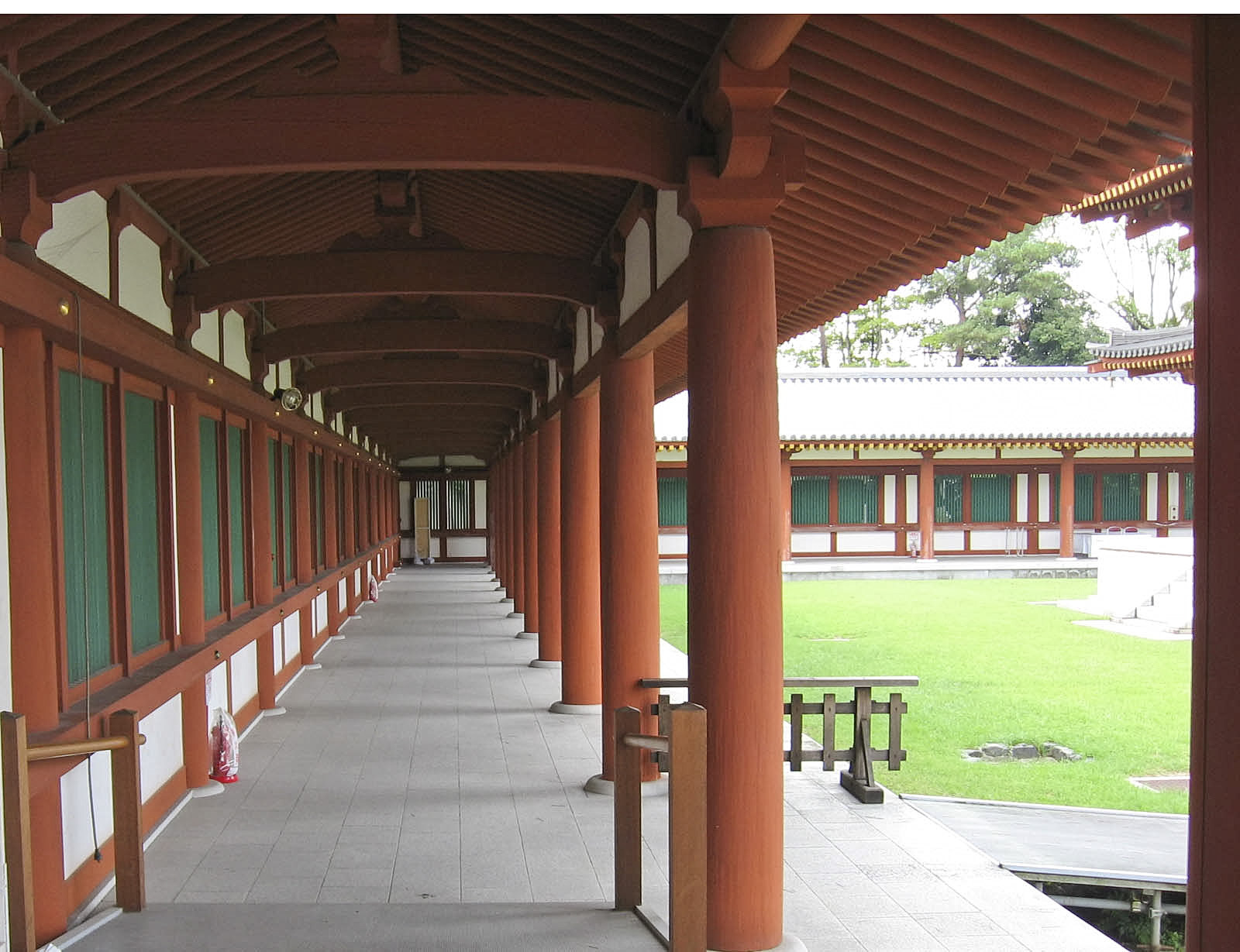
Kairō du Yakushi-ji.
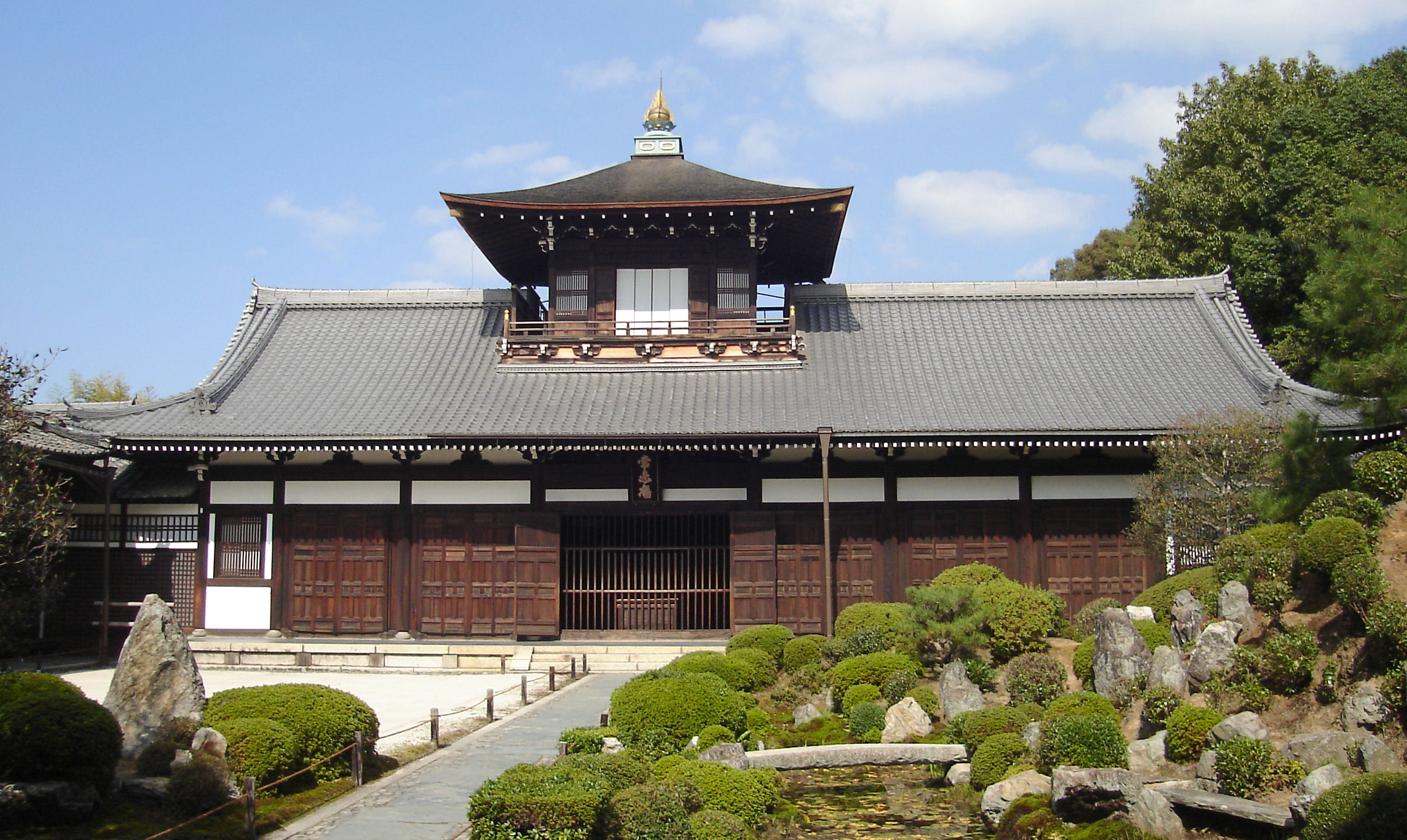
Kaisan-dō du Tōfuku-ji.
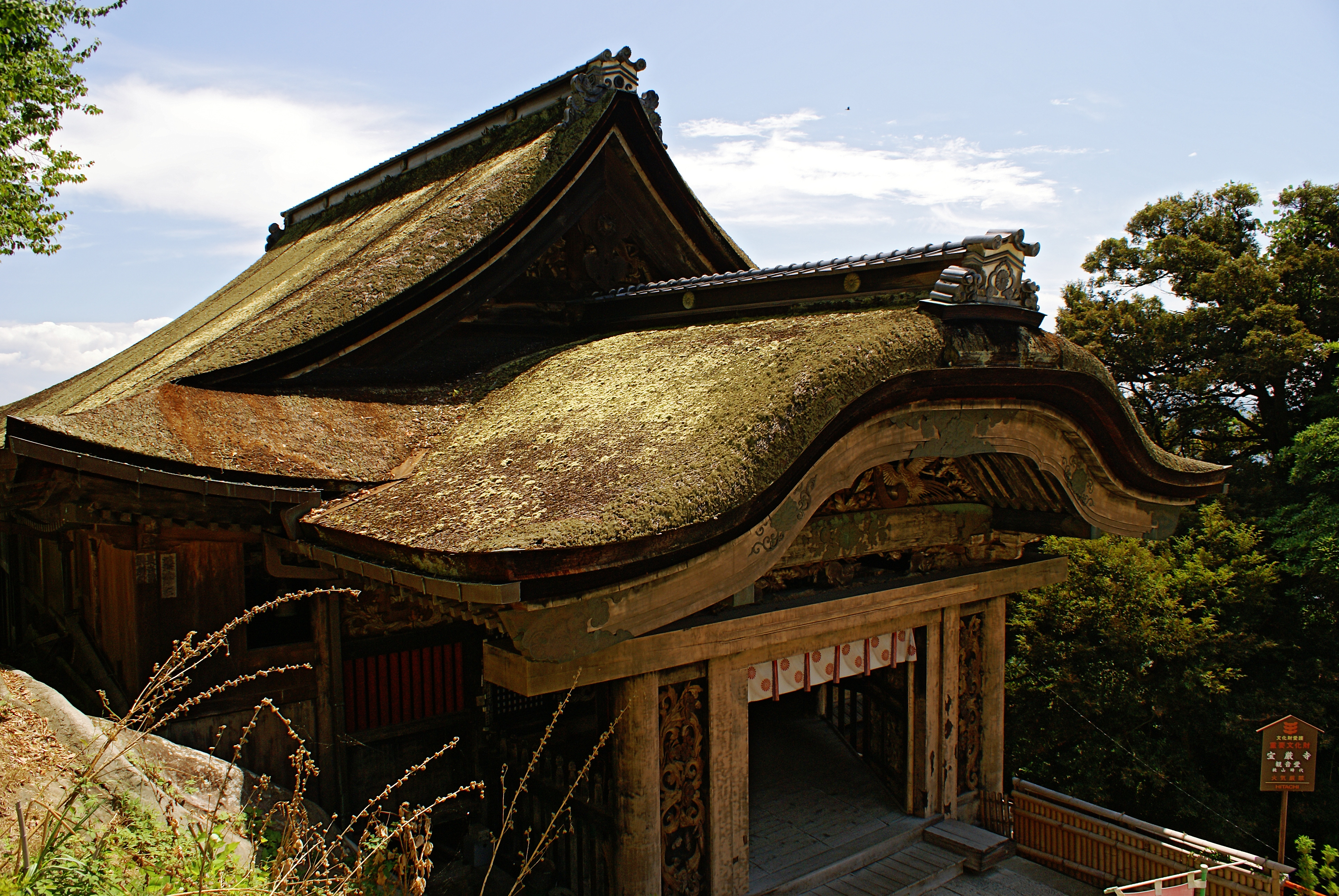
Karamon du Hōgon-ji de Nagahama.
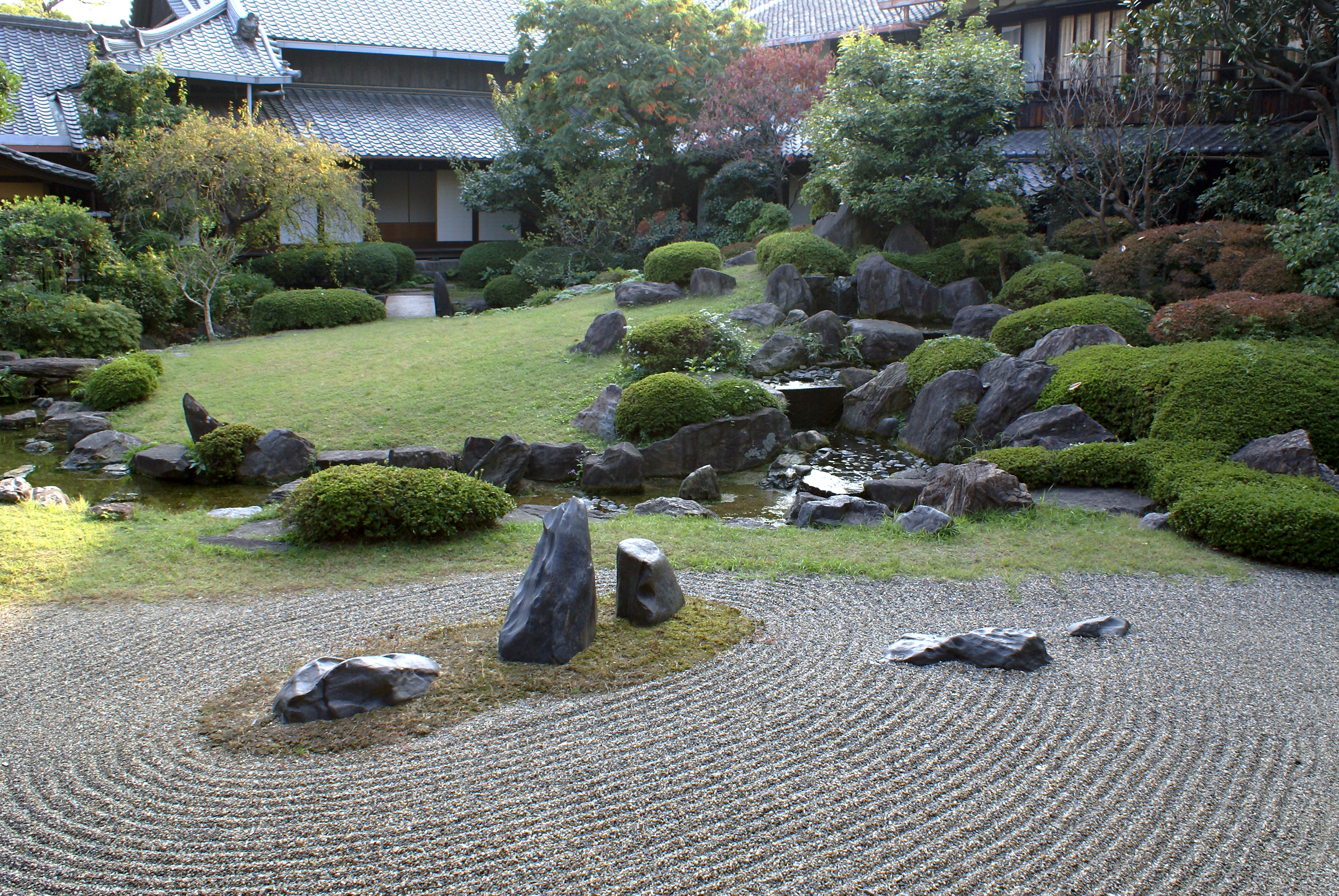
Karesansui du Shitennō-ji.
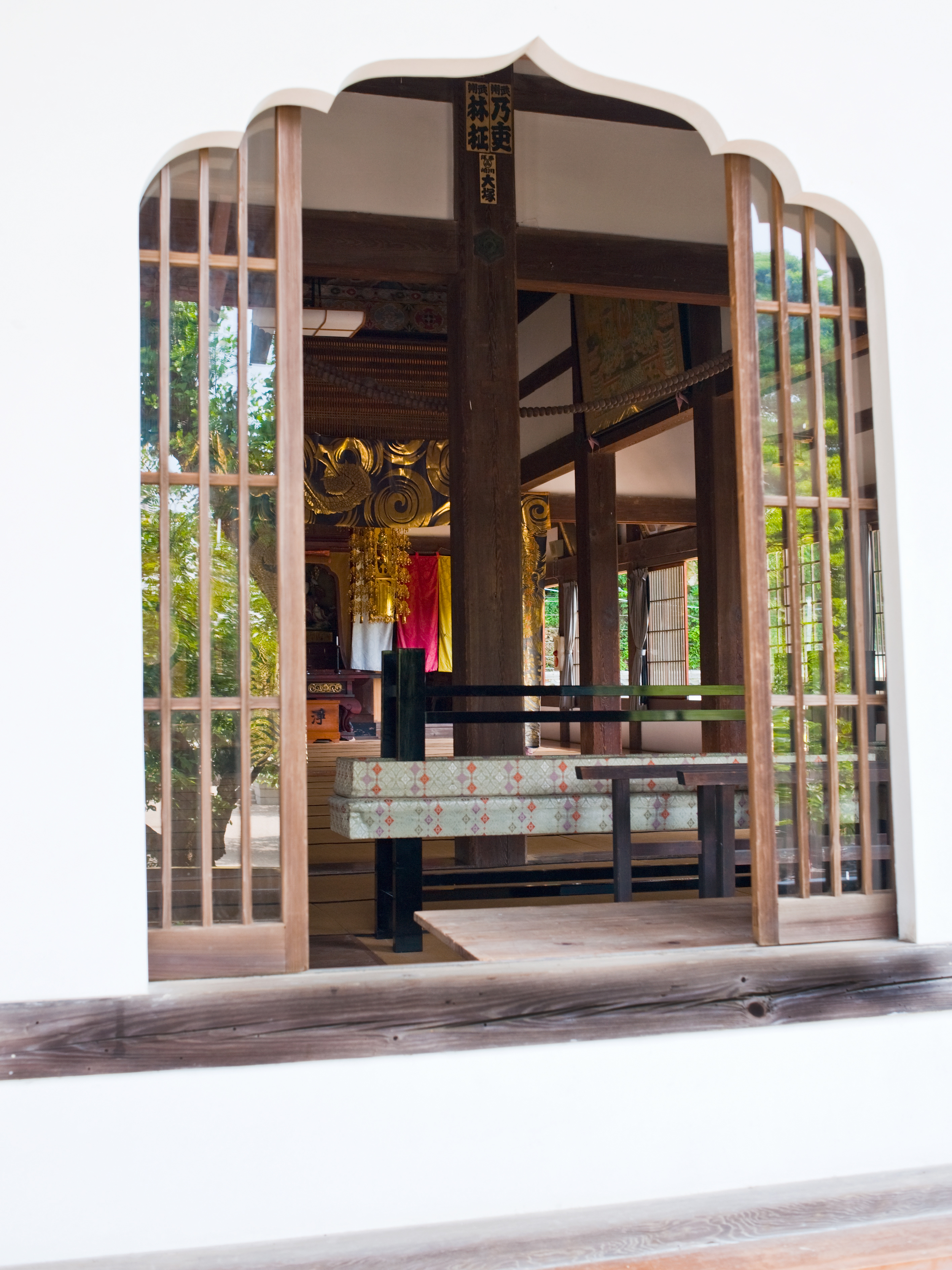
Une fenêtre katōmado.
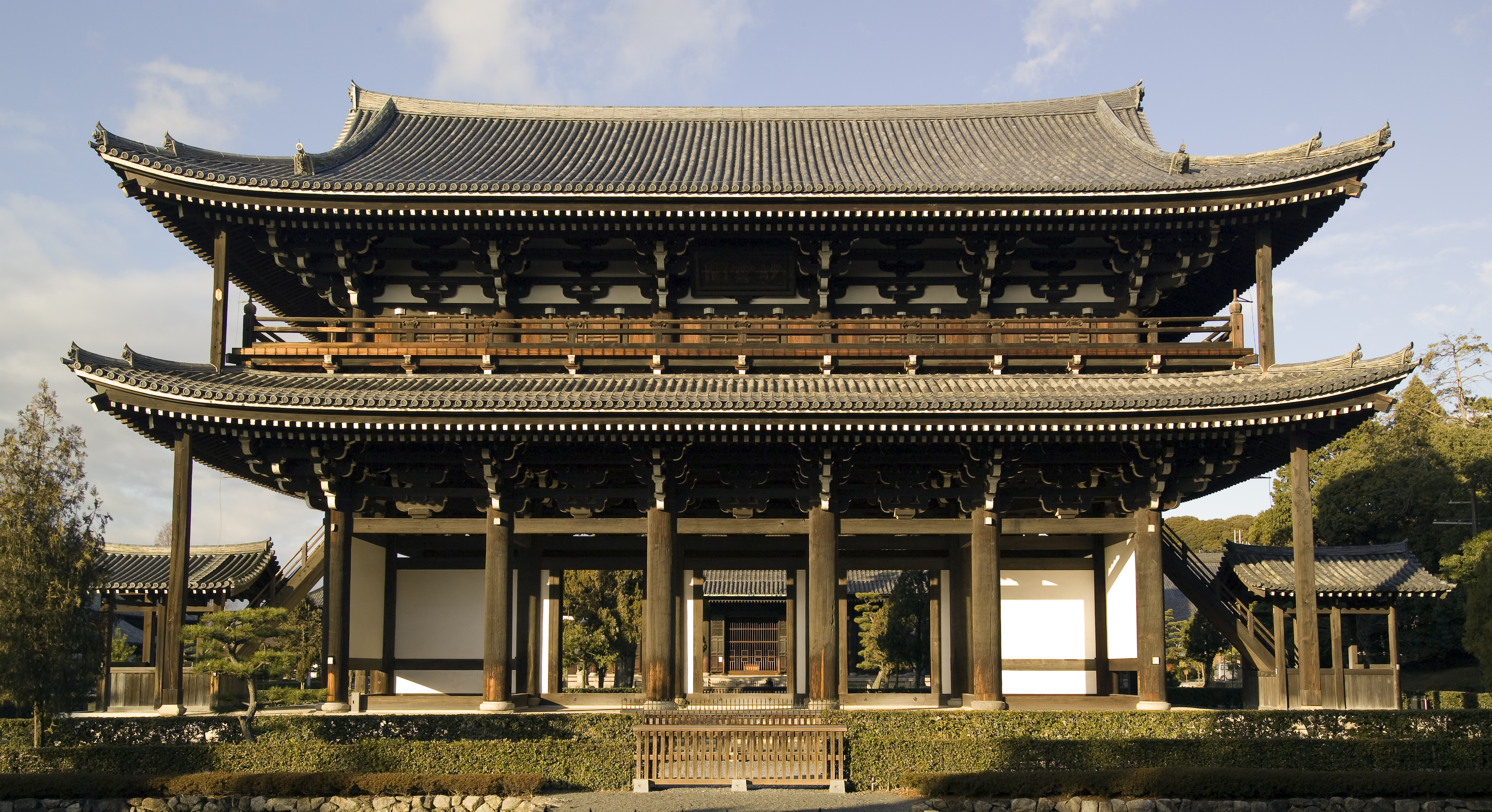
Le sanmon du Tōfuku-ji fait 5 ken de large.
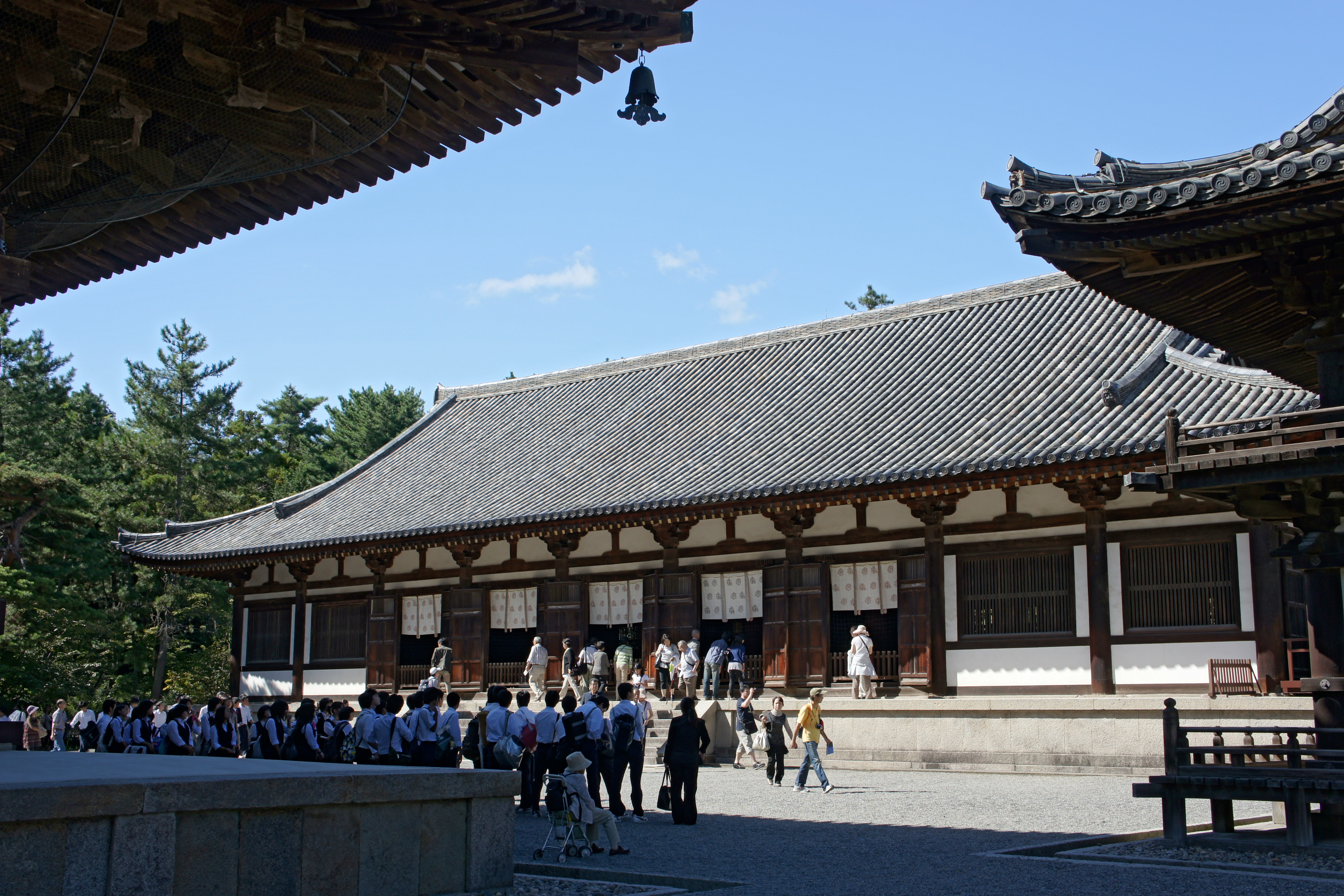
Kō-dō du Tōshōdai-ji.

## Caractéristiques communes aux temples
- Butsuden ou butsu-dō (仏殿・仏堂), lit. « bâtiment de Bouddha » :
  - le bâtiment principal d'un temple zen. Semble avoir deux niveaux mais n'en possède en fait qu'un seul qui mesure 3 x 3 ou 5 x 5 baies ;
  - tout bâtiment dans lequel est vénérée la statue de Bouddha ou d'un bodhisattva et consacré à la prière[19].
- Chinjusha (鎮守社/鎮主社) : un petit sanctuaire construit dans un temple bouddhique et dédié à son kami tutélaire[19].
- Chōzuya (手水舎) : voir temizuya.
- Chūmon (中門) : dans un temple, la porte après le naindaimon relié à un kairō[19]. Voir aussi mon.
- Dō (堂), lit. « bâtiment » : suffixe pour le nom de la partie des bâtiments d'un temple. Le préfixe peut être le nom d'une divinité qui lui est associée (par exemple, Yakushi-dō, ou bâtiment Yakushi) ou exprimer la fonction du bâtiment à l'intérieur du complexe du temple (par exemple, hon-dō, ou  bâtiment principal). Voir aussi butsu-dō, hō-dō, hon-dō, jiki-dō, kaisan-dō, kō-dō, kon-dō, kyō-dō, mandara-dō, miei-dō, mi-dō, sō-dō, Yakushi-dō et zen-dō.
- Garan : voir shichi-dō garan.
- Hattō (法堂), lit. « bâtiment de Dharma » : un bâtiment où l'abbé donne des conférences sur les écritures du bouddhisme (le hō)[19].
- Hōjō (方丈) : les quartiers d'habitation du prêtre responsable d'un temple zen[23].
- Hokke-dō (法華堂), lit. « bâtiment du Sūtra du Lotus » : dans le bouddhisme Tendai, une salle dont la disposition permet la marche autour d'une statue pour la méditation[23]. Le but de la marche est de se concentrer sur l'hokekyō et de chercher la vérité ultime[23].
- Honbō (本坊) : résidence du jushoku, ou  prêtre principal d'un temple[23].
- Kairō (回廊・廻廊) : un long passage couvert semblable à un portique reliant deux bâtiments[23].
- Kaisan-dō (開山堂) : salle du fondateur habituellement dans un temple zen. Bâtiment dans lequel sont vénérés une statue, un portrait ou des tablettes mémoriales du fondateur du temple ou de la secte à laquelle il appartient. Les temples de la secte Jōdo l'appellent souvent miei-dō[23].
- Karamon (唐門) : terme générique pour une porte avec un toit en arc[23]. Voir aussi mon.
- Karesansui (枯山水), lit. « paysage sec » : n jardin de rocaille, souvent présent dans les temples zen, et parfois aussi dans les temples des autres sectes.
- Katōmado (華頭窓) : une fenêtre en forme de cloche développée à l'origine dans les temples zen en Chine, mais largement utilisée par les autres sectes bouddhistes ainsi que dans les bâtiments laïcs.
- Kon-dō (金堂), lit. « salle d'or » : c'est le principal bâtiment d'un garan, il abrite l'objet principal du culte[23]. Contrairement à un butsuden, c'est un vrai bâtiment à un étage (bien que l'étage supérieur est parfois absent) qui mesure 9 × 7 baies[23].
- Konrō (軒廊) : couloir couvert entre deux bâtiments.
- Korō ou kurō (鼓楼) : tour dans laquelle se trouve un tambour qui marque le passage du temps. Il fait face au shōrō et se trouve près du kō-dō, mais maintenant, le tambour est habituellement conservé dans le rōmon[19].
- Kuin* (庫院) : cuisine / bureau d'un garan zen. Un bâtiment abritant les cuisines, l'office et les bureaux d'un temple[19]. Généralement situé devant et sur le côté du butsuden, faisant face au sō-dō. Également appelé kuri.
- Kuri (庫裏) : voir kuin.
- Kyō-dō (経堂) : voir kyōzō.
- Kyōzō (経蔵), lit. « dépôt d'écritures » : dépôt de sūtras et de livres traitant de l'histoire du temple[23]. Aussi appelé « kyō-dō ».
- Miei-dō (御影堂), lit. « salle de l'image » : bâtiment abritant une image du fondateur du temple, équivalent du kaisan-dō des sectes zen[23].
- Mi-dō (御堂) : un terme générique honorifique pour un bâtiment dans lequel est vénérée une statue sacrée[23].
- Miroku Nyorai (弥勒如来) : nom japonais de Maitreya.
- Mon (門) : une porte de temple, qui peut être nommée d'après sa position (nandaimon, lit. « grande porte du Sud »), sa structure (nijūmon, « porte à deux niveaux »), une déité (niōmon, lit. « porte de nio ») ou sa fonction (onarimon, lit. « porte des visites impériales », porte réservée à l'empereur). La même porte peut donc être décrite en utilisant plus d'un terme. Par exemple, un niōmon peut en même temps être un nijūmon.
- Nandaimon (南大門) : la porte principale sud d'un temple, en particulier celle du Tōdai-ji à Nara[23]. Voir aussi mon.
- Nijūmon (二重門) : une porte à un étage avec un toit entourant le rez-de-chaussée[23]. Voir aussi mon.
- Niōmon (仁王門 ou 二王門) : une porte élevée ou à un étage gardée par deux sculptures de gardiens en bois appelés  niō[23]. Voir aussi mon.
- Noborirō (登廊) : un escalier couvert au Hase-dera à Nara.
- Pagode : voir « stupa » et tō.
- Rōmon (楼門) : une porte élevée à un étage dont seul l'un dispose d'un espace utile, entourée d'un balcon et surmontée d'un toit[23]. Bouddhiste d'origine, elle est également utilisée dans les sanctuaires shinto[24].
- Sai-dō (斎堂) : le réfectoire dans un temple zen ou un monastère[19]. Voir aussi jiki-dō.
- Sandō 参道）: la voie d'accès menant d'un torii à un sanctuaire. Le terme est aussi parfois utilisé dans un temple bouddhique.
- Sanmon (三門 ou 山門) : la porte en face du butsuden[23]. Le nom est l'abréviation de Sangedatsumon (三解脱門?), lit. « porte des trois libérations[23] ». Ses trois ouvertures (kūmon (空門?), musōmon (無相門?) et muganmon (無願門?)) symbolisent les trois portes de l'Illumination[23]. En entrant, on peut se libérer de trois passions (貪, ton, la cupidité ; 瞋, shin, la haine ; 癡, chi, la folie). Sa taille dépend du rang du temple (voir les photos). Voir aussi mon.
- Sanrō (山廊) : petits bâtiments situés aux extrémités d'une porte zen à un étage, contenant l'escalier d'accès à l'étage.
- Sekitō (石塔) : une pagode de pierre (stupa)[19]. Voir aussi tō.
- Shichidō garan (七堂伽藍) : un double terme composé qui signifie littéralement « sept bâtiments » (七堂) et « bâtiments (temple) » (伽藍). Ce qui est compté dans le groupe des sept bâtiments, ou shichidō, peut varier considérablement d'un temple à l'autre comme d'une école à l'autre. Pratiquement, shichidō garan peut aussi signifier simplement un grand complexe :
  - Nanto rokushū et les écoles non-zen ultérieures : le shichidō garan dans ce cas comprend un kon-dō, un tō, un kō-dō, un shōrō, un jiki-dō, un sōbō et un kyōzō[19] ;
  - écoles zen : un shichidō garan zen comprend un butsuden ou butsu-dō, un hattō, un ku'in, un sō-dō, un sanmon, un tōsu et un yokushitsu[19].
- Shoin (書院) : à l'origine une étude et un lieu pour des conférences sur le sūtra dans un temple. Plus tard, le terme en est venu à signifier seulement une étude[19].
- Shōrō (鐘楼) : un beffroi de temple, un édifice à partir duquel une cloche est suspendue.
- Sōbō (僧坊) : les quartiers d'habitation des moines dans un garan non-zen.
- Sō-dō (僧堂), lit. « bâtiment des moines » : un bâtiment consacré à la pratique du zazen[19]. Il est consacré à toutes sortes d'activités, du sommeil aux repas, centrées sur le  zazen.
- Sōmon (総門) : la porte à l'entrée d'un temple[19]. Elle précède le sanmon plus grand et plus important. Voir aussi mon.
- Sōrin (相輪) : une flèche atteignant le centre du toit de certaines salles du temple, étagée comme une pagode.
- Sotoba ou sotōba (卒塔婆) : translittération du sanskrit « stupa » :
  - une pagode : tour avec un nombre impair d'étages (trois, cinq, sept neuf ou treize). Voir aussi « stupa » ;
  - lamelles de bois laissées derrière les tombes pendant les cérémonies annuelles (tsuizen) et symbolisant un stupa[19]. La partie supérieure est segmentée comme une pagode et porte des inscriptions en sanskrit, des sutras et le kaimyō (nom posthume) du défunt. En japonais moderne, sotoba a généralement ce dernier sens.
- Stupa : à l'origine un navire des reliques de Bouddha, plus tard aussi un réceptacle pour écritures et autres reliques. Sa forme a changé en Extrême-Orient sous l'influence de la tour de guet chinoise pour former des structures semblables à des tours comme le tōbuttō, le gorintō, le hōkyōintō, le sekitō, le tō ou le beaucoup plus simple sotoba au style de baguette de bois[23].
- Tatchū (塔頭 ou 塔中) :
  - dans les temples zen, un bâtiment contenant une pagode dans laquelle sont vénérées les cendres d'un prêtre important[23] ;
  - plus tard, il devient un temple filiale ou un temple mineur dépendant d'un temple plus important[23] ;
  - enfin, il est aussi devenu le temple subsidiaire en tant que temple d'une importante famille (bodaiji)[23].
- Tahōtō (多宝塔) : une pagode à un étage avec un rez-de-chaussée comportant un plafond en forme de dôme et un toit carré incurvé, un étage arrondi et des toits carrés[23].
- Temizuya (手水舎) : une fontaine près de l'entrée d'un sanctuaire ou d'un temple où les fidèles peuvent se laver les mains et la bouche avant le culte[23].
- Tesaki (手先) : terme utilisé pour compter les crochets de support de toit (tokyō, (斗きょう)) en saillie par rapport au mur d'un temple, le plus souvent composé de deux crans (futatesaki, (二手先）)) ou de trois (mitesaki, 三津手先)[23].
- Tokyō (en) (斗きょう) : voir tesaki.
- Torii (鳥居) : la porte emblématique shinto à l'entrée d'un espace sacré, le plus souvent, mais pas toujours, un lieu de pèlerinage. Des sanctuaires de différentes tailles peuvent se trouver à côté ou à l'intérieur des temples.
- Tōrō (灯籠) : une lanterne dans un sanctuaire ou un temple bouddhique. Certaines de ses formes sont influencées par le gorintō.
- -Tō (塔) :
  - une pagode et une évolution du stupa. Après avoir atteint la Chine, le stupa évolue vers une tour avec un nombre impair d'étages (trois, cinq, sept, neuf, treize), à l'exception du tahōtō qui en compte un[23] ;
  - le mot est utilisé comme suffixe d'un chiffre indiquant le nombre de niveaux d'une pagode (trois niveaux = san-jū-no-tō, cinq niveaux = go-jū-no-tō, sept niveaux = nana-jū-no-tō, etc.).
- Tōsu ou tōshi (東司) : toilette d'un monastère zen[23].
- Yakushi-dō (薬師堂) : un bâtiment dans lequel est vénérée une statue de Yakushi Nyorai[23]*
- Yokushitsu* (浴室) : une salle de bains de monastère[23].
- Zen-dō (禅堂), lit. « bâtiment du zen[23] » : le bâtiment dans lequel les moines pratiquent le  zazen, et une des principales structures d'un garan zen[23].

## Galerie d'images

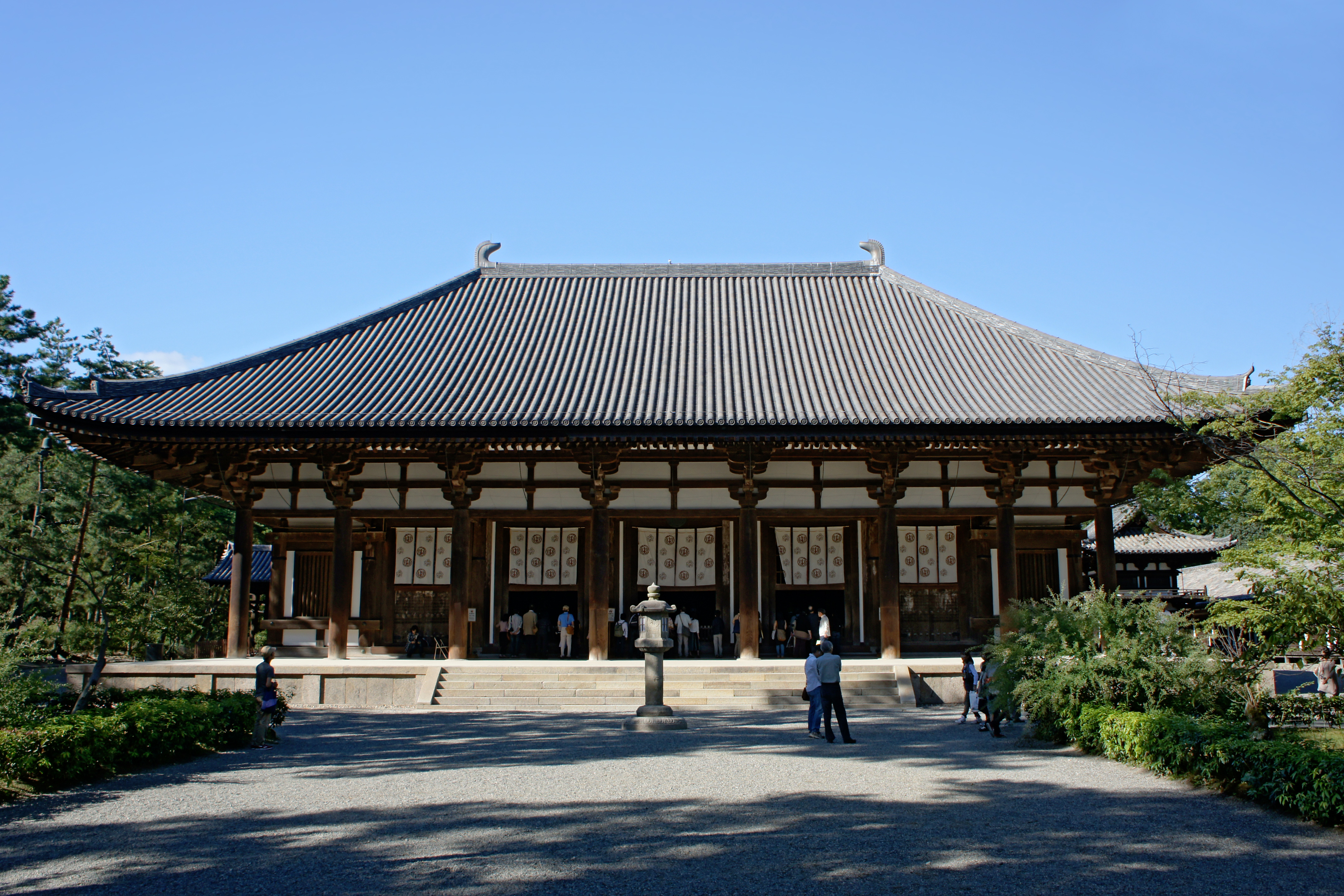
Kon-dō du Tōshōdai-ji.
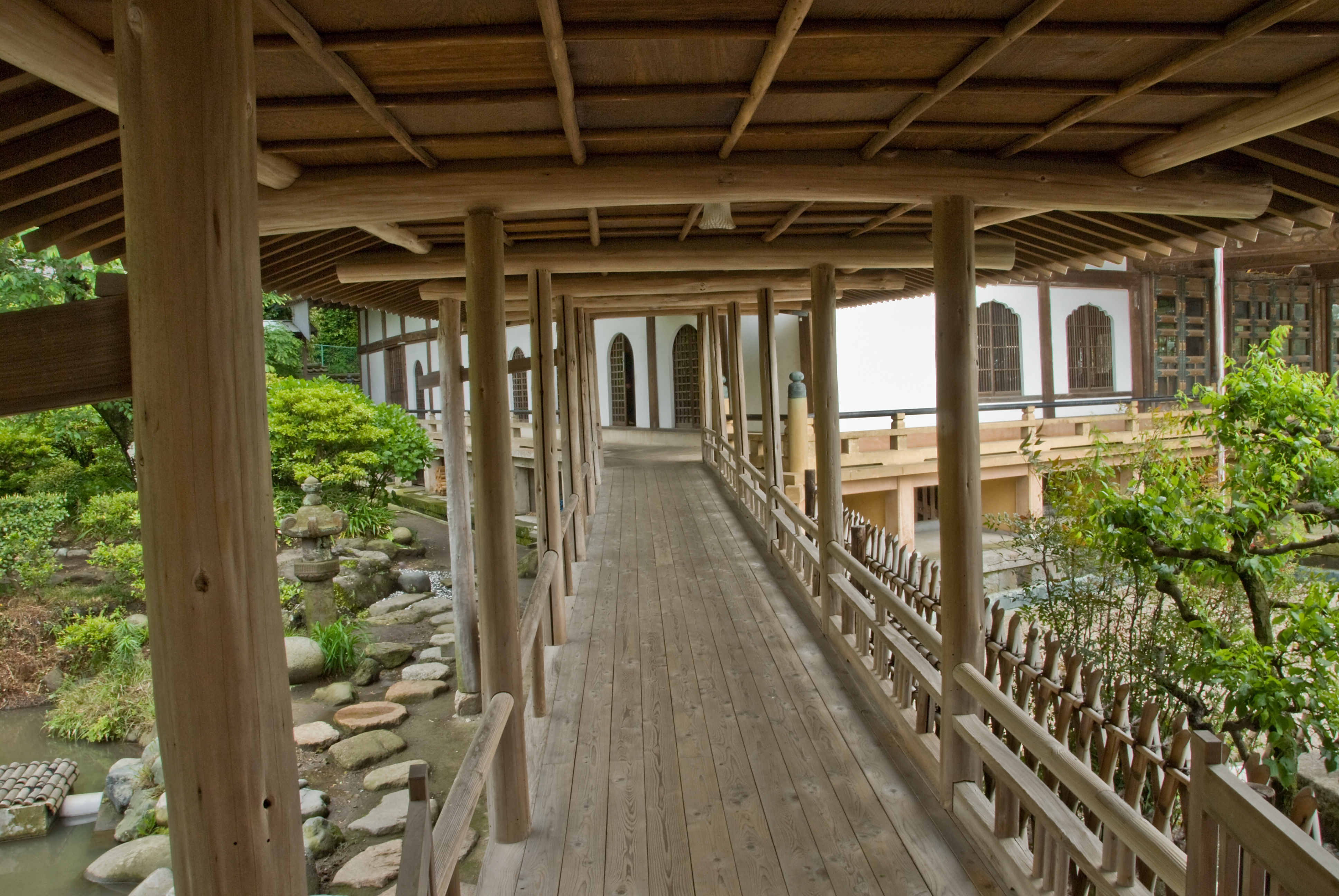
Un konrō.
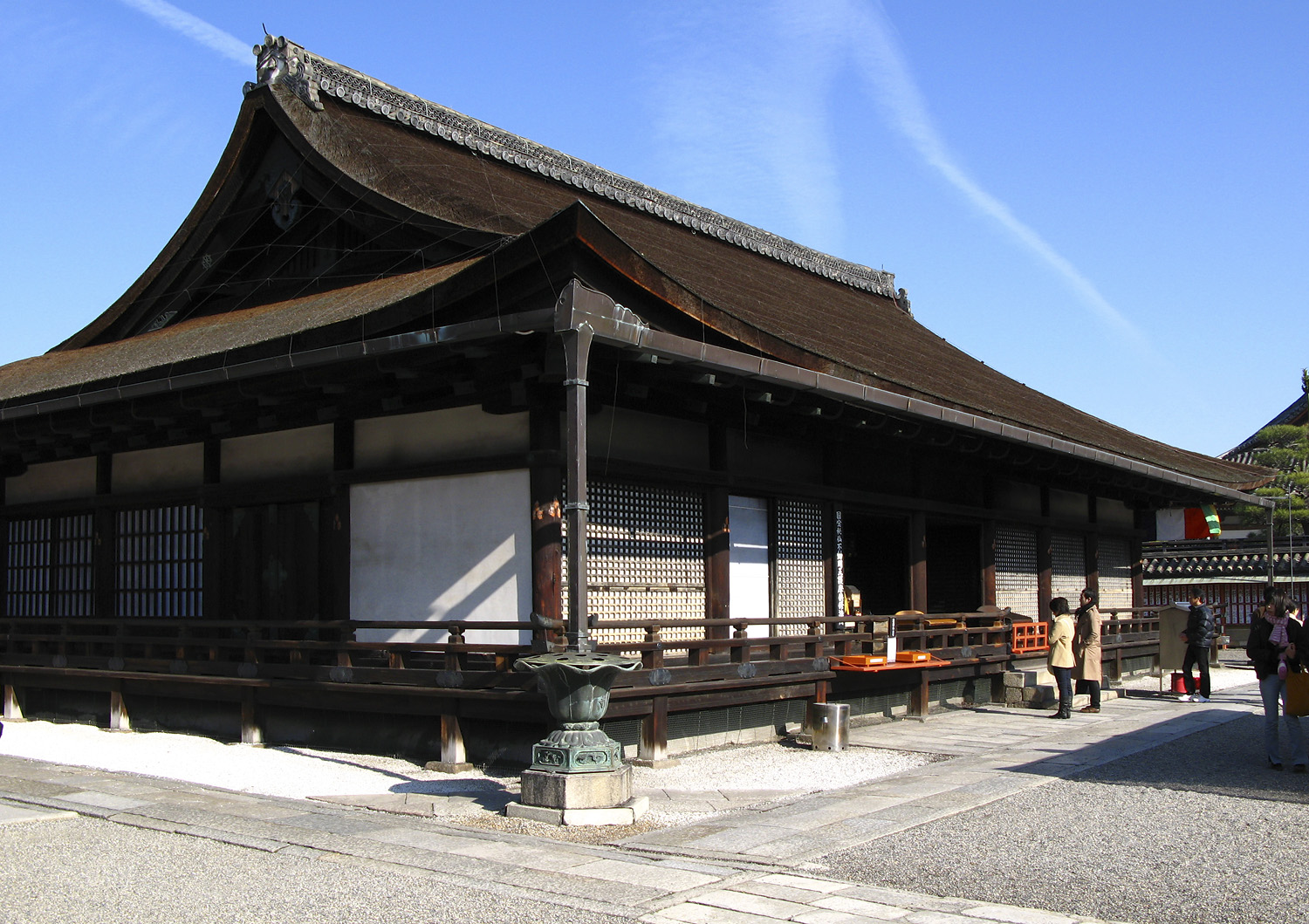
Miei-dō du Tō-ji.
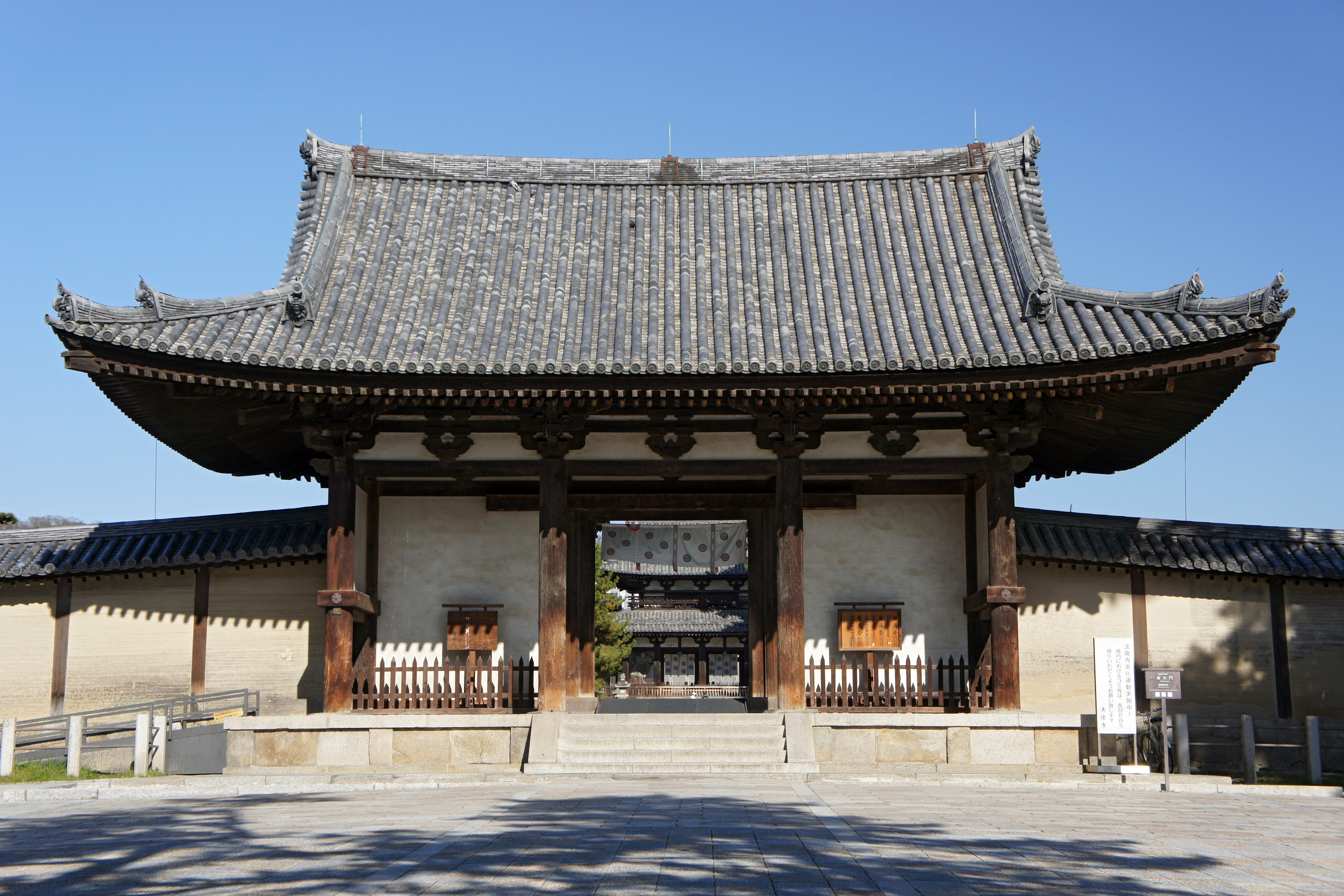
Nandaimon du Hōryū-ji.
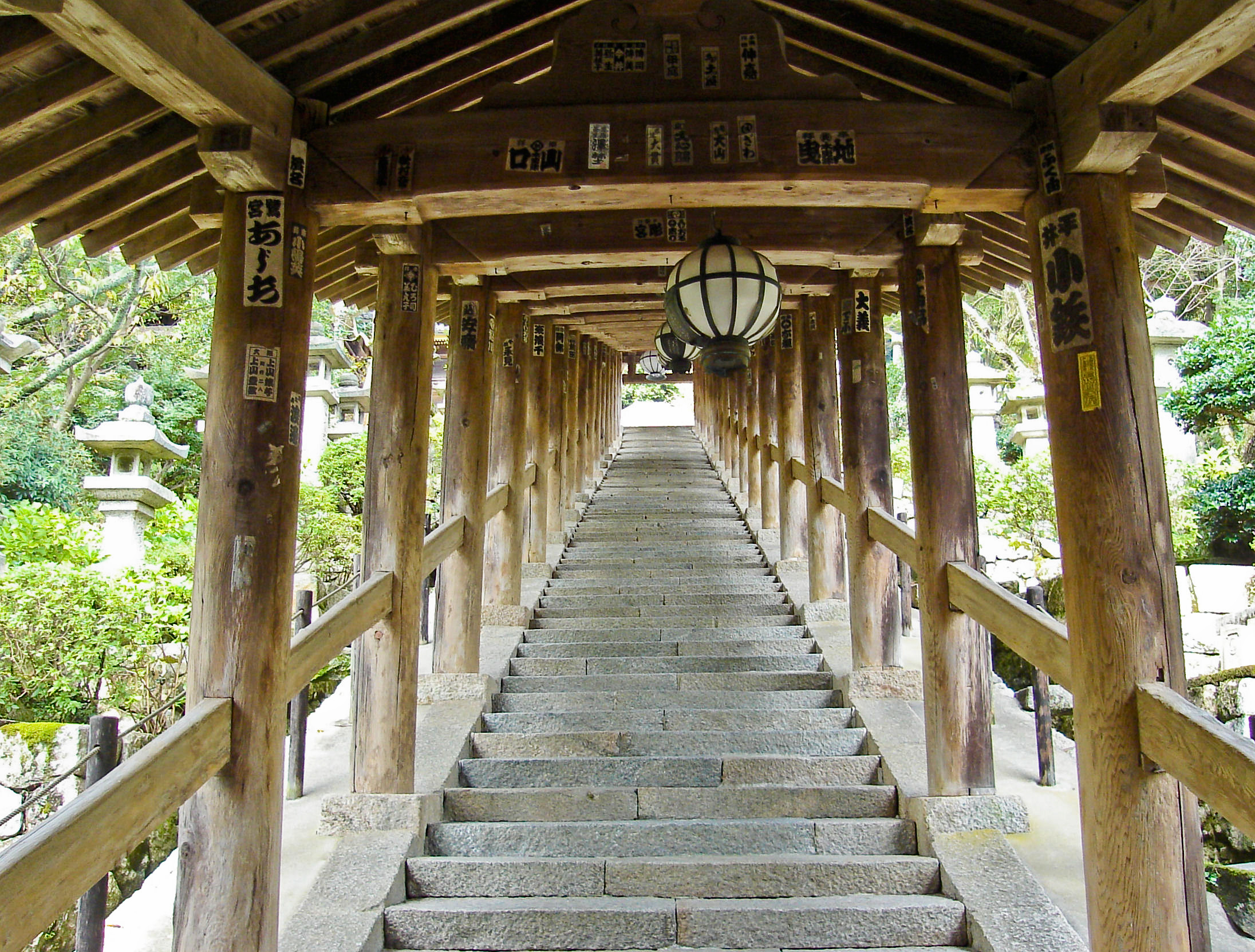
Le noborirō du Hase-dera de Nara.
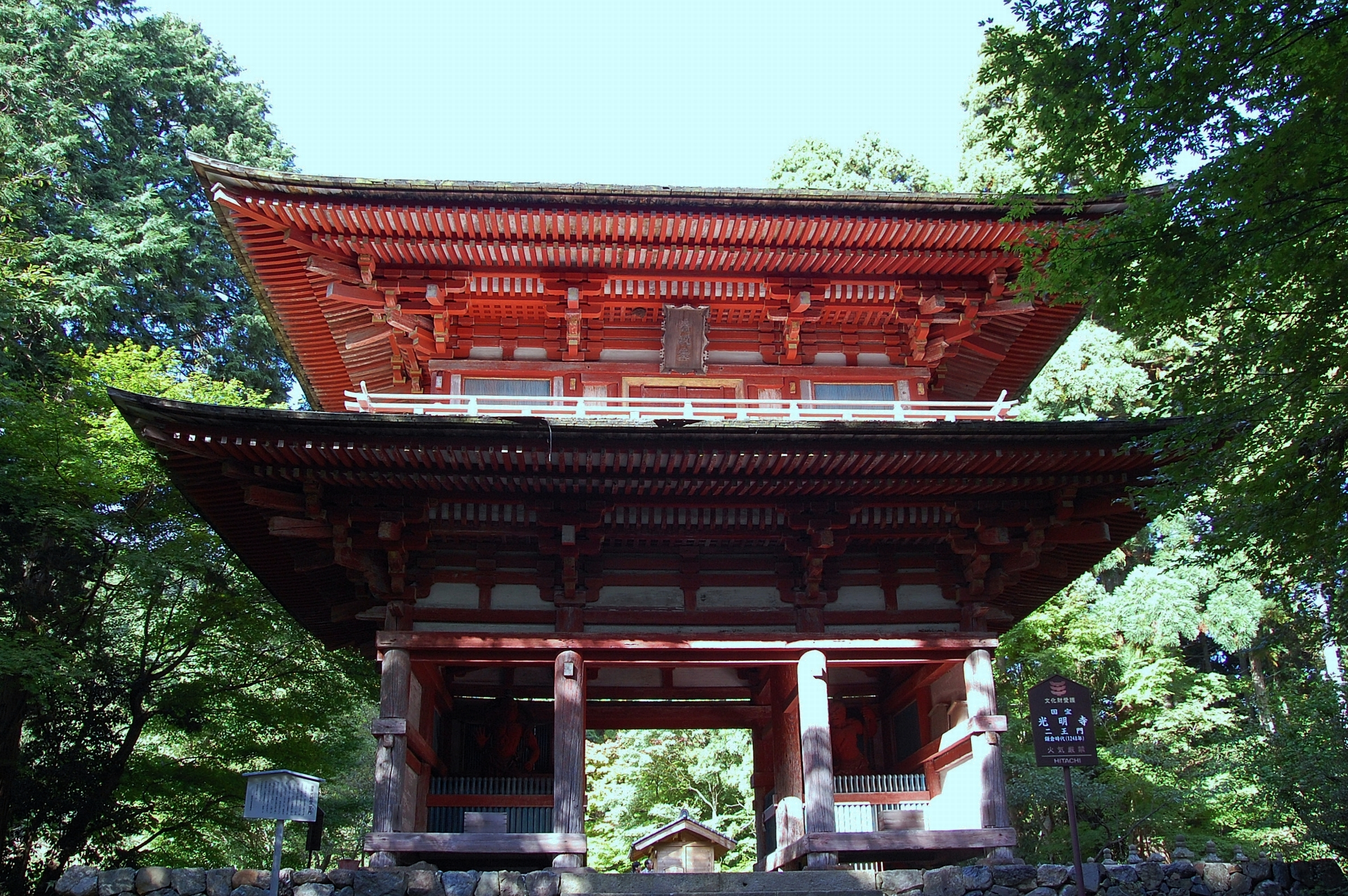
Nijūmon au Kōmyō-ji d'Ayabe.
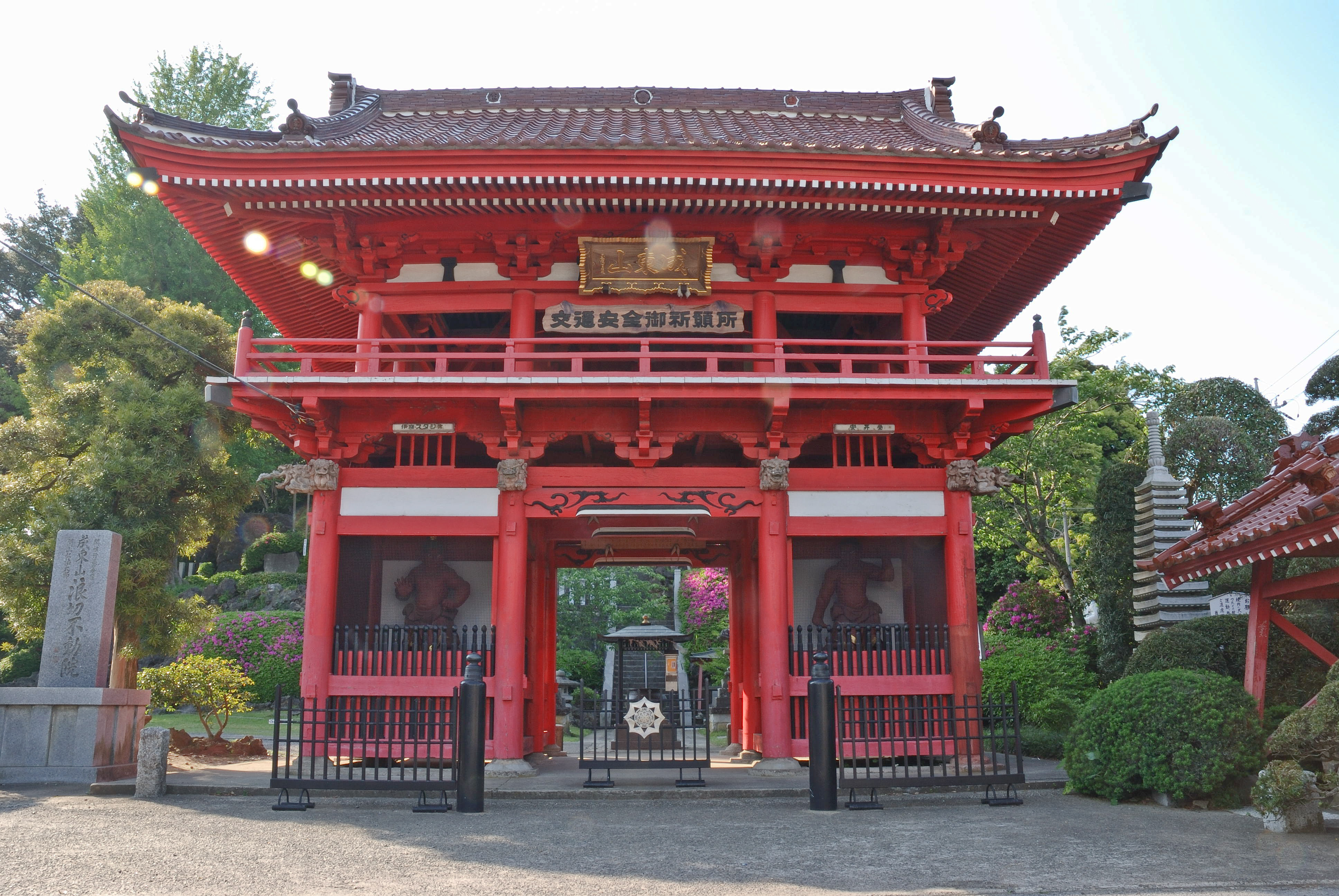
Un niōmon.
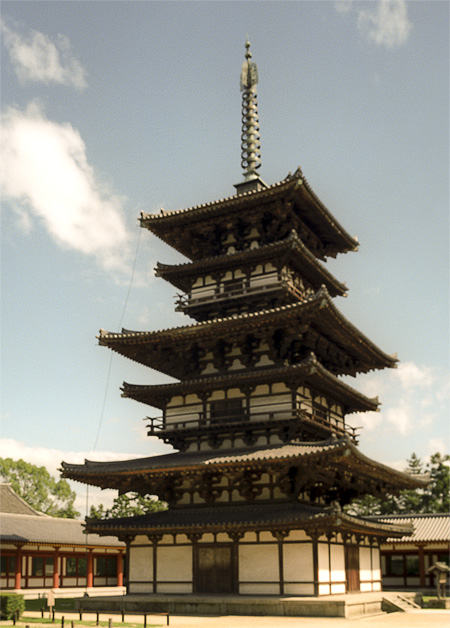
Pagode est du Yakushi-ji à Nara.
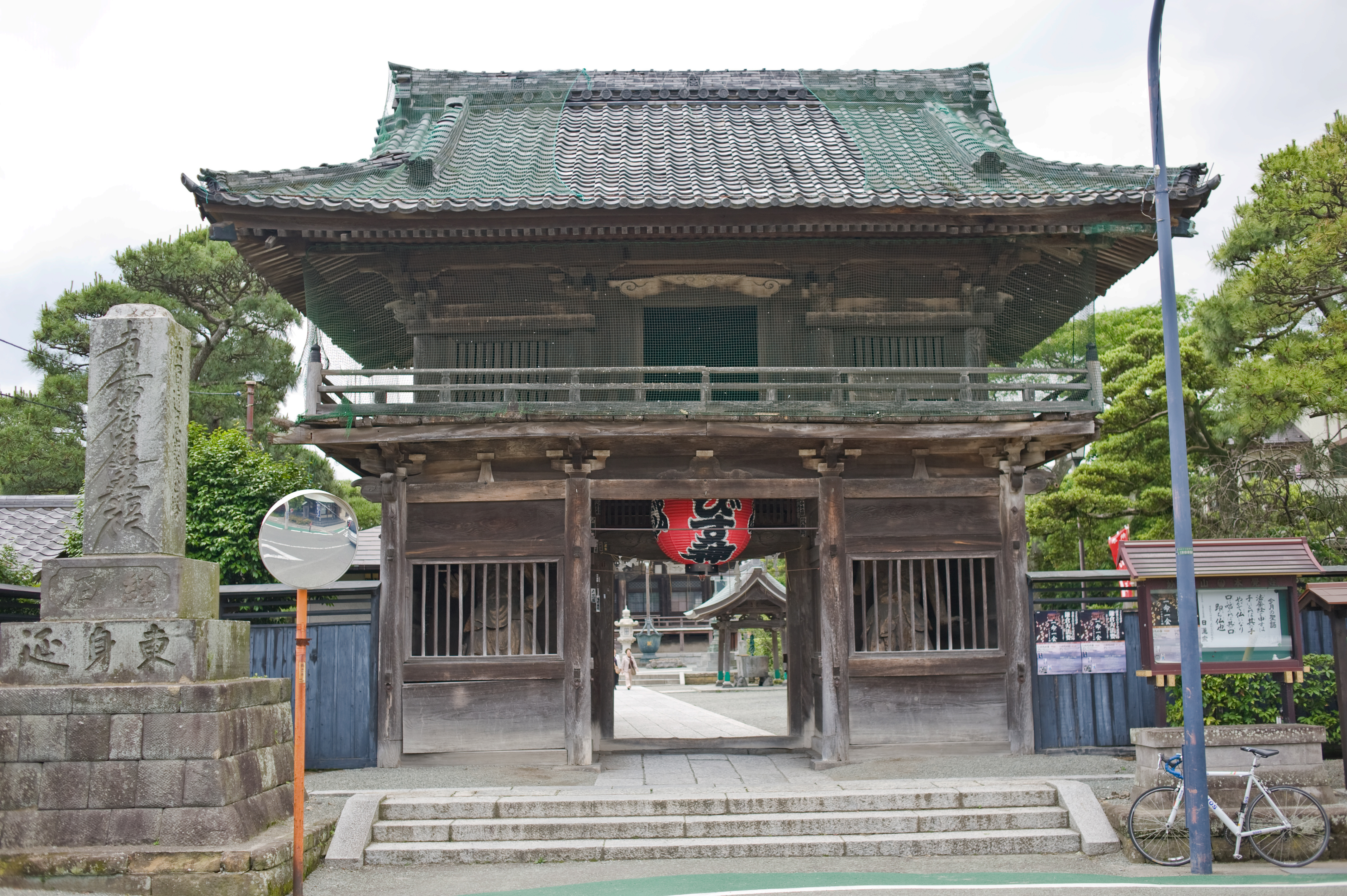
Un rōmon.
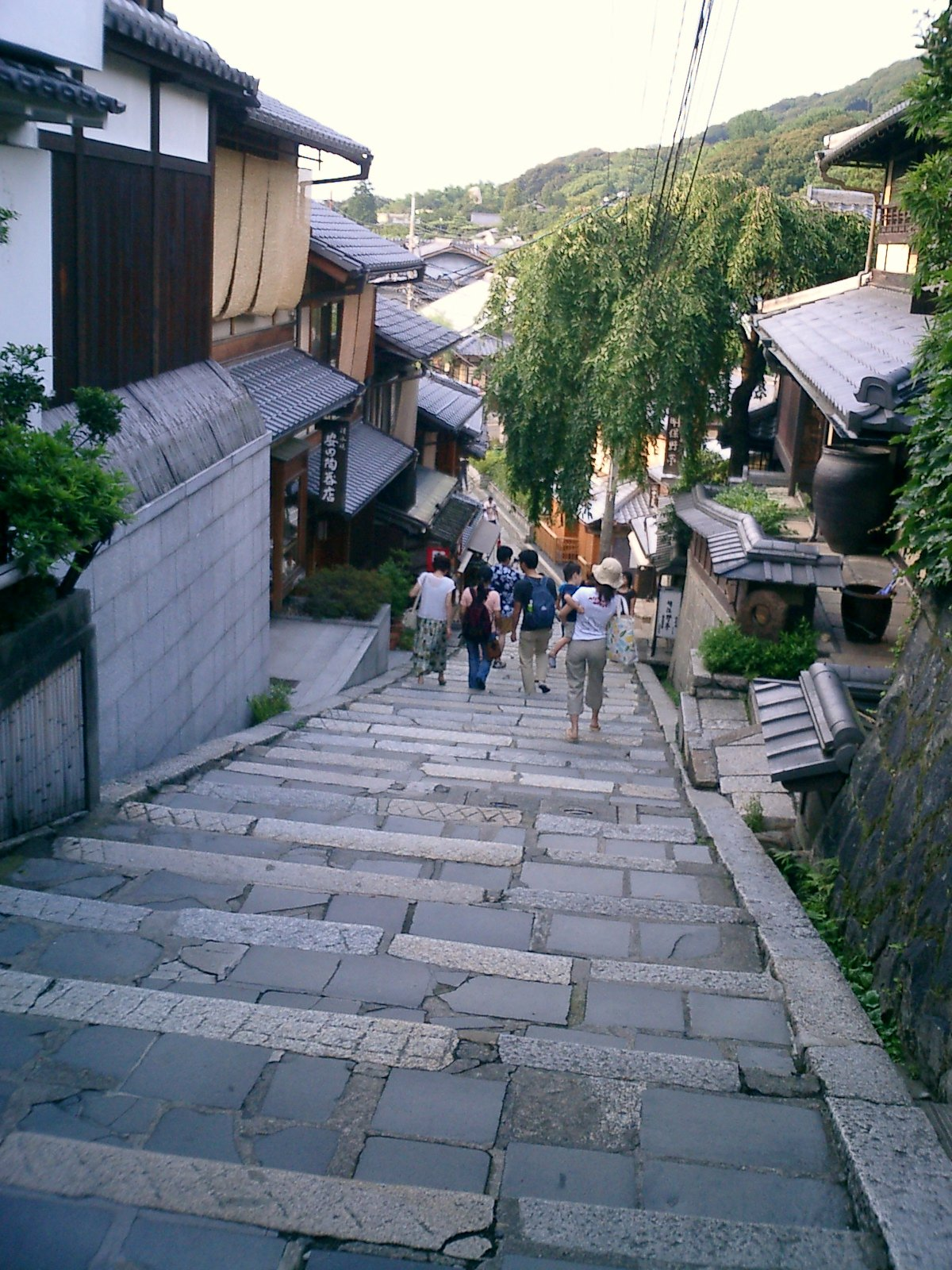
San-dō du Kiyomizu-dera.
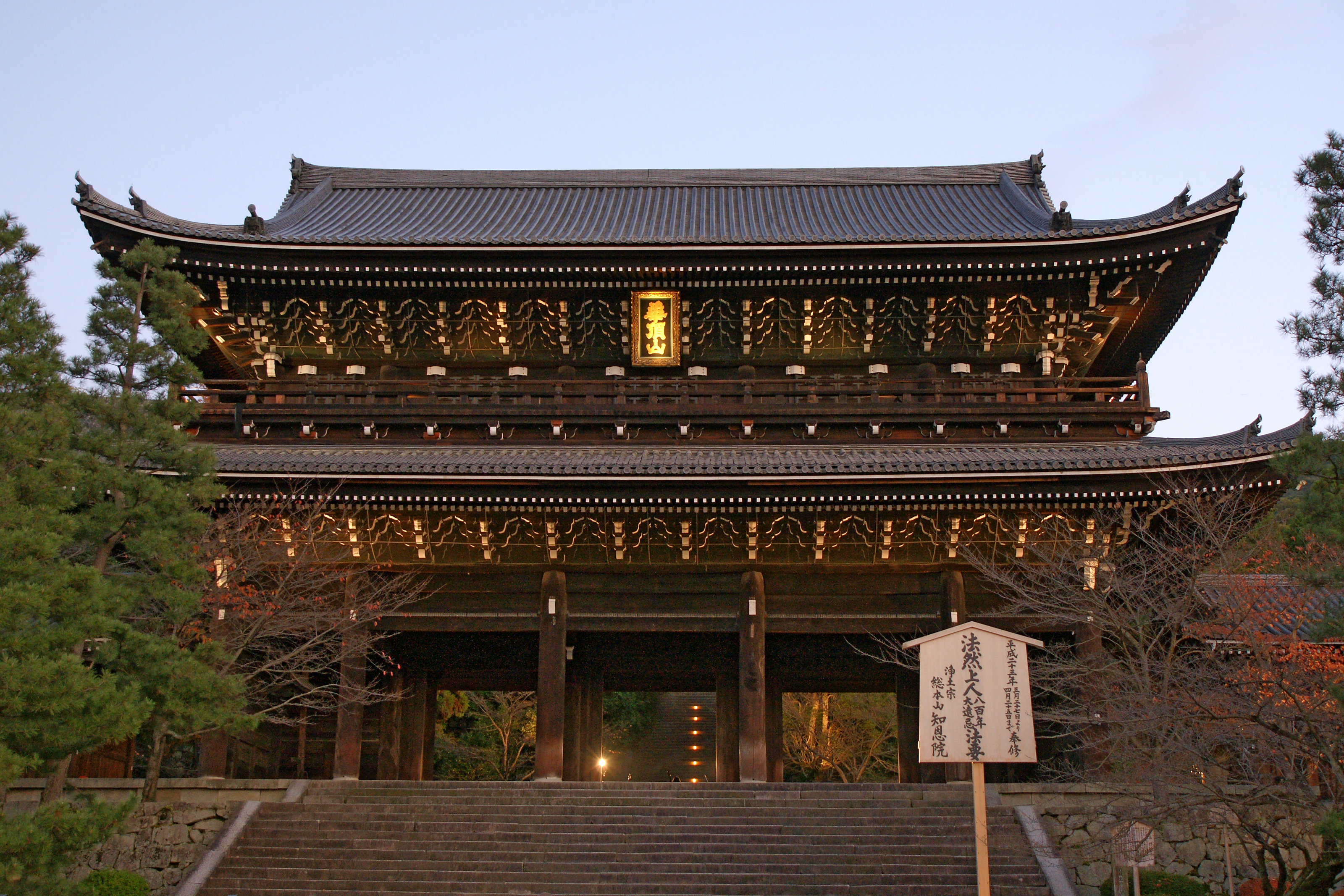
Un sanmon de haut rang à 5 baies au Chion-in. Noter le sanrō.
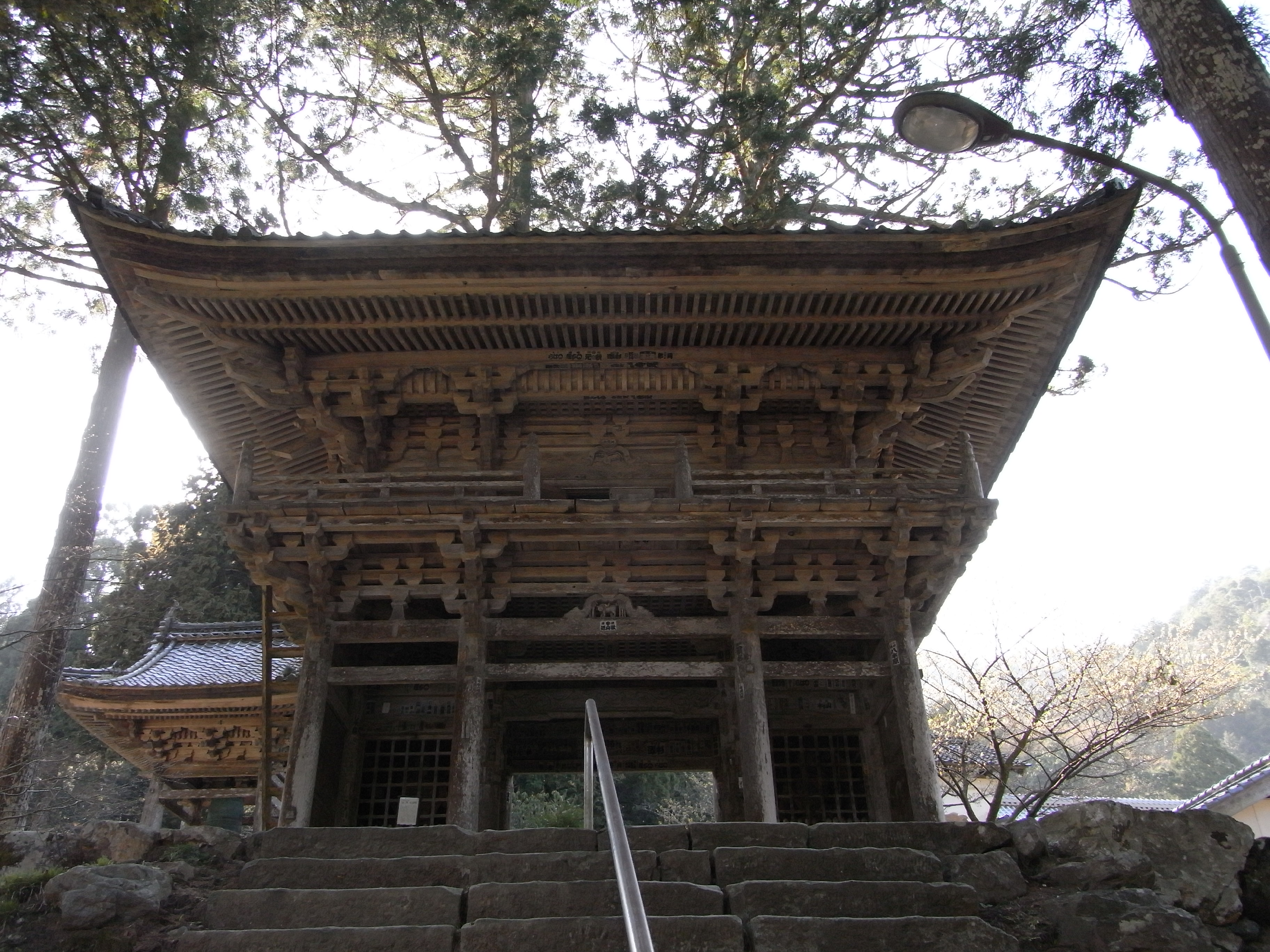
Un sanmon de rang intermédiaire à 3 baies au Myōtsū-ji.
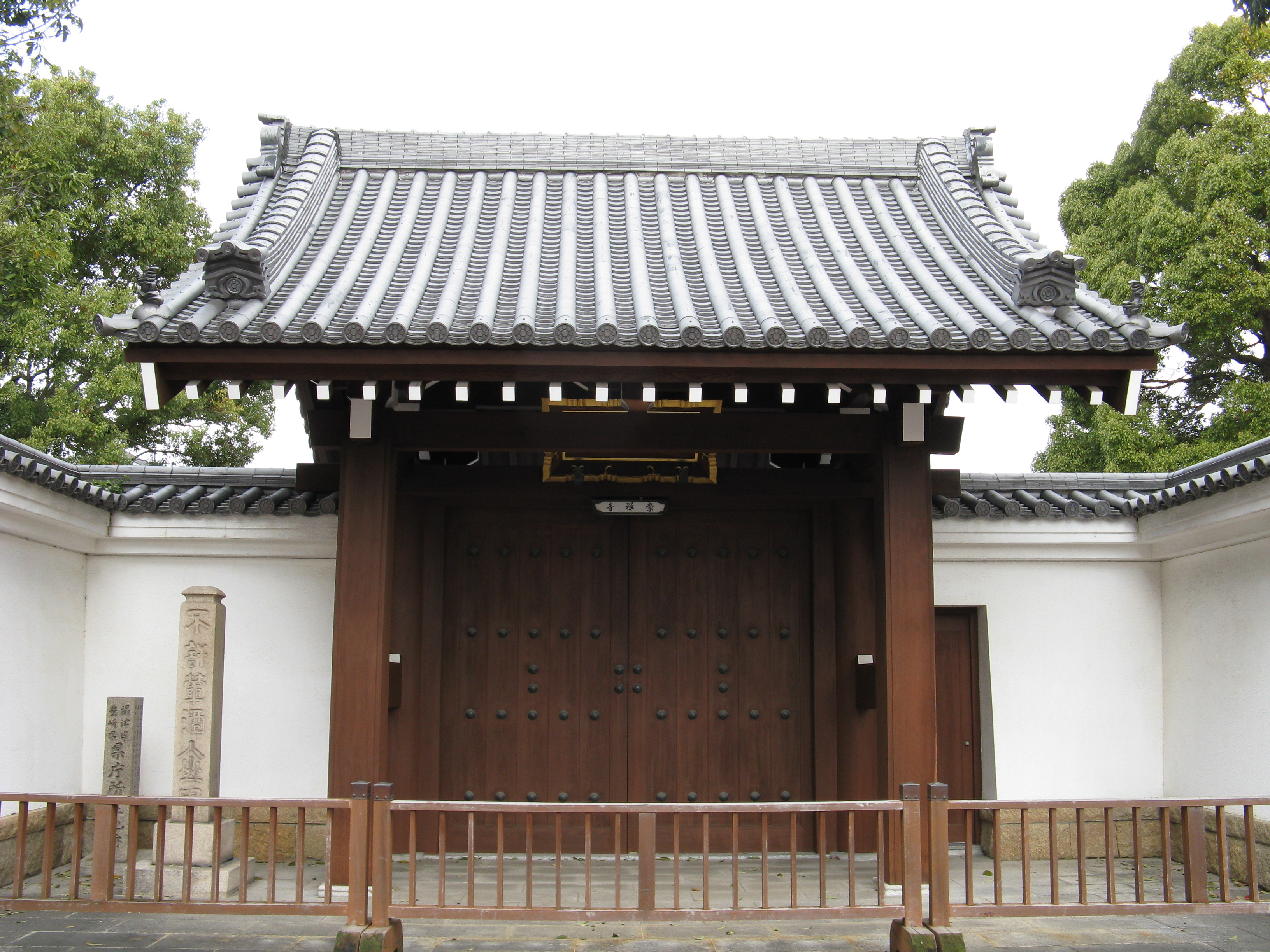
Un sanmon de rang inférieur au Sozen-ji d'Osaka.
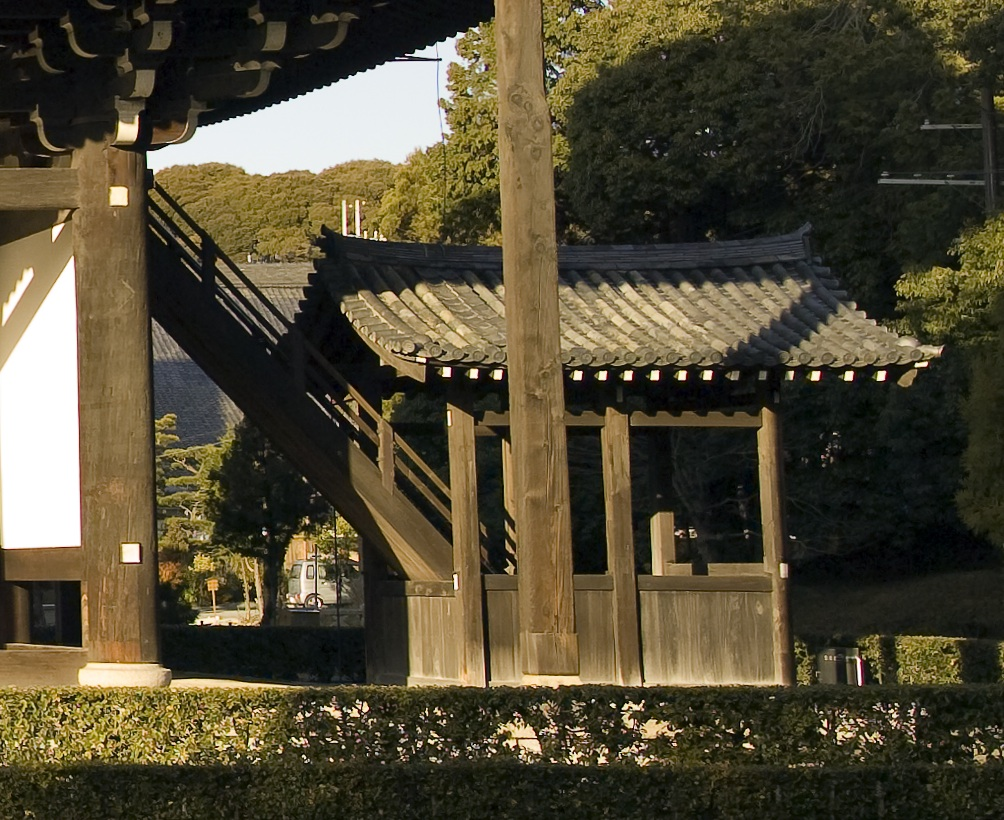
Le sanrō du  sanmon au Tōfuku-ji (voir aussi la photo du sanmon ci-dessus).
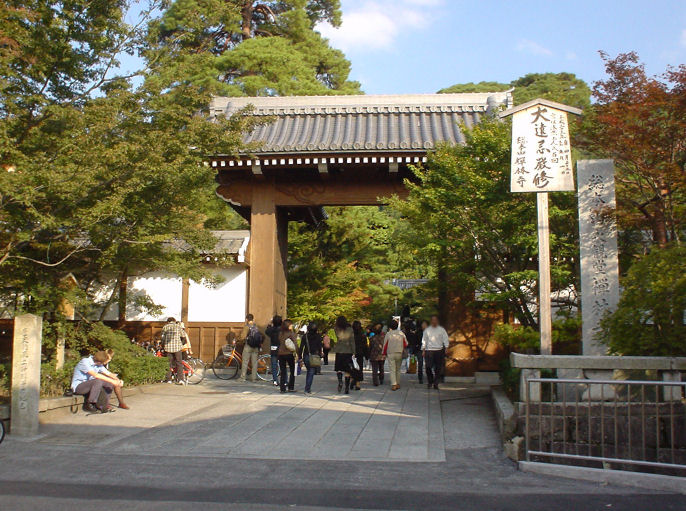
Sōmon d'un Zenrin-ji.
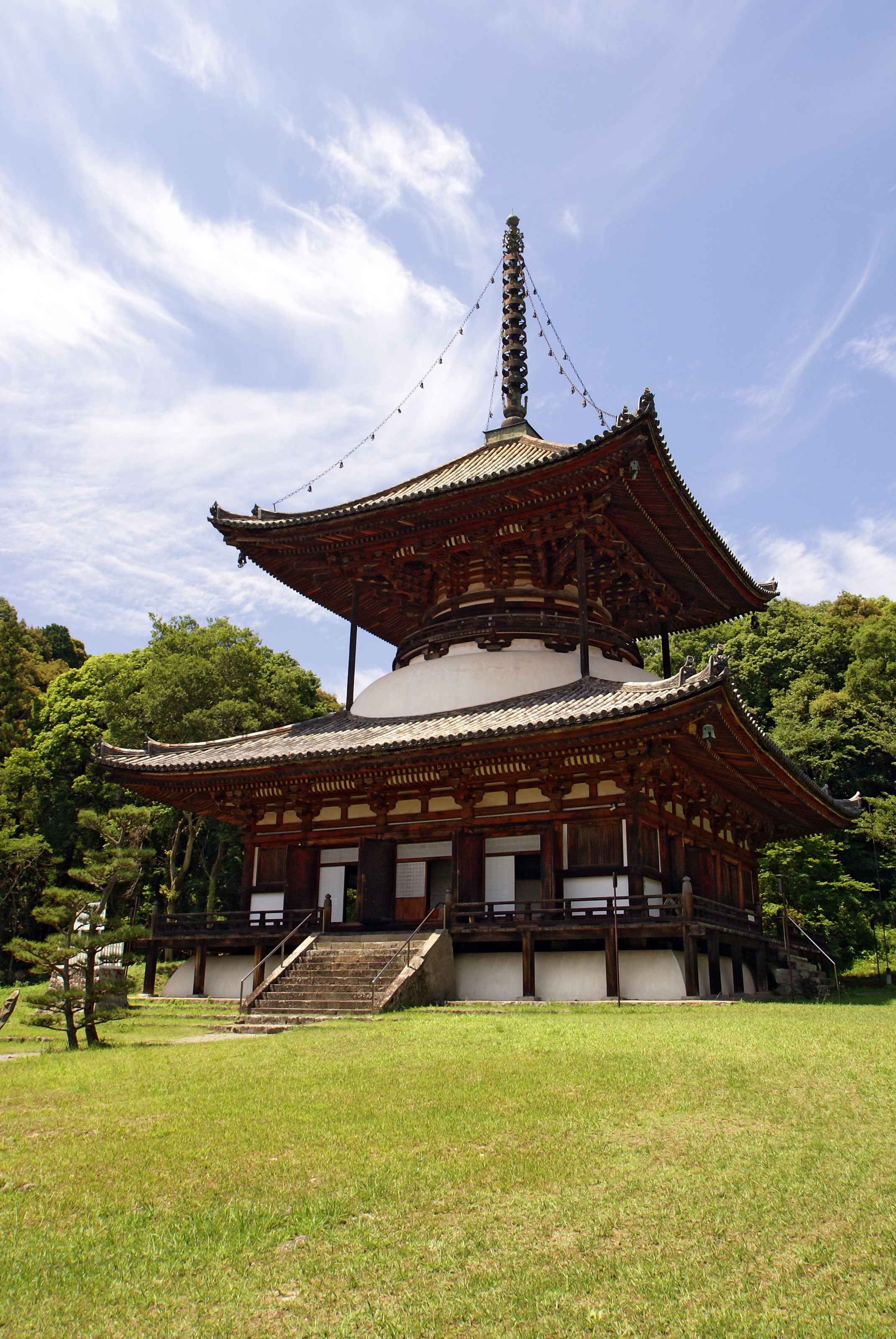
Grand sōrin (flèche de métal) du Negoro-ji au sommet d'un daitō (grand tahōtō).

## Noms des temples
Le nom d'un temple (jigō (寺号) ou  jimyō (寺名)) est d'ordinaire composé de trois parties. La première est le sangō (山号, nom de montagne), la deuxième est le ingō (院号, nom de cloître) et la troisième est le san'in-jigō (山院寺号, nom du temple).

### Sangō
Même s'ils sont situés au fond d'une vallée, les temples sont appelés métaphoriquement « montagnes » et même les numéros servant à les compter portent la terminaison -san ou -zan (山), d'où le nom sangō. Cette tradition remonte à l'époque où les temples étaient principalement des monastères volontairement construits dans des zones montagneuses reculées. C'est la raison pour laquelle la fondation d'un temple est appelée kaisan (開山, lit. « ouverture de la montagne »).
Il n'existe pas de règles fixes pour sa formation, mais l'origine du sangō est essentiellement topographique, comme c'est le cas du Hieizan Enryaku-ji : réunis, ces deux noms signifient « Enryaku-ji du mont Hiei ». Pour cette raison, il est parfois utilisé comme nom de personne, en particulier dans le zen. Il peut cependant y avoir une autre relation sémantique entre le sangō et le san'in-jigō, comme dans le cas du Rurikōzan Yakushi-ji. Le sangō et le jigō sont simplement des noms différents désignant le même dieu. Parfois, le sangō et le jigō sont tous les deux des noms posthumes, celui par exemple de la mère et du père du fondateur.

### Ingō
Le caractère in (院), qui donne son nom au « ingō », indique initialement un enclos ou une section et donc par analogie, en est ensuite venu à signifier un cloître au sein d'un monastère. C'est dans ce sens qu'il est appliqué à des temples ou, plus souvent, à des sous-temples. Il peut également se trouver dans le nom de temples anciennement mineurs qui ont accédé par hasard à une certaine importance. Ainsi, le Kita-in de Kawagoe était l'un des trois sous-temples d'un temple aujourd'hui disparu. Moins fréquents dans un ingō sont les -an (庵, ermitage) et -bō (坊, quartiers d'habitation des moines). Le -dō (堂, bâtiment) est normalement utilisé dans le nom de bâtiments spécifiques d'un ensemble de temple, par exemple Kannon-dō, mais il peut aussi être utilisé comme nom pour des temples mineurs voire petits.

### Jigō
Le seul nom d'usage courant est cependant le jigō, (terminaison en 〜寺 (-ji, -tera, -dera, temple …))  qui peut alors être considéré comme le nom principal. Le sangō et le ingō ne sont pas et n'ont jamais été d'usage courant. Le caractère -ji qu'il contient est parfois prononcé tera ou dera comme dans Kiyomizu-dera, normalement lorsque le reste du nom est un nom indigène (kun'yomi).

### Noms officieux
Les temples sont parfois appelés par un nom officieux mais populaire. L'origine en est généralement topographique, comme c'est par exemple le cas du Sensō-ji d'Asakusa, aussi connu sous le nom d'Asakusa-dera. Un temple peut aussi être nommé d'après une caractéristique spéciale ou renommée, comme dans le cas du Saihō-ji de Kyoto, communément appelé Koke-dera ou « temple de la mousse » en raison de son célèbre jardin de mousse. Les noms populaires peuvent avoir diverses autres origines.

## Galerie d'images

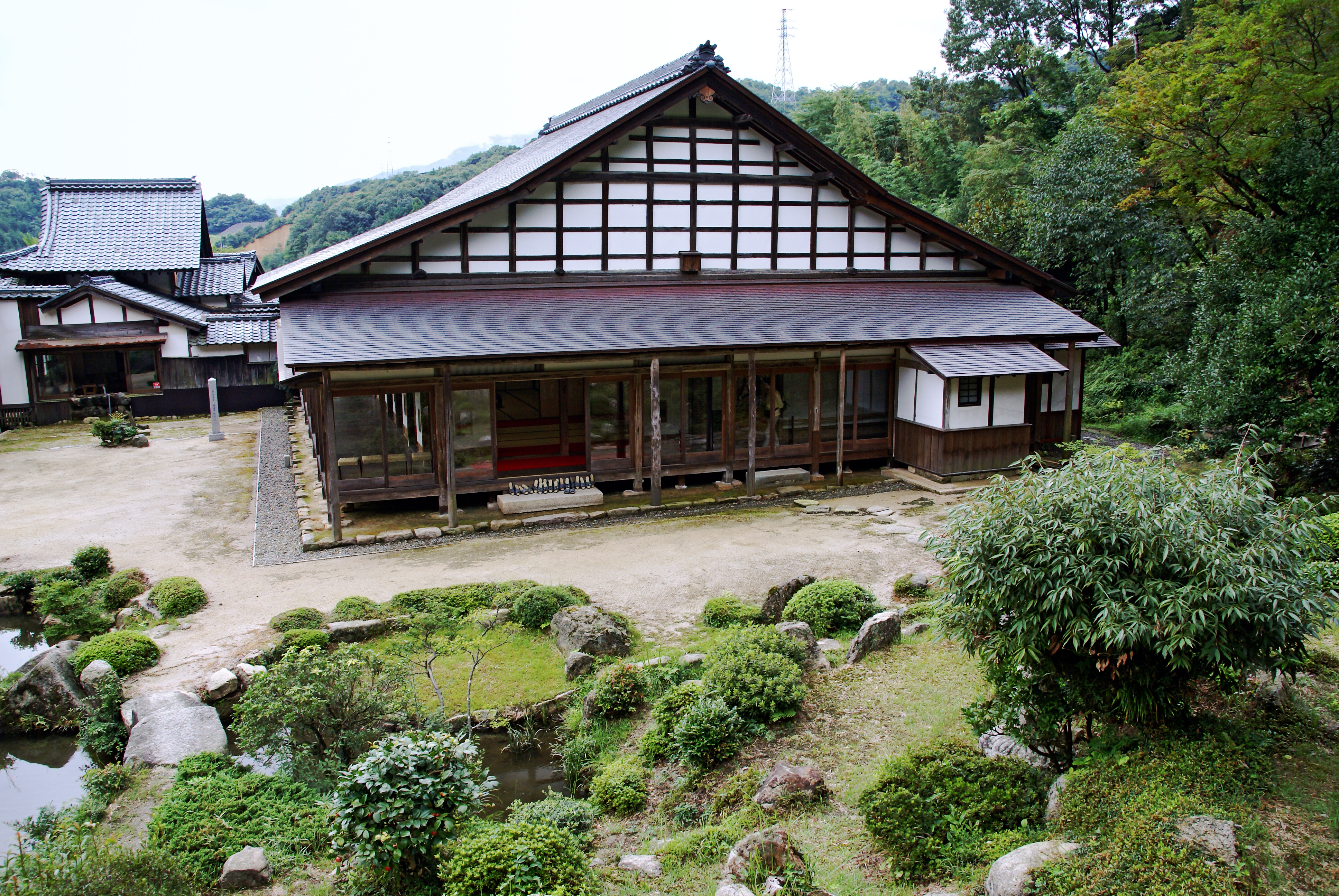
Shoin du Saifuku-ji.
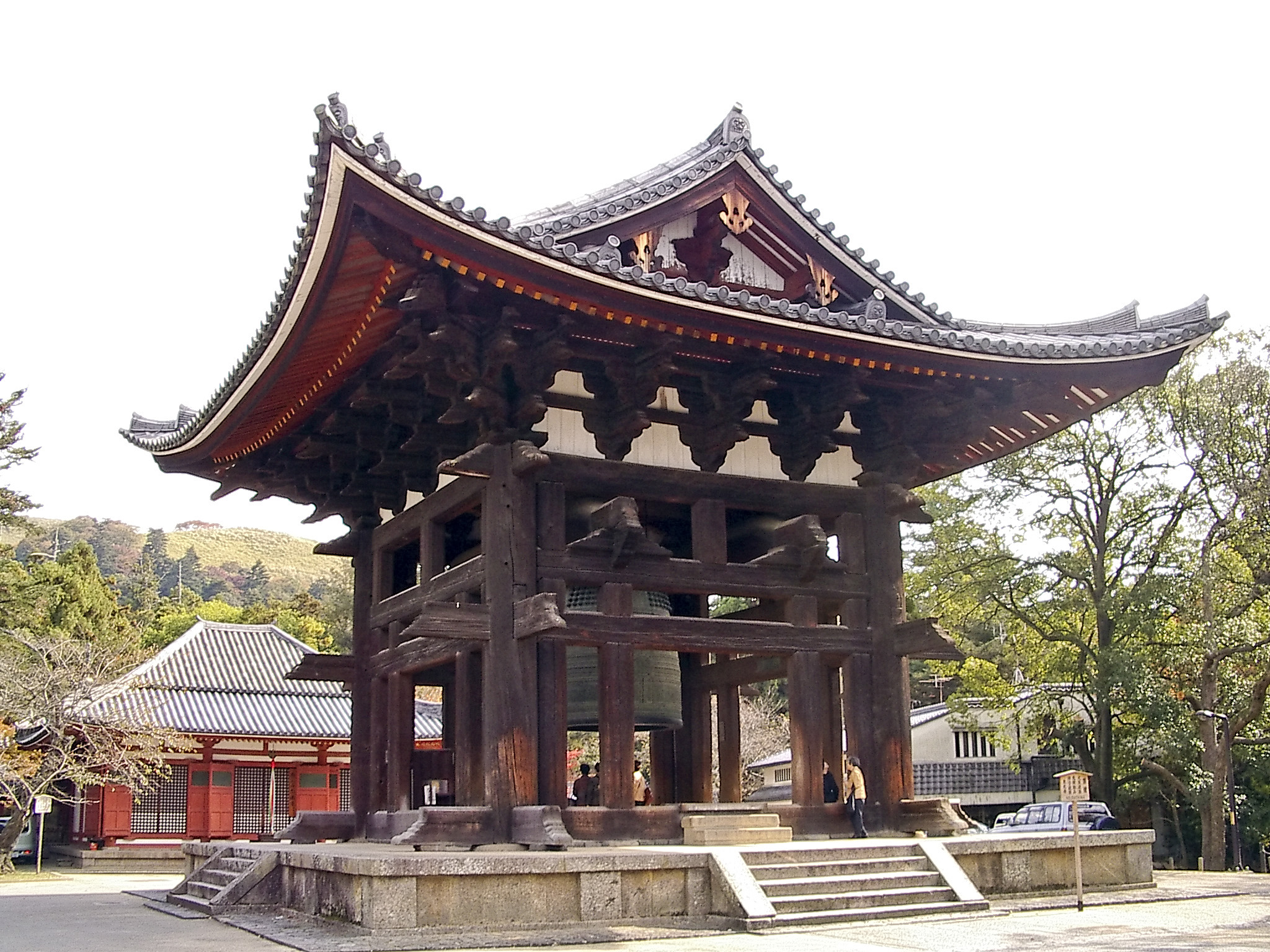
Shōrō du Tōdai-ji (un type ancien).
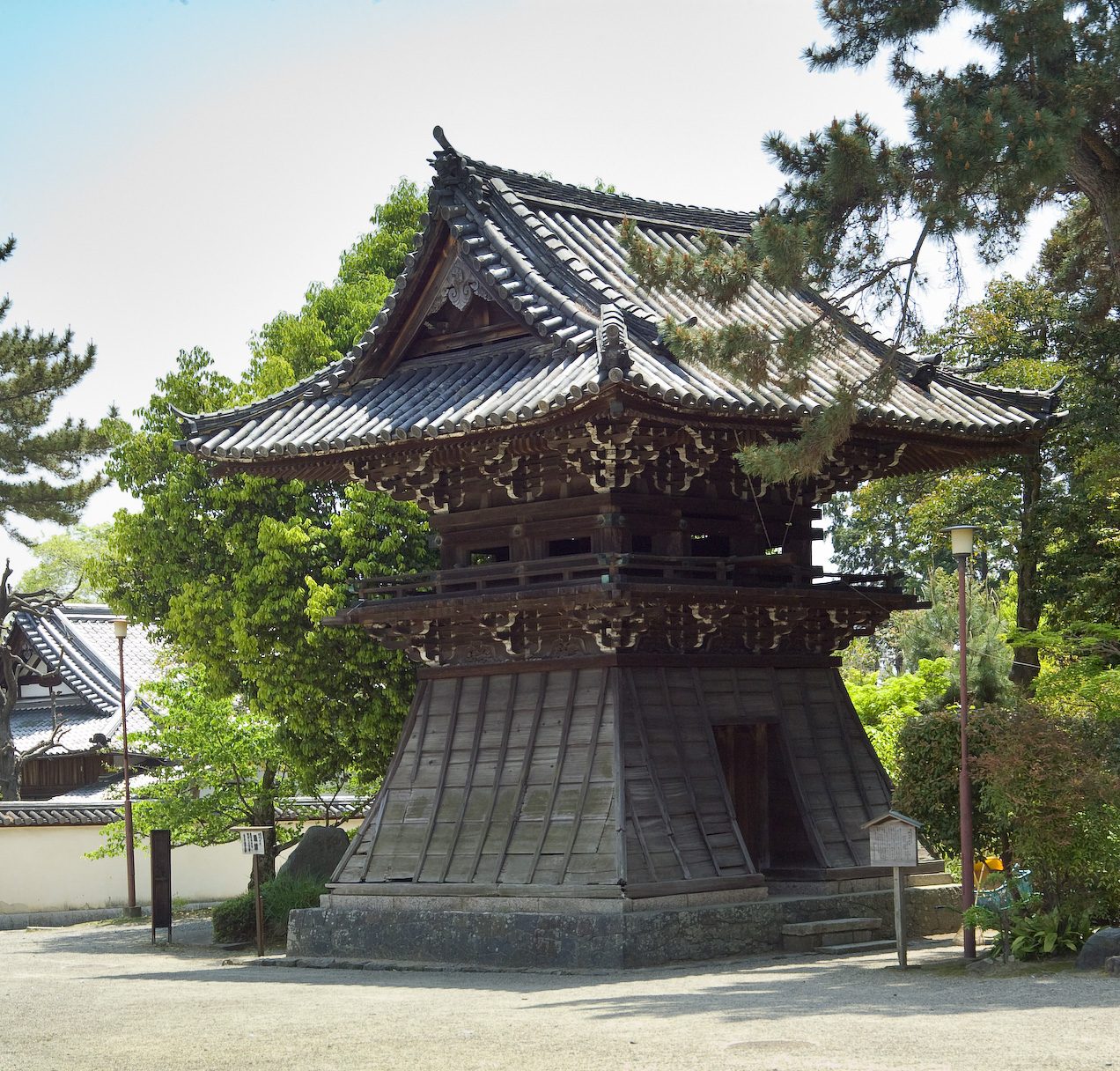
Shōrō du Saidai-ji (un type ultérieur).
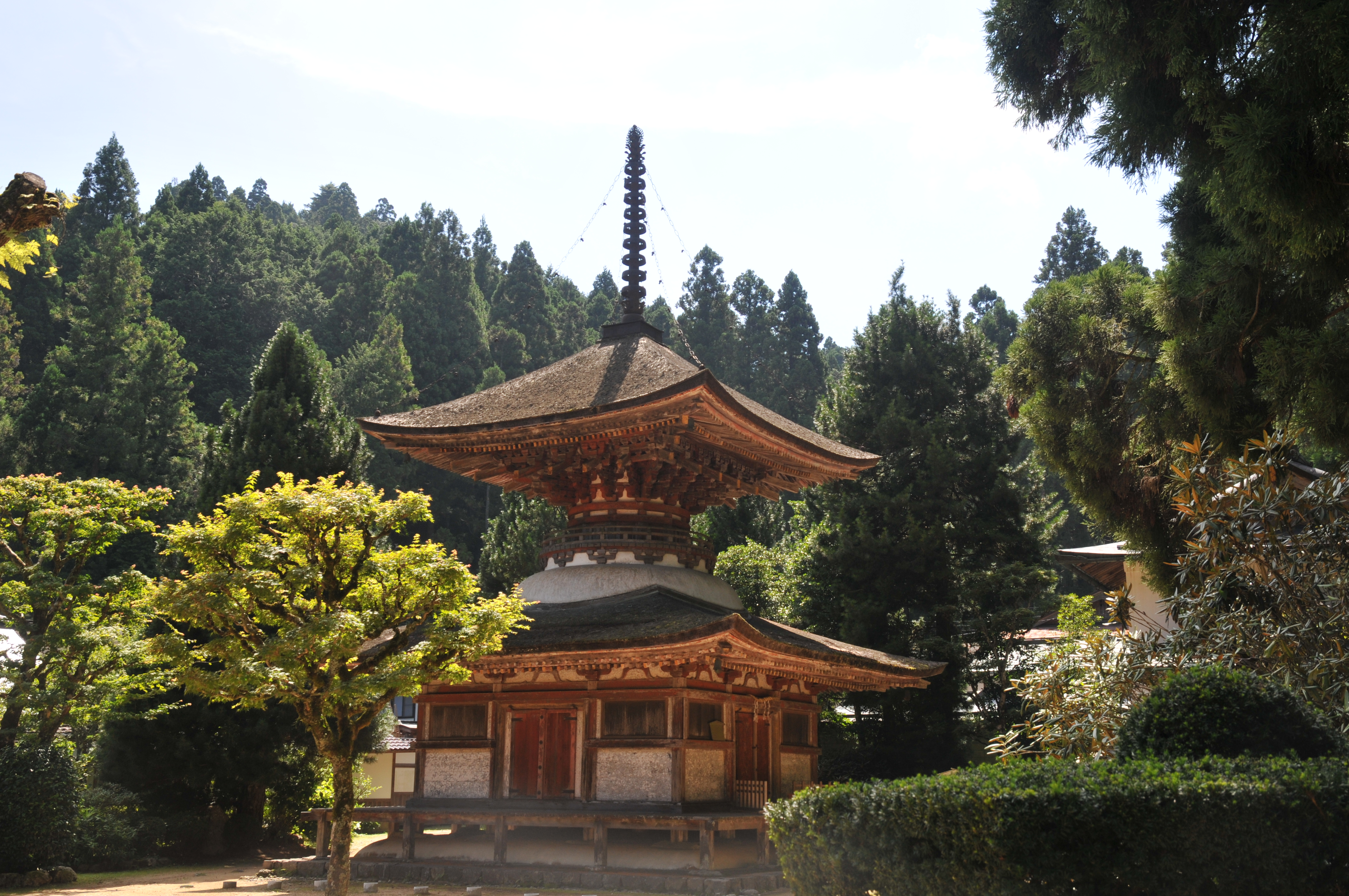
Tahōtō (nijū-no-tō) du Kongō Sanmai-in.
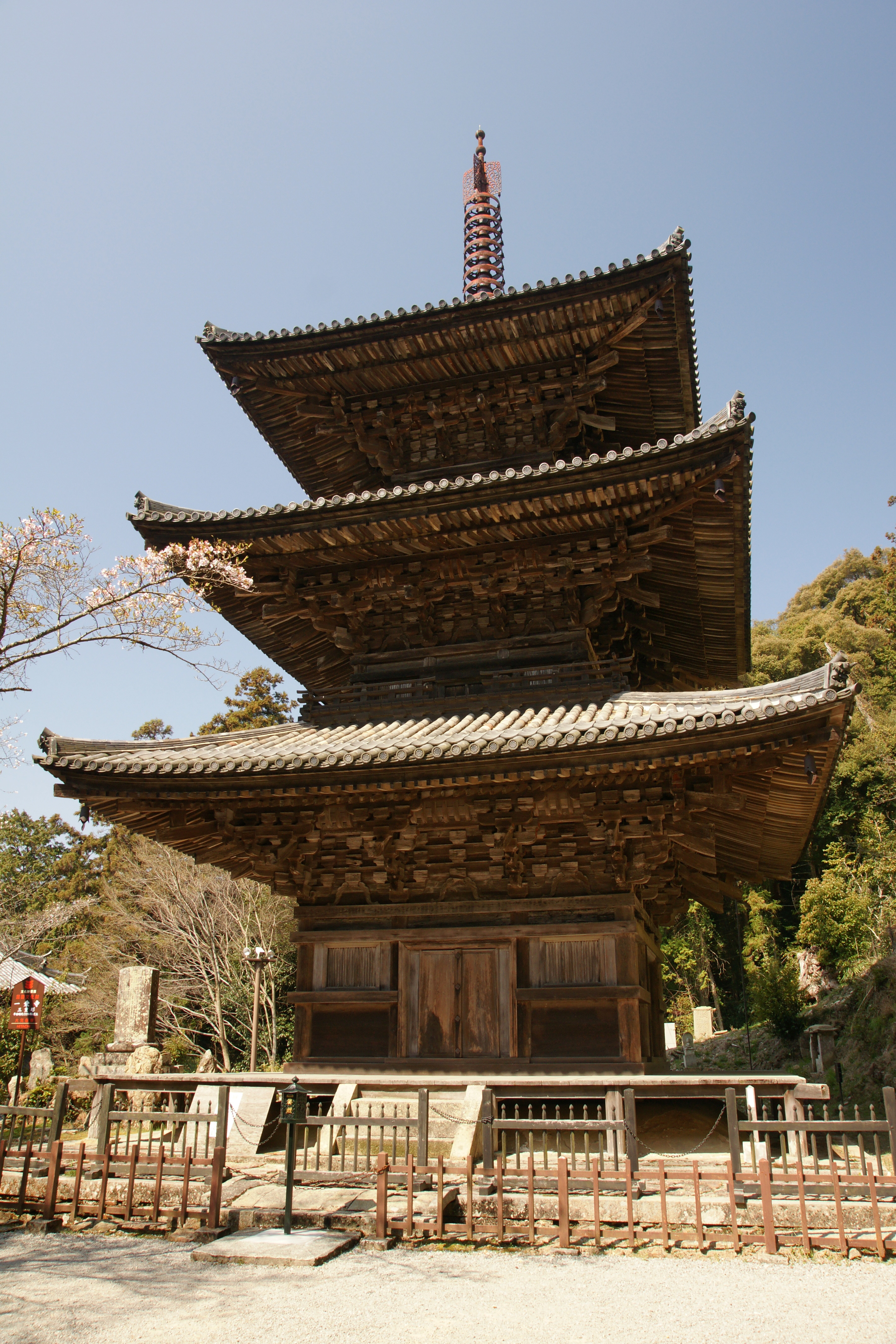
Pagode à deux étages (sanjū-no-tō) d'Ichijō-ji.
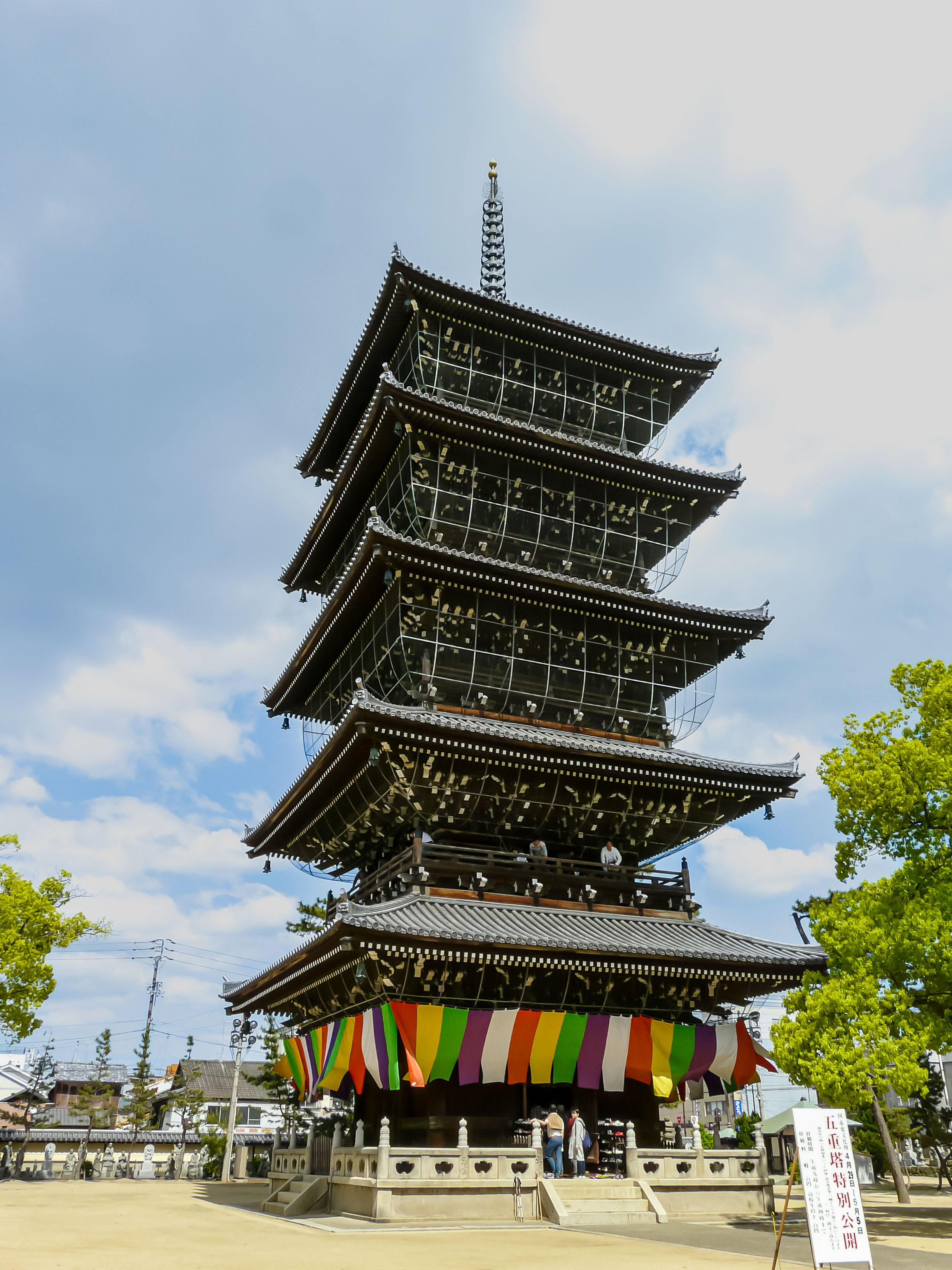
Pagode à quatre étages  (gojū-no-tō) de Zentsū-ji.
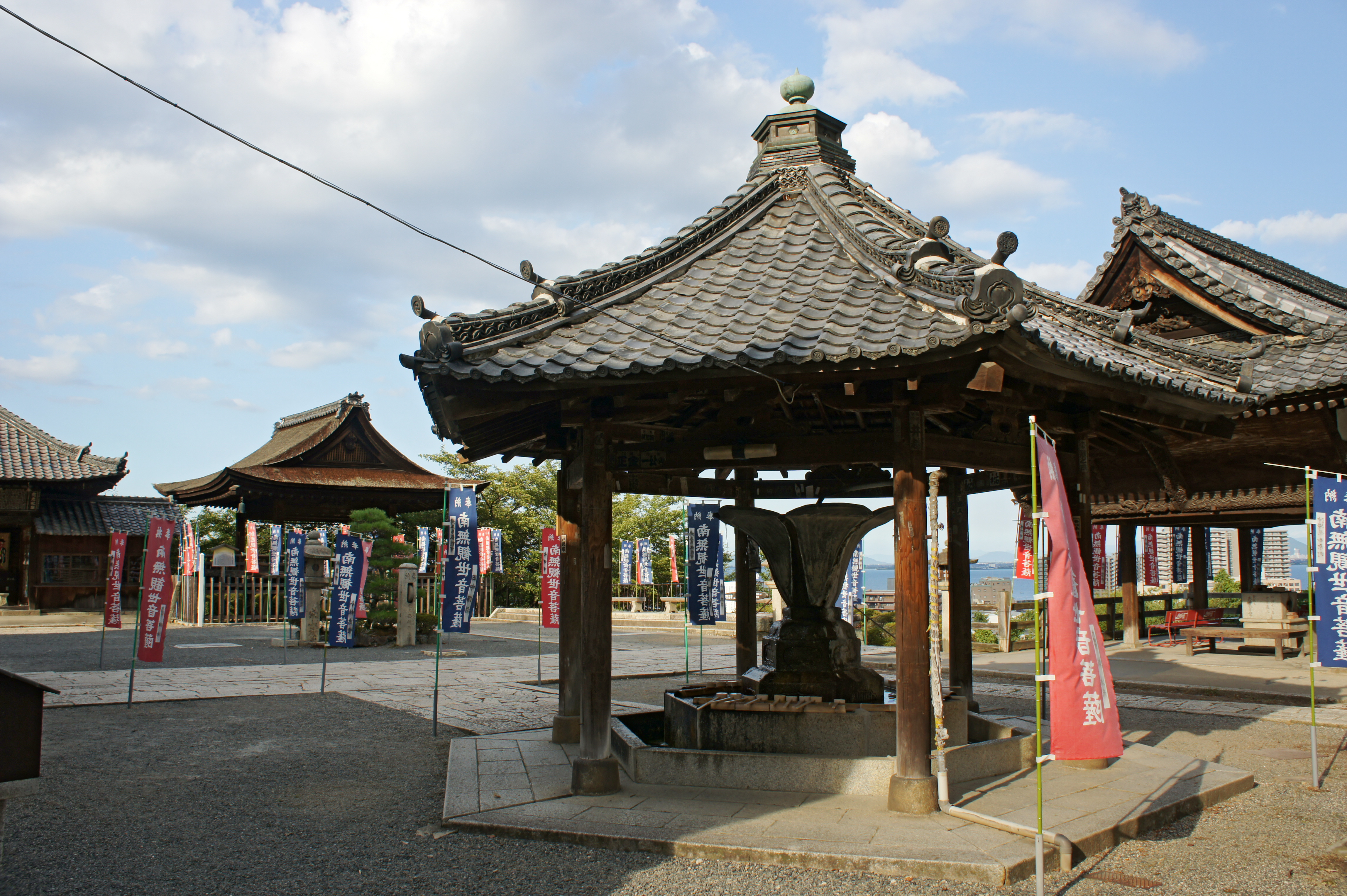
Temizuya du Mii-dera.
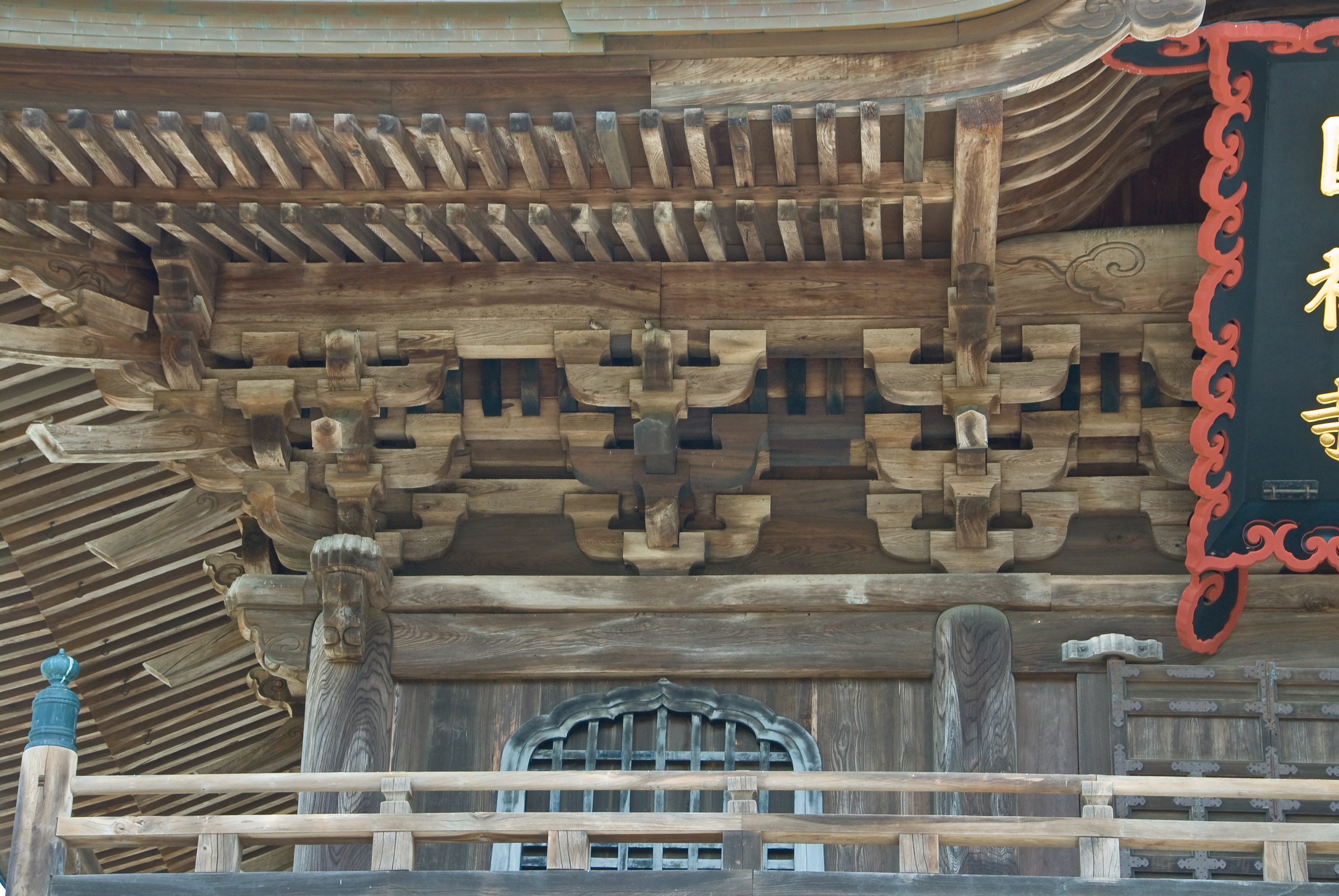
Supports (tokyō, futatesaki ici) sous l'avant-toit d'un toit de sanmon.
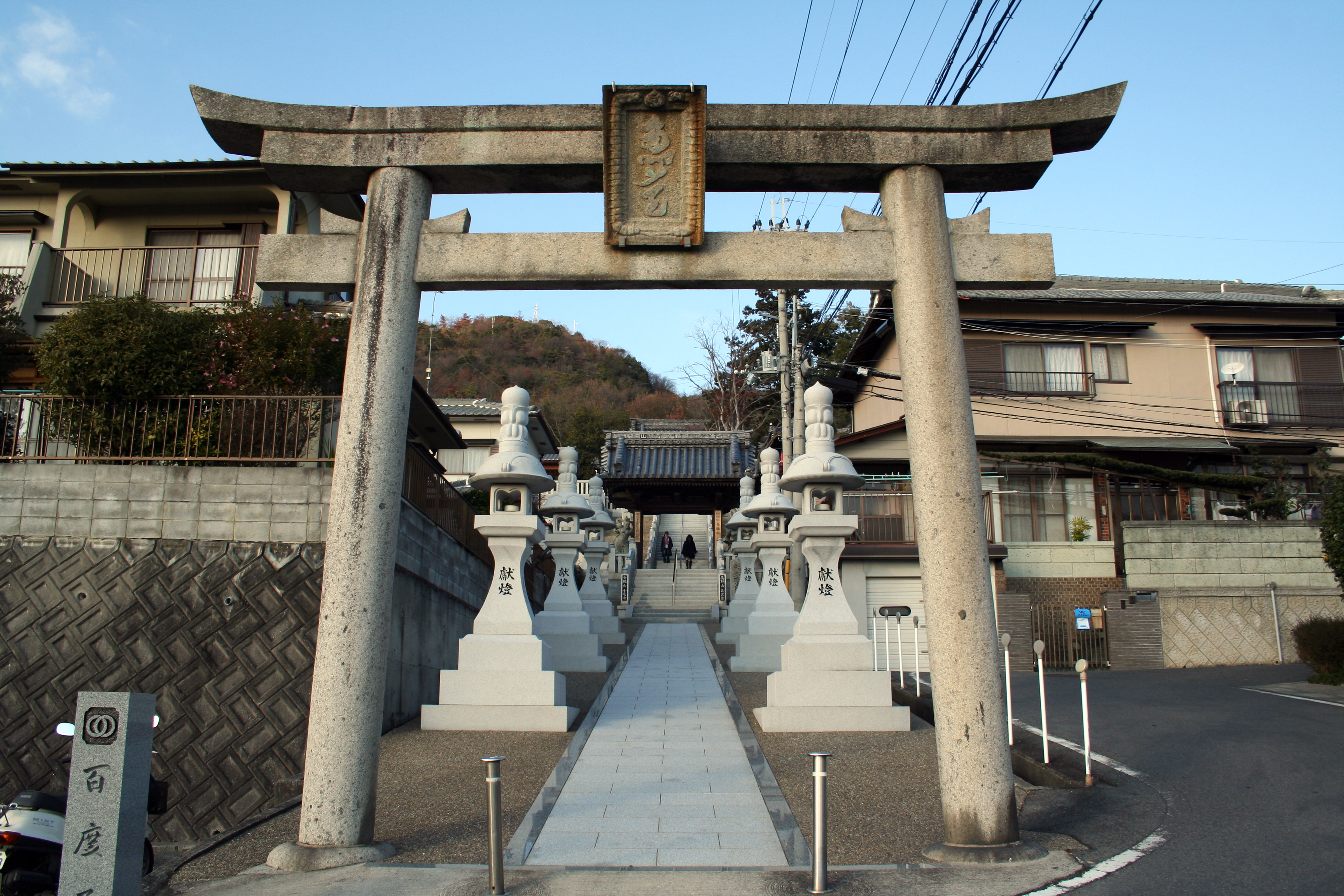
Un torii sur le sandō d'un temple (Oyake-ji).
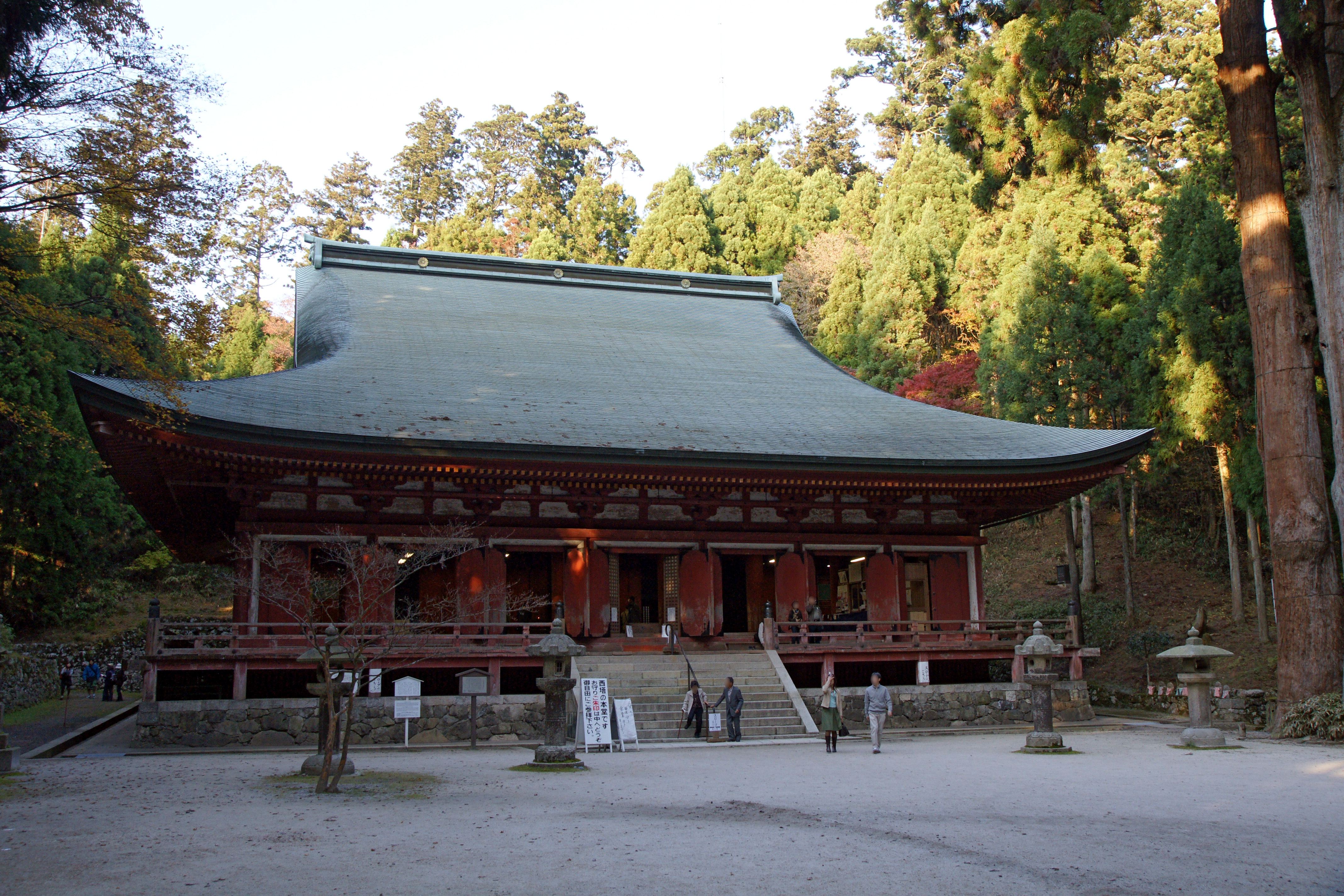
Shaka-dō d'Enryaku-ji.
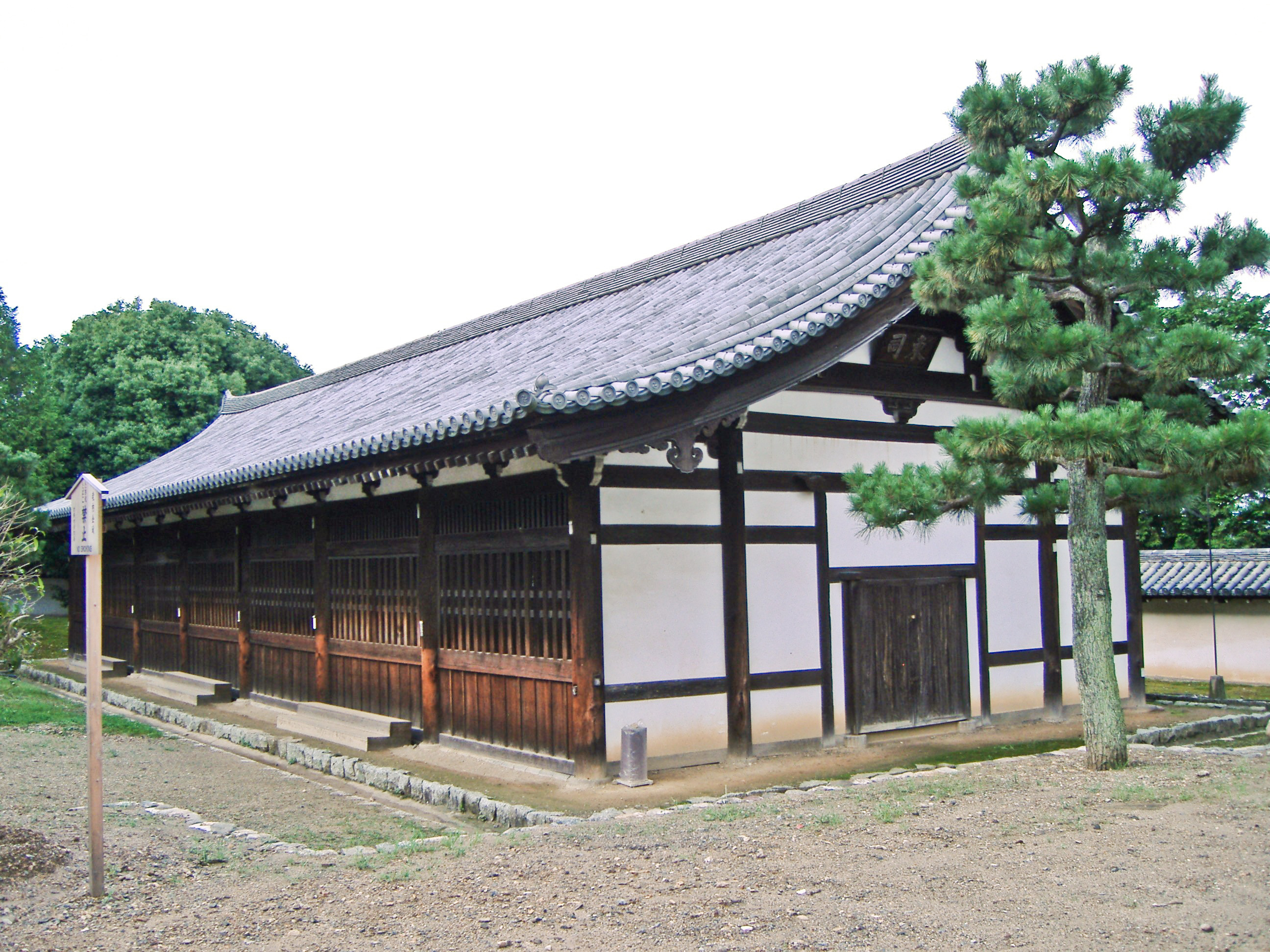
Tōsu du Tōfuku-ji.
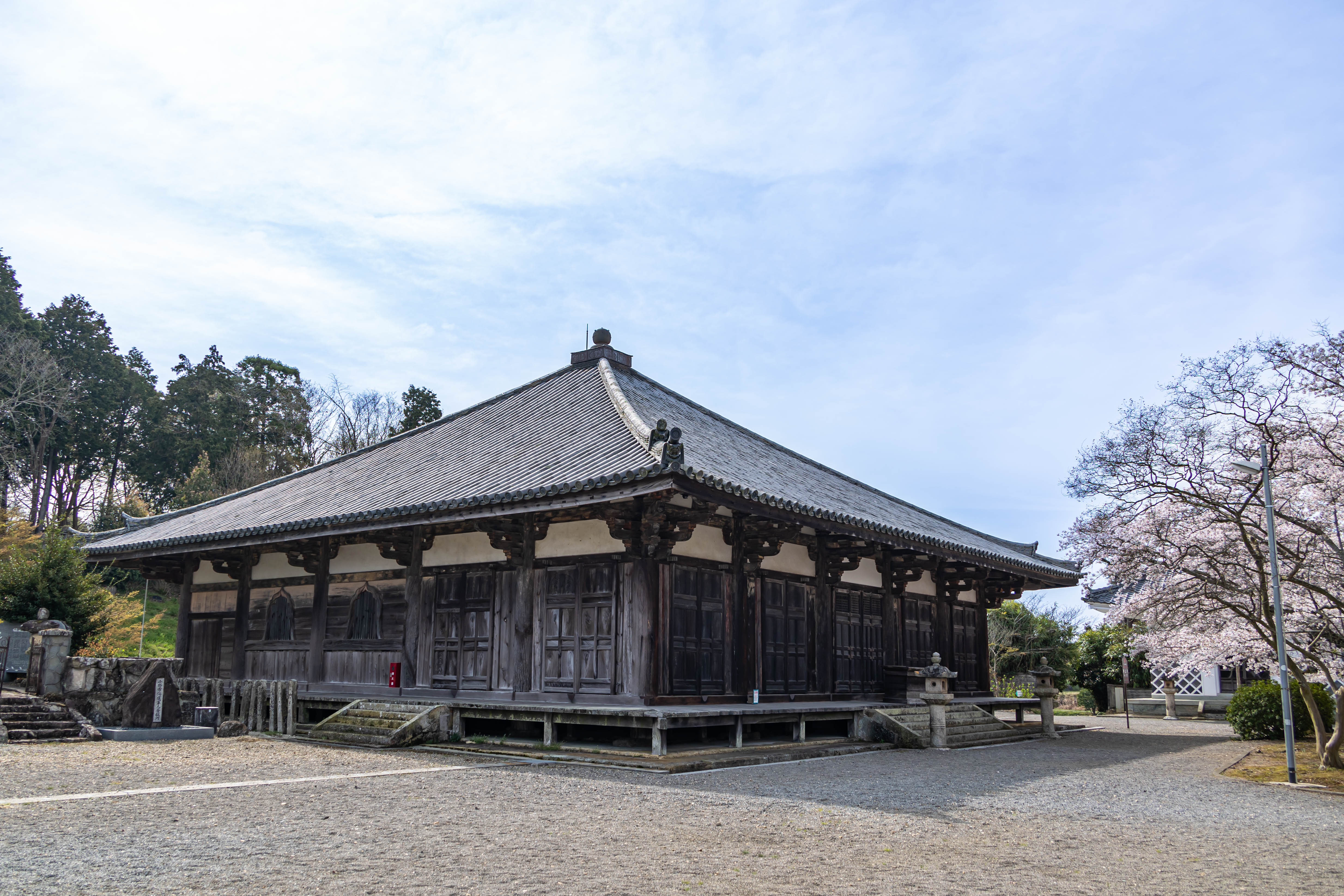
Yakushi-dō du Jōdo-ji d'Ono.
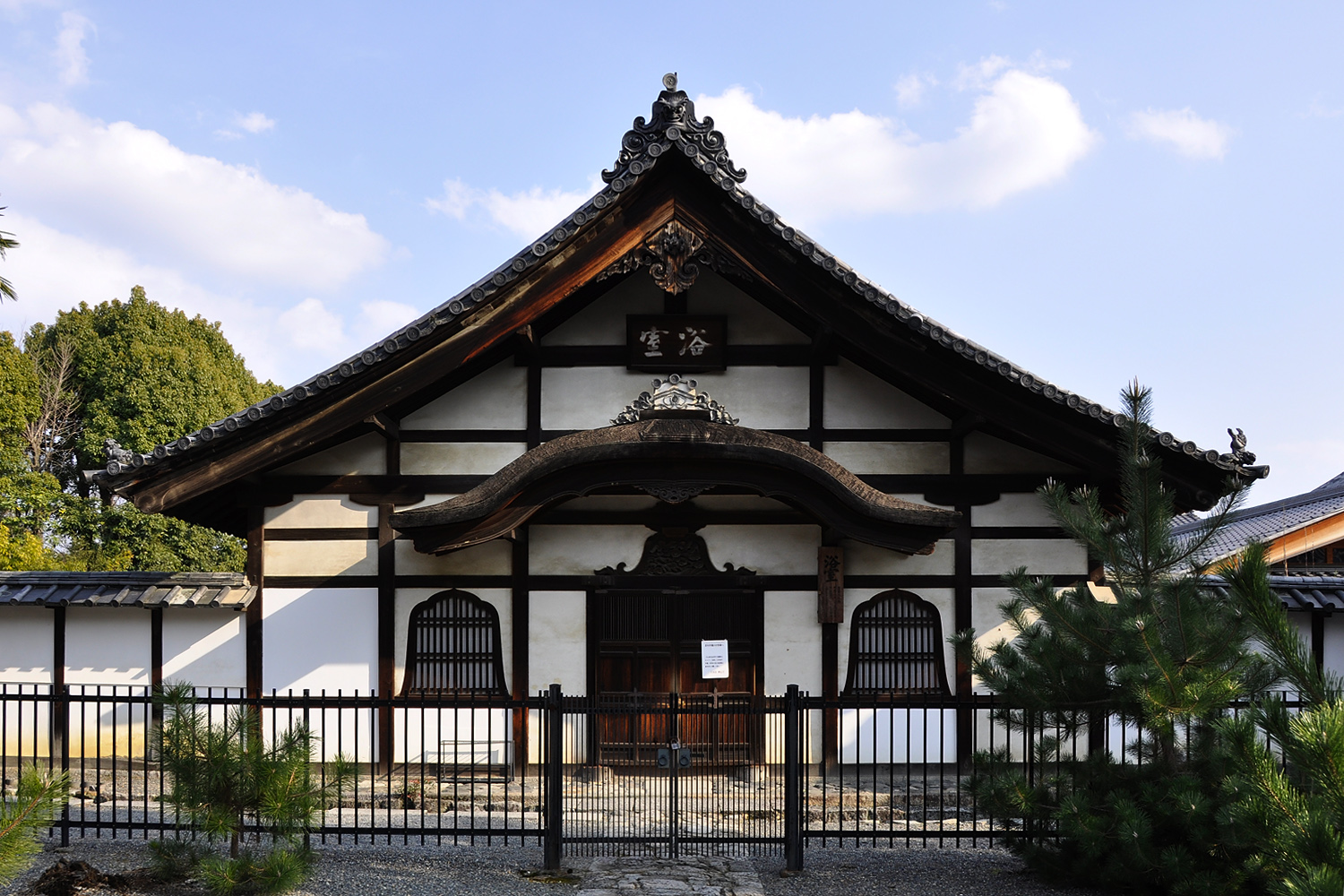
Yokushitsu du Myōshin-ji (les bains du temple).
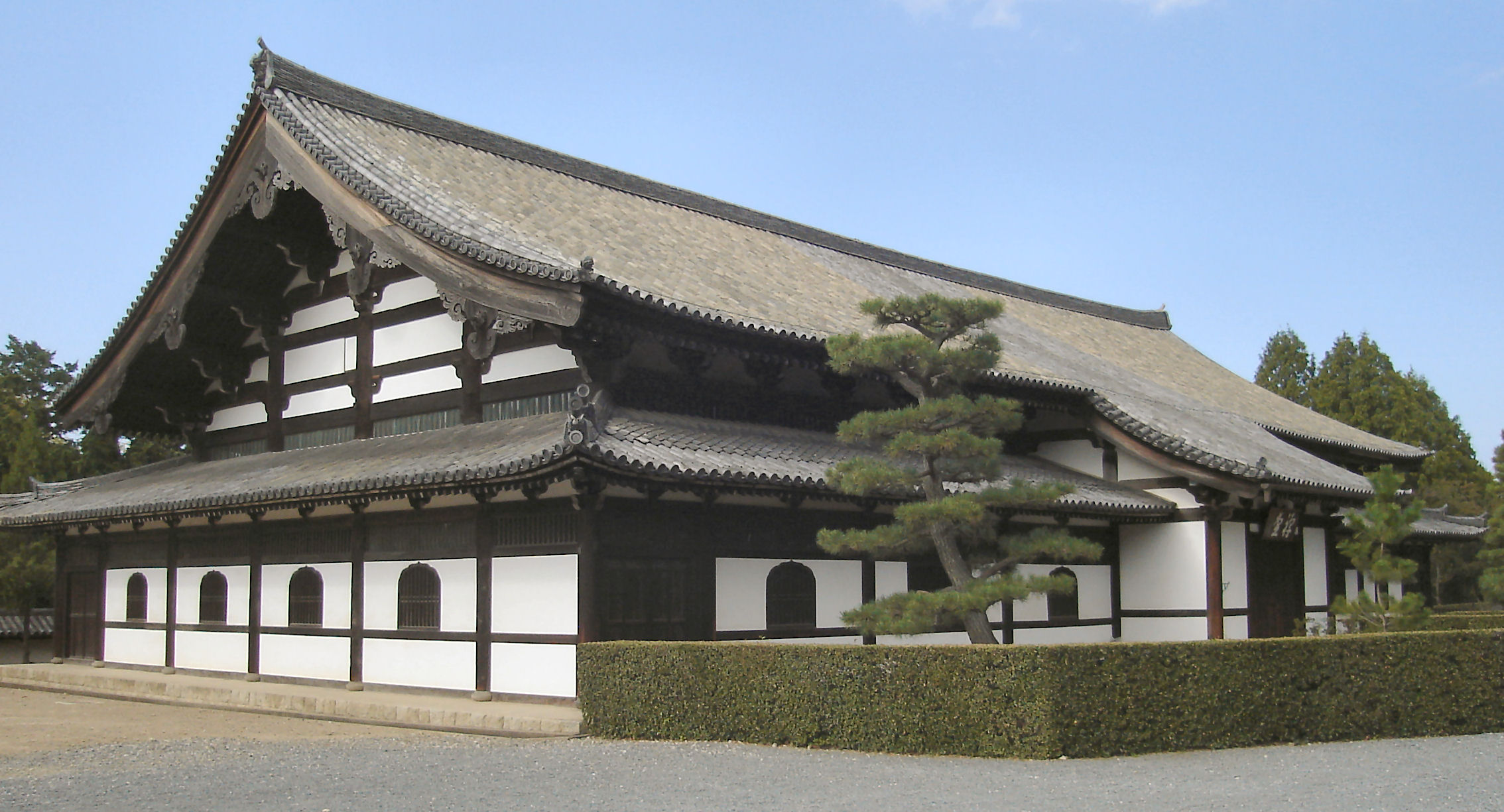
Zen-dō du Tōfuku-ji.
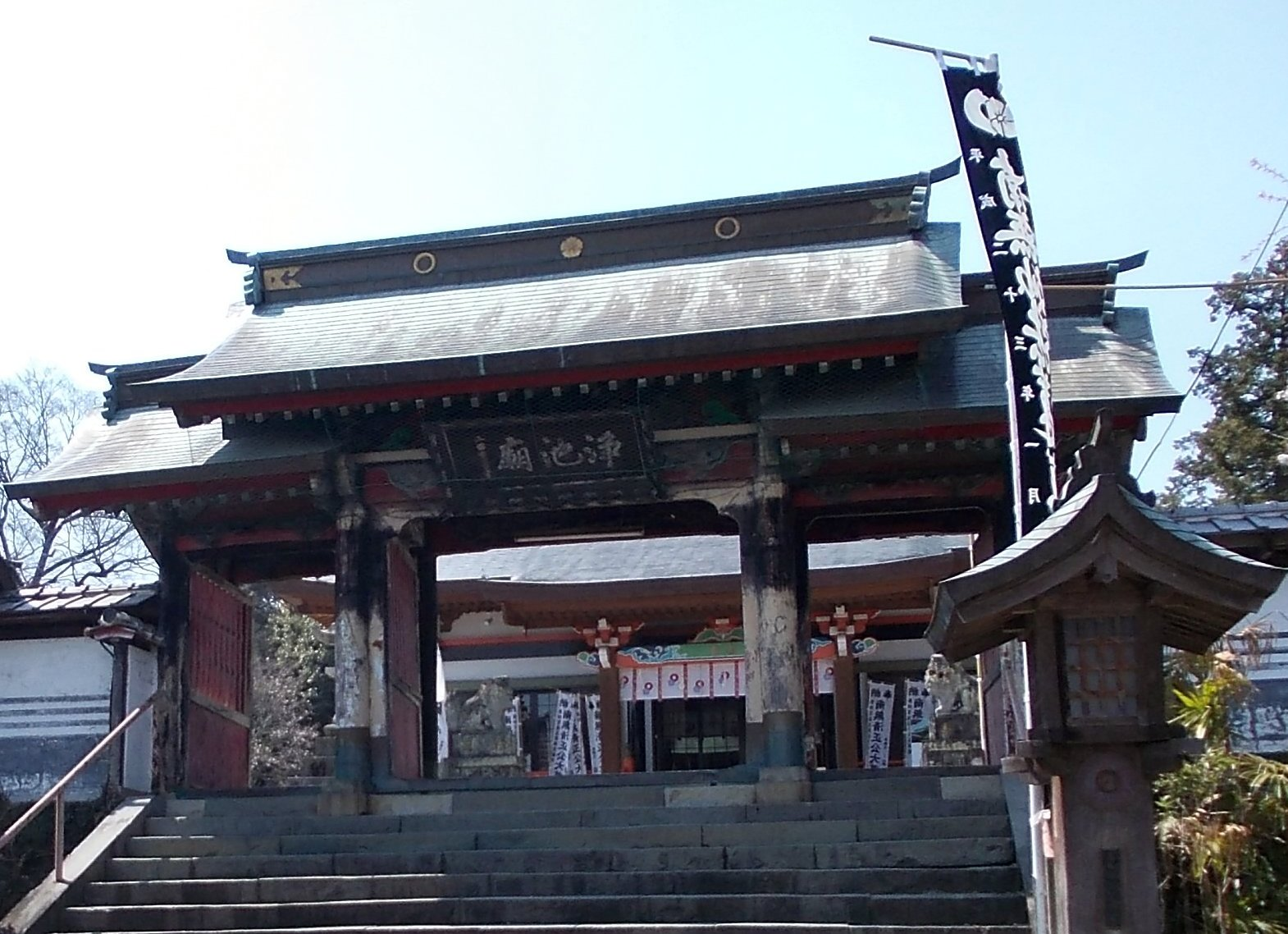
Porte à Jōchibyō, tombe de Katō Kiyomasa au Honmyō-ji à Kumamoto.
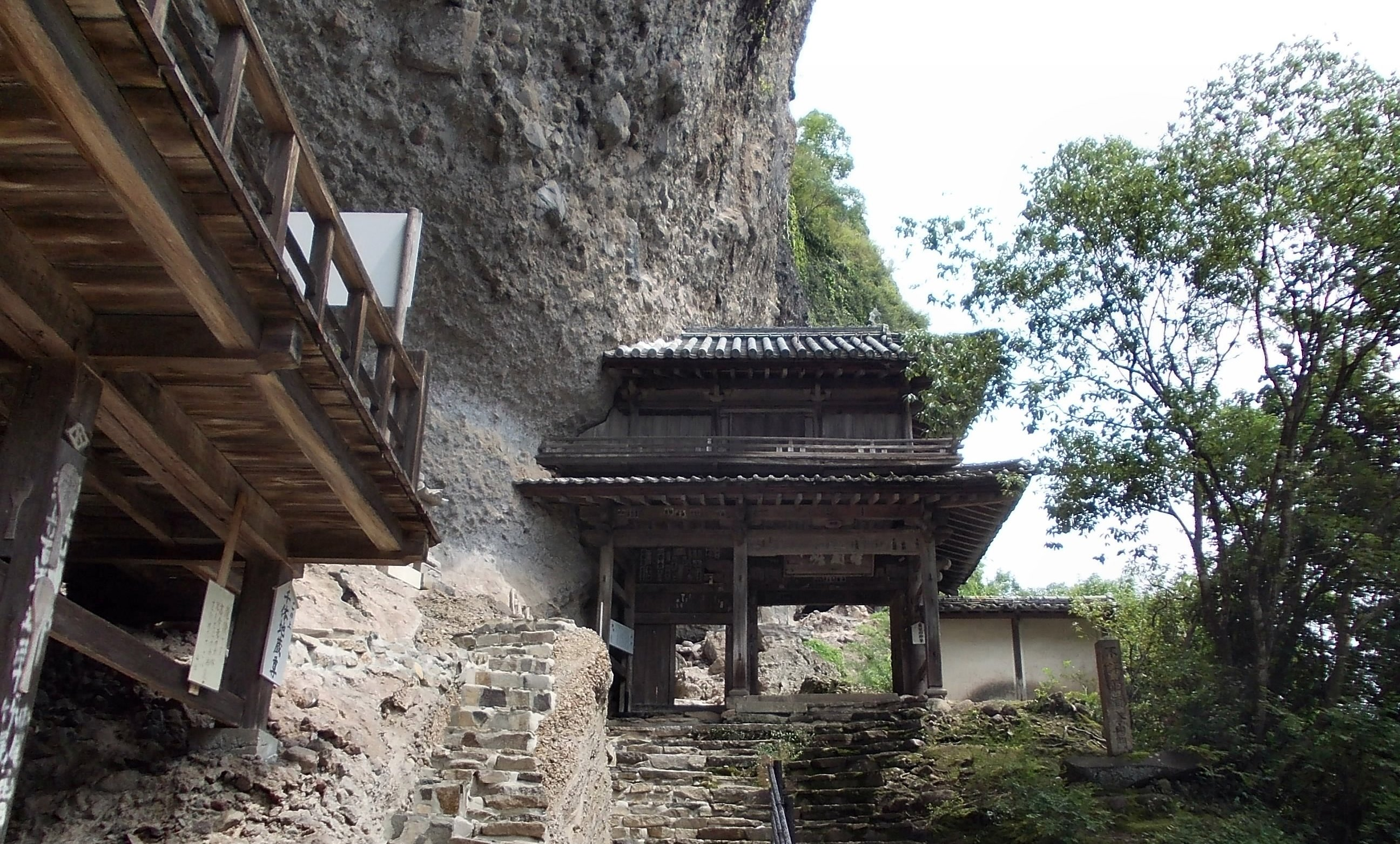
Sanmon du Rakan-ji à Nakatsu.